# Nuklearkatastrophe von Fukushima/Chronik
zurück zur Hauptseite
Die Chronik der Nuklearkatastrophe von Fukushima schildert den Ablauf der Ereignisse im Kernkraftwerk Fukushima Daiichi (Fukushima I) ab dem 11. März 2011 und deren Folgen im Zeitverlauf.
Alle Uhrzeiten sind in japanischer Ortszeit angegeben, entsprechend mitteleuropäischer Zeit (MEZ) plus acht Stunden, beziehungsweise plus sieben Stunden während der mitteleuropäischen Sommerzeit vom 27. März um 3:00 Uhr bis zum 30. Oktober um 3:00 Uhr. In Japan gibt es keine Sommerzeit.
Schnelleinstieg:  März  –  April  –  Mai  –  Juni  –  Juli  –  August  –  September  –  Oktober  –  November  –  Dezember  –  2012  –  2013  –  2014  –  2015  –  2016  –  2017  –  2018  –  2019  –  2020  –  2021  –  2022  –  2023

## Ausgangssituation

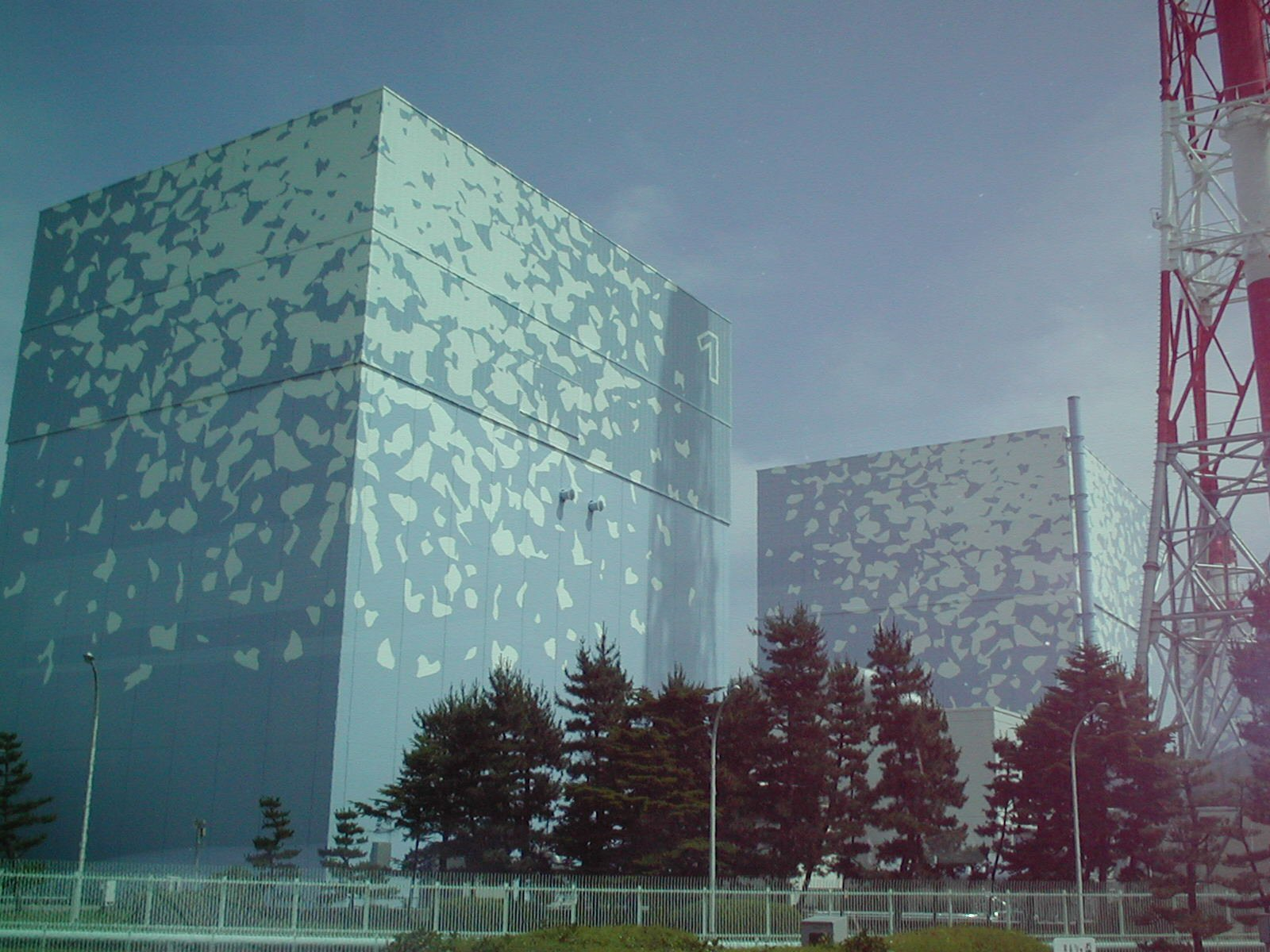
Reaktorgebäude 1 – vorne im Bild – ist das älteste und kleinste der Anlage (Foto von 1999).

Fukushima I ist das älteste und war mit sechs Kraftwerksblöcken gleichzeitig eines der leistungsstärksten Kernkraftwerke in Japan. Es basiert auf Siedewasserreaktoren eines veralteten Typs von General Electric, dessen Sicherheitsrisiken schon häufig diskutiert wurden. Zudem wurden beim Bau von Fukushima I einige Fehler gemacht. Das Kraftwerksgelände war mit einer 5,70 Meter hohen Schutzmauer gegen Flutwellen abgesichert; vorgeschrieben waren nur 3,12 Meter. Die älteren Reaktorblöcke 1 bis 4 sind zusätzlich 10 Meter erhöht (über Meeresspiegel) gebaut, die neueren Blöcke 5 und 6 um 13 Meter.

Aufbau der Reaktorgebäude – Abklingbecken hellblau dargestellt

Jeder Reaktorblock besteht aus einem Reaktorgebäude, einem Turbinengebäude und weiteren Vorrichtungen wie dem Zu- und Abfluss für Kühlwasser aus dem Meer. Im Reaktorgebäude befinden sich neben dem stählernen Reaktordruckbehälter mit dem Reaktorkern ein umgebender Sicherheitsbehälter mit zusätzlicher Beton-Schutzhülle, verschiedene weitere Systeme und je ein Abklingbecken zur Lagerung verbrauchter Brennelemente sowie ein Lagerbecken für neue Brennelemente. Das Turbinengebäude enthält die Turbinen und Generatoren zur Stromerzeugung; im Untergeschoss befinden sich unter anderem elektrische Systeme, einschließlich der meisten Notstrom-Dieselgeneratoren. Diese besondere Lage der Notstromgeneratoren – in Block 6 und in allen anderen japanischen Kernkraftwerken befinden sie sich an geschützterer Stelle –, wird sich als ein mitentscheidender Grund für die katastrophale Unfallserie erweisen.
Zum Zeitpunkt des Erdbebens sind die Reaktoren 4 bis 6 wegen Wartungsarbeiten außer Betrieb. Die Reaktoren 5 und 6 sind schon wieder mit Brennelementen bestückt, während die Elemente von Reaktor 4 in dessen Abklingbecken lagern. Auch bei abgeschaltetem Reaktor und während der weiteren Lagerung geben die Brennelemente erhebliche Nachzerfallswärme ab und müssen daher laufend gekühlt werden. Neben den sechs Abklingbecken in den Reaktorgebäuden befindet sich auf dem Gelände auch noch ein separates, großes Abklingbecken, das als zentrales Lager für Brennelemente aus allen Reaktoren genutzt wird.
Zum Unfallzeitpunkt lagern in den Abklingbecken rund 11.000 Brennelemente, die Kernbrennstoff mit einer Masse von rund 1.900 Tonnen enthalten (→ siehe Tabelle der gelagerten Brennelemente). Dies entspricht rechnerisch dem in Fukushima I produzierten nuklearen Abfall der letzten 16 Jahre. Hinzu kommen weitere 2.800 Elemente (480 Tonnen) in den Reaktorkernen und 500 noch unbenutzte, in den Reaktorgebäuden gelagerte Brennelemente (85 Tonnen).
Im Kern von Reaktor 3 befinden sich neben den üblichen Uran-Brennstäben auch einige sogenannte Mischoxid-Brennelemente, in denen dem Uran ein geringer Anteil des stark krebserregenden Plutoniums beigemischt ist.

## März 2011

### 9. März
- 11:45:20 Uhr: Unter dem Meeresboden im Nordosten Japans, 170 Kilometer östlich der Stadt Sendai, bebt die Erde.[8] Das Beben hat eine Stärke von 7,3 Mw und leitet eine Absenkbewegung des Meeresbodens ein.[9]

### 11. März

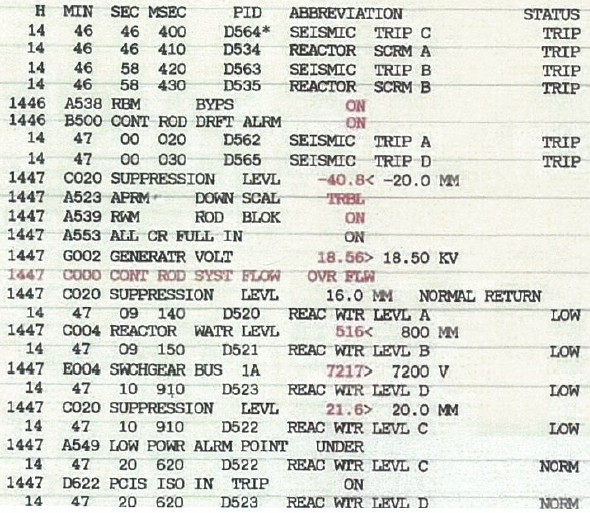
Datenprotokoll von Block 1: Auslösung der vier Seismometer ab 14:46:46.40, Einfahren der Steuerstäbe um 14:47

- 14:46:23 Uhr: In der gleichen Meeresregion ereignet sich das Tōhoku-Erdbeben, mit einer Stärke von 9,0 Mw das stärkste bekannte Beben in der japanischen Geschichte.[10][11]
- 14:46:46 Uhr: Die ersten Primärwellen (P-Wellen) des Bebens erreichen das Kraftwerksgelände und lösen dort eine Schnellabschaltung der Reaktoren 1 bis 3 aus.[12][13] Die Reaktoren 4 bis 6 sind wegen Wartungsarbeiten außer Betrieb.[14]
- 14:47 bis 14:48 Uhr: Die Reaktorblöcke 2, 3 und 5 erfahren durch das Erdbeben Horizontalbeschleunigungen von bis zu 0,56, 0,52 bzw. 0,56 g. Diese Werte liegen um 26, 15 beziehungsweise 21 Prozent über den zulässigen Höchstwerten. Die Belastungsgrenzen der anderen drei Blöcke werden nicht (ganz) erreicht.[15] Arbeiter berichten später von beschädigten Rohrleitungen im Reaktorgebäude 1, aus denen Wasser herausschoss.[16] Möglicherweise wurde einer der Kühlkreisläufe beschädigt.[17] Der Kraftwerksbetreiber Tepco vermutet später auch einen Erdbebenschaden an einem Block-3-Notkühlsystem.[18]
- Während die Reaktoren 1 bis 3 heruntergefahren werden, fällt die externe Stromversorgung des Kraftwerks durch Erdbebenschäden an dessen Schaltanlagen aus,[12][19][20] und zwölf von dessen dreizehn[19] Notstromdieselgeneratoren (davon neun wasser- und drei luftgekühlt[3][21]) starten.[22] Ein Generator an Block 4 ist wegen Wartungsarbeiten außer Betrieb.[23] In den Leitständen der Blöcke 1 bis 3 erscheinen zahlreiche Alarm- und Warnanzeigen.[13]
- Mit dem Stromausfall fallen auch die meisten Kommunikationssysteme auf dem Gelände, die Beleuchtung in allen Gebäuden, elektrische Tür- und Toröffner und die Auslesegeräte für die Personendosimeter aus. Die Strahlenbelastung der Kraftwerksmitarbeiter ist in den folgenden drei Tagen nur unzureichend kontrollierbar.[1][24]
- 14:48 Uhr: Die Reaktoren 1 bis 3 und ihre Turbinen sind heruntergefahren. Die Steuerstäbe wurden zum Abbruch der nuklearen Kettenreaktion voll in den Reaktorkern eingefahren und die Verbindungsleitungen zu den Turbinen verschlossen. Die Kühlung von Reaktor 2 und 3 erfolgt nun durch die unter den Reaktoren gelegenen Kondensationskammern. Von dort wird die Wärme durch elektrisch betriebene Kühlwasserpumpen weiter ins Meer abgeführt.[25][Anm. 1][Anm. 2]
- Sieben Mitarbeiter im Kraftwerk wurden durch Folgen des Erdbebens verletzt, fünf davon leicht.[26]
- Fukushima I ist nicht an das vorhandene Tsunami-Warnsystem angeschlossen und erhält keine sofortige Warnung.[23]
- 14:52 Uhr: In Block 1 schaltet sich automatisch die Notkühlung mittels Isolation Condenser ein.[27] Hierbei wird der Dampf aus dem Reaktor durch zwei separate, kleinere Kondensationskammern geführt.[28][29][Anm. 3][Anm. 2]
- 15:03 Uhr: Die Mitarbeiter im Leitstand schalten den Isolation Condenser von Reaktor 1 wieder ab, weil die Kühlwirkung zu stark war. Stattdessen aktivieren sie ein anderes, schwächeres Kühlsystem, das den Reaktor vorläufig stabilisiert.[24][30][31][Anm. 4]
- 15:27 Uhr: Die erste von mehreren vom Erdbeben ausgelösten Tsunamiwellen – etwa vier Meter hoch – trifft in Fukushima I ein.[24]
- Die hinter der 5,70 Meter hohen Schutzmauer angebrachten Meerwasserpumpen werden zerstört. Damit fallen die reguläre Kühlung aller Reaktoren[Anm. 5] sowie die gesamte Kühlung der Abklingbecken und der neun wassergekühlten Notstromgeneratoren aus.[1]
- Die Wellen erreichen Höhen von maximal 13 bis 15 Metern. Die Reaktorblöcke 1 bis 4 stehen vier bis fünf Meter tief im Wasser, die Blöcke 5 und 6 bis zu einem Meter.[2]
- Das Wasser läuft unter anderem in die Turbinengebäude, in die Reaktorgebäude und in das Gebäude des zentralen Abklingbeckens und überschwemmt dort fünf der laufenden zwölf Notstromaggregate und die meisten Stromverteiler.[24]

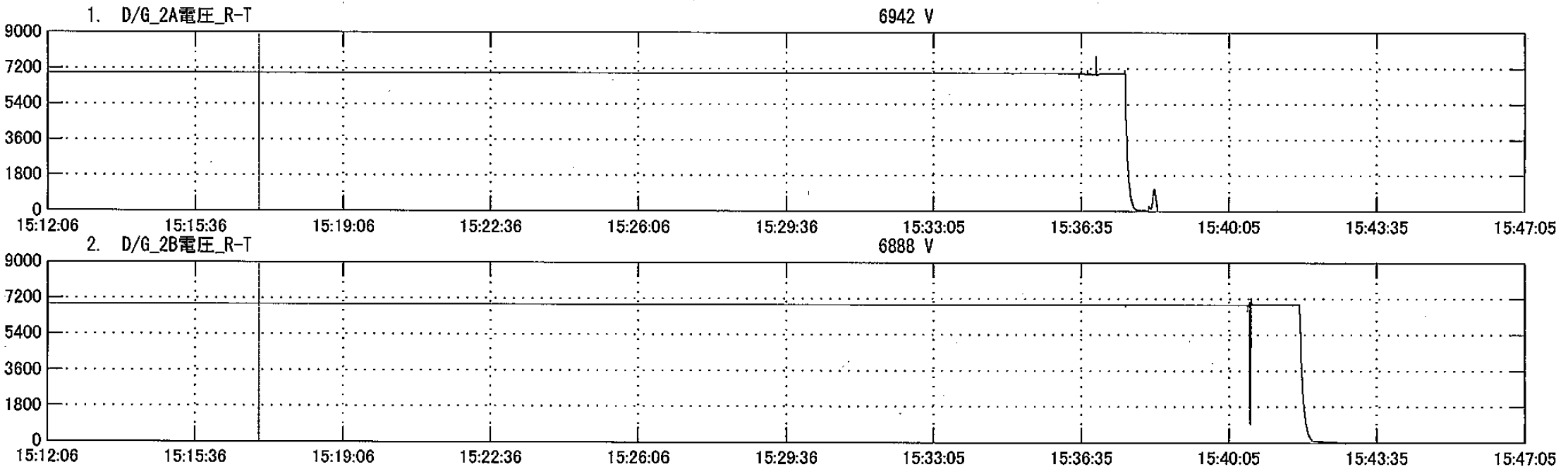
Ausfall der beiden Dieselgeneratoren von Block 2

- 15:36 bis 15:41 Uhr: Alle Notstromgeneratoren des Kraftwerks fallen aus, und damit dessen gesamte Wechselstromversorgung[22][32][33] – ein sogenannter Schwarzfall (station blackout) ist eingetreten. Nur Teile der Leit- und Steuerungstechnik können vorläufig – laut Presseberichten acht Stunden lang[34] – noch per Notstrombatterien weiter versorgt werden, und damit auch dampfbetriebene Notfall-Kühlwasserpumpen in Block 2 und 3 und gegebenenfalls die Isolation-Condenser-Ventile in Block 1.[35] Diese Notkühlsysteme sind eigentlich nur für die Überbrückung kurzer Stromausfälle gedacht.[36] Eine weitere Abführung der Wärme ins Meer ist jetzt nicht mehr möglich. Die Kondensationskammern beginnen sich allmählich zu erhitzen.[Anm. 6]
- Auch das Emergency Response Support System (engl. für „Notfallreaktions-Unterstützungssystem“) fällt aus. Dieses Computersystem der Japanischen Nuklearenergiesicherheits-Organisation (JNES) sollte eigentlich Daten aus den Reaktoren automatisch auswerten und die Behörden über mögliche Freisetzungen und Ausbreitungen radioaktiver Stoffe informieren.[37] Stattdessen muss man nun mit Schätzungen arbeiten.[38]
- 15:42 Uhr: Tepco meldet einen nuklearen Notfall für die Reaktorblöcke 1 bis 3 an die dem Wirtschaftsministerium (METI) angegliederte japanische Atomaufsichtsbehörde NISA (Nuclear and Industrial Safety Agency).[39]
- 15:45 Uhr: Zwei Kraftstofftanks für die Diesel-Notstromaggregate, die sich hinter der 5,70 Meter hohen Schutzmauer befanden, werden vom Tsunami weggespült.[40]
- 16:10 Uhr: Die Nuklearsicherheitskommission der japanischen Regierung beruft die technische Ratgebergruppe für nukleare Notfälle (Technical Advisory Body for Nuclear Emergencies) ein.[40] Auf nationaler Ebene und in der Präfektur Fukushima werden Einsatzleitstellen eingerichtet.

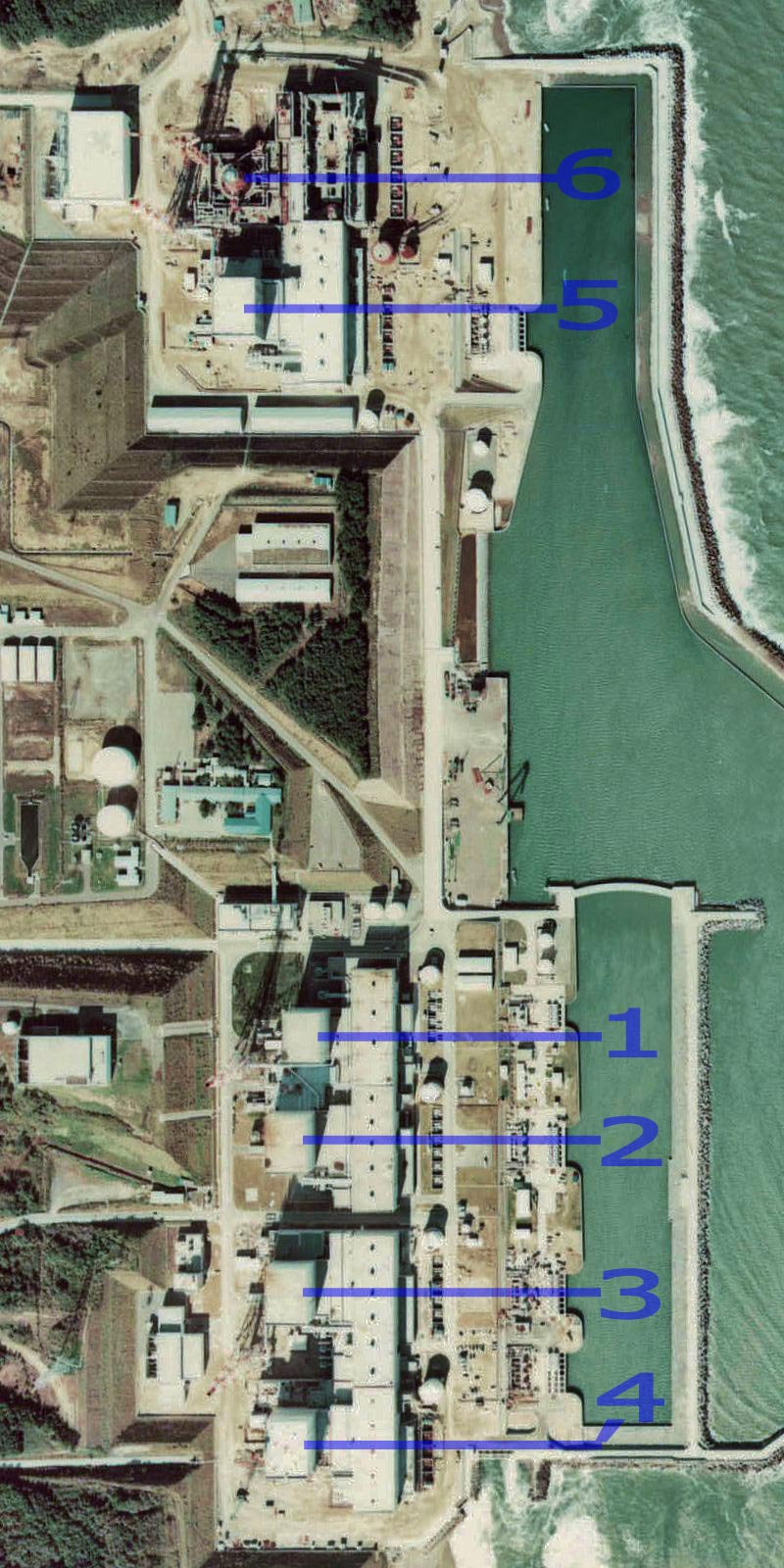
Luftbild des Kraftwerks von 1975; Reaktorblock 6 noch im Bau; Reaktorgebäude nummeriert, rechts davon die flacheren Turbinenhäuser

- 16:36 Uhr: Tepco meldet einen „nuklearen Notfall“ an die Aufsichtsbehörde, da kein (ausreichender) Wasserstand in den Reaktoren 1 und 2 bestätigt werden könne.[12][39] Bei Block 1 funktioniert offenbar die Notkühlung nicht mehr.[41] Die NISA vermutet, dass die Notstrombatterien wegen Überschwemmung soviel an Leistung verloren haben, dass die Ansteuerung der Kühlkreislauf-Ventile ausgefallen ist.[42] Bei Block 2 haben wegen des Stromausfalls die Anzeige für das Notkühlsystem und das Messgerät für den Kühlwasserstand versagt.[35][43]
- Nach Prüfung des Wasserstands in Reaktor 1 zieht Tepco die Meldung von 16:36 Uhr für Reaktor 1 wieder zurück.[12]
- 16:55 Uhr: Der Premierminister gibt bekannt, dass er an seinem Amtssitz in Tokio eine Kommandozentrale für nukleare Notfälle (nuclear emergency response headquarters) eingerichtet hat. Die Meldung von 16:36 Uhr erwähnt er nicht.[40][44]
- Tepco beordert mobile Stromgeneratoren aus anderen eigenen Kraftwerken nach Fukushima I.[13][45]
- 17:07 Uhr: Der Kraftwerksbetreiber setzt die Meldung von 16:36 Uhr für Reaktor 1 wieder in Kraft.[12] Das Notkühlsystem ist endgültig ausgefallen.[42] Der Druck im Reaktor beginnt zu steigen.
- Erste Überlegungen zu alternativen Kühlmöglichkeiten für die Reaktoren. Arbeiter öffnen von Hand Ventile im Reaktorgebäude 1 und nehmen die stationäre dieselbetriebene Feuerlöschpumpe in Betrieb.[24]
- 18:00 Uhr: Vermutlich ist in Reaktor 1 bereits so viel Wasser verdampft, dass die Brennstäbe teilweise freiliegen.[23][41] Der Wasserstandsmesser zeigt zwar an, dass der Reaktorkern nach wie vor vollständig im Wasser steht,[42] allerdings wurde dieses Gerät durch Überhitzung dekalibriert.[46][47] Es gibt keine verlässlichen Informationen über den Zustand des Reaktors mehr.
- 18:20 Uhr: Die mobilen Stromgeneratoren sind im Verkehr stecken geblieben. Tepco fordert nun Generatorwagen vom benachbarten Energieversorger Tōhoku Denryoku und von den Streitkräften an.[13][48]
- 19:03 Uhr: Aufgrund der Meldung von 16:36 Uhr ruft die japanische Regierung einen nuklearen Notstand nach Artikel 15 des Gesetzes für spezielle Maßnahmen in nuklearen Notfällen aus. Sie weist darauf hin, dass „keine Radioaktivität austritt“.[49] Laut deutscher Medienberichte bezeichnet die Regierung den Notstand als „reine Vorsichtsmaßnahme“.[50]
- An den freiliegenden Brennstäben in Reaktor 1 laufen verschiedene chemische und physikalische Prozesse ab. Es bildet sich Wasserstoff. Die Hüllen der überhitzten Brennstäbe bersten, und die radioaktiven Spaltprodukte aus ihrem Inneren werden freigesetzt. Die Stäbe erhitzen sich weiter und beginnen zu schmelzen.[23][41]
- Eine Sondereinsatzgruppe für nukleare Notfälle (nuclear desaster task force) wird in der Kommandozentrale des Premierministers einberufen.[40]
- 20:50 Uhr: Die Notfalleinsatzzentrale der Präfektur Fukushima verfügt die Evakuierung der Bevölkerung in einem Radius von zwei Kilometern um den Reaktorblock 1 von Fukushima I. Hiervon sind 1.864 Menschen[51] am Rande der südwestlich gelegenen Ortschaft Ōkuma[52] betroffen, auf deren Gebiet die Kraftwerksblöcke 1 bis 4 liegen.
- 21:12 Uhr: Die Behörden lassen mit einer Computersimulation durchrechnen, welche radioaktive Kontamination bei einer Druckentlastung (Venting) von Reaktor 2 in der Umgebung des Kraftwerks entstehen würde. Als Zeitpunkt der Druckentlastung wird 3:30 Uhr am 12. März angenommen.[38] Das System sagt voraus, dass nur das Kraftwerksgelände betroffen wäre und die „radioaktive Wolke“ nach Südosten über das Meer ziehen würde.[53]
- 21:19 Uhr: Die Arbeiter lesen den Wasserstand von Reaktor 1 ab. Der Kern scheint immer noch vollständig mit Wasser bedeckt zu sein; die Einspritzung per Feuerlöschpumpe scheint zu funktionieren.[24]
- 21:23 Uhr: Der japanische Premierminister erweitert den Evakuierungsradius um das Kraftwerk auf drei Kilometer. Neben Ōkuma ist nun auch der nördlich anschließende Ort Futaba betroffen, auf dessen Gebiet sich die Blöcke 5 und 6 befinden. Bewohner in einem Umkreis von 10 Kilometern um Reaktorblock 1 sollen ihre Häuser nicht mehr verlassen.[51]
- 21:51 Uhr: Wegen der hohen Strahlung dürfen die Arbeiter das Reaktorgebäude 1 vorerst nicht mehr betreten.[24]
- Die ersten von 70 mobilen Notstromgeneratoren sind eingetroffen, aber man kann sie nicht anschließen: Die Anschlusspunkte befinden sich in den überfluteten Untergeschossen der Turbinengebäude, und die mitgelieferten Kabel sind zu kurz, da man wegen der Erdbeben- und Tsunami-Trümmer nicht nahe genug herankommt.[45][54] Man versucht, passende Kabel aufzutreiben.[55] Zusätzliche Batterien sollen per Hubschrauber aus einem vom Erdbeben zerstörten[56] Kohle- und Ölkraftwerk in Iwaki eingeflogen werden.[34][55]
- 23:00 Uhr: Im Turbinengebäude von Block 1 wird eine erhöhte Strahlung gemessen.[23]
- 24:00 Uhr: Der stellvertretende Wirtschaftsminister Motohisa Ikeda trifft in der lokalen Einsatzzentrale in Fukushima ein.[39] Er ist für deren Leitung zuständig.[1]

Anmerkungen
1. ↑  Wärmeabfuhr in die Kondensationskammer per Reactor Core Isolation Cooling System (RCIC-Notkühlsystem, engl. für „Kühlsystem im isolierten Reaktorbetrieb“) und von dort weiter ins Meer per Residual Heat Removement System (RHR, engl. für „Nachwärme-Entfernungssystem“).
2. 1 2  Die verschiedenen Notkühlsysteme werden zusammen auch als Emergency Core Cooling System (ECCS, engl. für „Notfall-(Reaktor)Kern-Kühlsystem“) bezeichnet.
3. ↑  Der Isolations Condenser ist das Vorläufersystem des RCICS. Es muss ohne Wärmeabfuhr ins Meer auskommen und ist daher nur für einen begrenzten Zeitraum nutzbar.
4. ↑  Die beiden Isolation-Condenser-Einheiten wurden nach Tepco-Nachforschungen von Hand ausgeschaltet und durch die beiden Containment Cooling Systems (CCS, „Containment Spray“) ersetzt. Danach stabilisiert sich der Wasserstand und steigt langsam wieder.
5. ↑  Das RHR-System fällt aus, weil es auf die Meerwasserpumpen angewiesen ist.
6. ↑  Bei Block 2 und 3 kommt weiterhin das RCICS zum Einsatz, aber ohne die Meerwasserkühlung per RHR.

### 12. März

Reaktorgebäude-Querschnitt: 1. Reaktorkern mit Brennelementen, 4. Sicherheitsbehälter (orange), 5. Abklingbecken, 7. Deckeldichtung, 8. Druckbehälter (gelb), 10. Betoneinfassung, 11. Druckkammer, 24. Haupt-Kondensationskammer

- 00:00 Uhr: Der Kühlwasserstand in Reaktor 2 kann jetzt mithilfe einer provisorischen Stromversorgung wieder gemessen werden und ist stabil. Tepco bezeichnet den Zustand des Reaktors trotzdem noch als „unklar“. Außerdem meint der Kraftwerksbetreiber, dass in Reaktor 4 bis 6 genügend Reaktorkühlwasser für einen sicheren Betrieb vorhanden sei. Der Reaktor 4 ist allerdings leer – er enthält nichts, was gekühlt werden müsste.[35]
- 00:06 Uhr: Der Kraftwerksleiter ordnet Vorbereitungen für die Druckentlastung von Reaktor 1 an.[57]
- Die Notkühlung von Reaktor 3 funktioniert nicht mehr richtig; der Wasserstand fällt unter den vorgesehenen Bereich, der Druck steigt.[58]
- Trotz des weiter verdampfenden Kühlwassers[41] fällt in Reaktor 1 der Druck im Druckbehälter. Vermutlich entweicht der Dampf zusammen mit radioaktiven Stoffen und Wasserstoff durch ein Leck in den Sicherheitsbehälter.[17] Keiner der Verantwortlichen ist sich dieses Problems bewusst.[59] Ein Tepco-Vertreter sagt später, dass der Wasserstoff normalerweise im Sicherheitsbehälter abgebaut wird[60] (Rekombination), während man laut einer späteren NISA-Untersuchung davon ausging, der Wasserstoff verbliebe im Sicherheitsbehälter.[48]
- 00:45 Uhr: Mit einem mobilen Stromgenerator gelingt es, vom Leitstand aus den Druck im Sicherheitsbehälter von Reaktor 1 abzulesen.[24] Er ist auf 600 Kilopascal (kPa) angestiegen, bei einem zulässigen Höchstwert von 528 kPa.[61][24][Anm. 1] Tepco meldet den „ungewöhnlichen Druckanstieg“ offiziell an die NISA.[62]
- 01:12 Uhr: Nun werden auch für Block 1 die Emissionen bei einer möglichen Druckentlastung um 3:30 Uhr abgeschätzt, mit gleichem Ergebnis.[38]
- 01:30 Uhr: Im Büro des Premierministers findet eine Krisensitzung statt. Laut Regierungskreisen drängt man Tepco zu einer Druckentlastung des Sicherheitsbehälters von Reaktor 1,[45] während der Kraftwerksbetreiber nach eigenen Angaben selbst eine Druckentlastung vorschlägt, und die Regierung dem zustimmt.[63] So oder so ist das Venting nicht ohne weiteres möglich, weil die elektrischen Ventile außer Betrieb sind.[45]
- 01:48 Uhr: Der Feuerlöschpumpe in Block 1 ist der Treibstoff ausgegangen. Es gelingt nicht, sie wieder in Betrieb zu nehmen. Bei hohem Reaktordruck ist sie ohnehin wirkungslos.[24]

Messwerte und Ereignisse von Reaktor 1; 11. bis 14. März

- Der Druck im Sicherheitsbehälter von Reaktor 1 erreicht 840 kPa,[61][23] fällt dann aber wieder zurück auf 750 kPa und bleibt bei diesem Wert.[42] Vermutlich haben Dichtungen des Sicherheitsbehälters nachgegeben, und der Dampf entweicht zusammen mit dem Wasserstoff und den radioaktiven Stoffen in das Reaktorgebäude.[64][23]
- Zwischen 3 und 4 Uhr: Tepco hat nach eigenen Angaben beschlossen, Druckentlastungen der Sicherheitsbehälter von Reaktor 1, 2 und 3 vorzubereiten.[65] Man weiß jedoch nicht, wie viel radioaktive Stoffe dabei freigesetzt würden.[66] Die Ventile in Block 1 sollen nun von Hand geöffnet werden.[45]
- 03:53 Uhr: Erneute Block-1-Venting-Simulation, diesmal für 12 Uhr.[38]
- 04:00 Uhr: Man versucht jetzt, die mobilen Generatoren anzuschließen.[61]
- 04:00 Uhr: Die Strahlung am Westrand des Geländes, gut einen Kilometer von Reaktorblock 1 bis 4 entfernt, ist vom Normalwert 0,00004 Millisievert pro Stunde (mSv/h)[67] auf 0,00007 mSv/h angestiegen.[61]
- 04:35 Uhr: Die Strahlung ist weiter angestiegen auf 0,00038 bis 0,00059 mSv/h.[61]
- 05:44 Uhr: Die Evakuierungszone um Fukushima I wird auf zehn Kilometer ausgeweitet.[51] Dies betrifft neben Ōkuma und Futaba auch Namie und Tomioka.

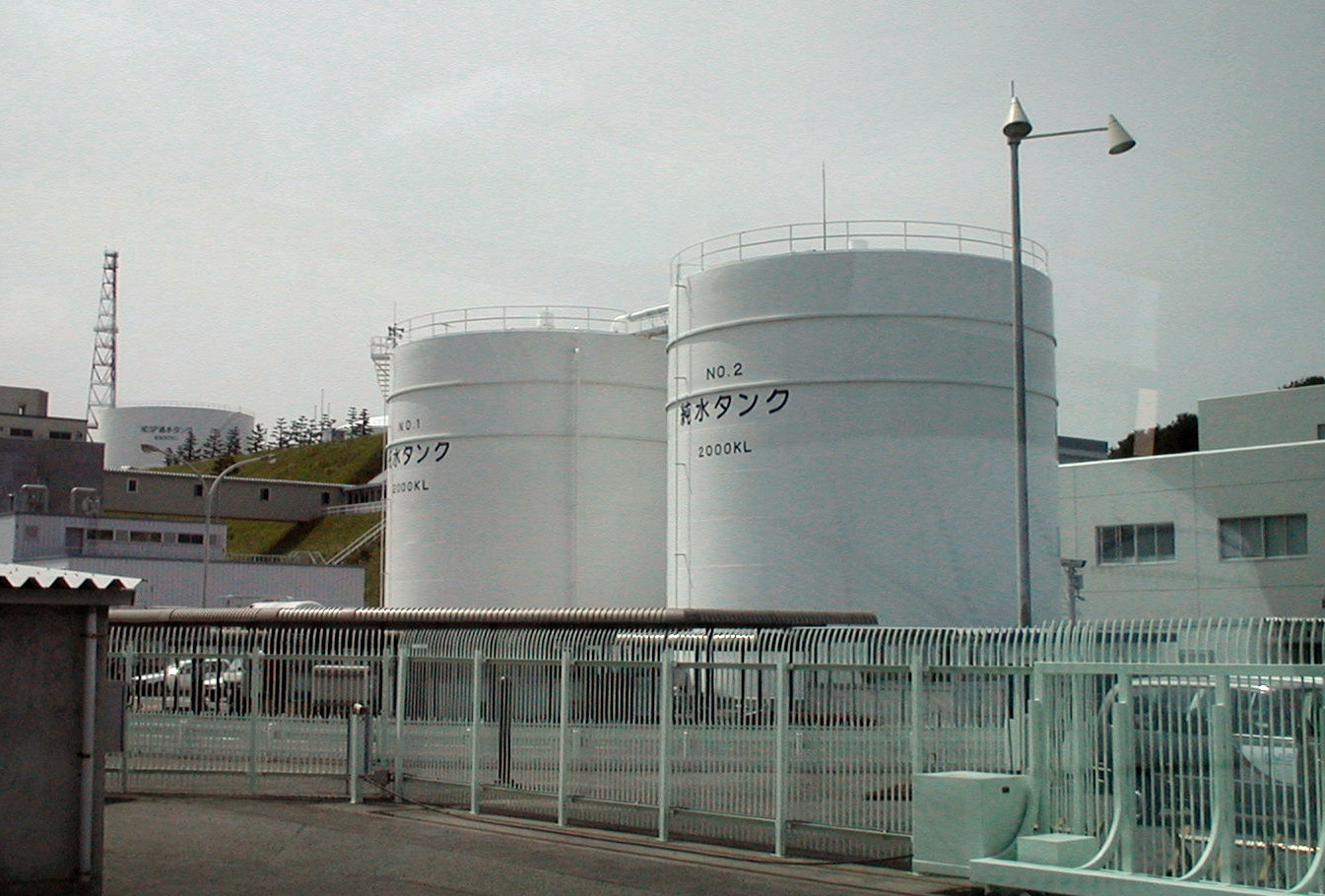
Vorratstanks mit Reinwasser, Foto von 1999

- 05:46 Uhr: In den stark überhitzten Reaktor 1 wird mit einer Feuerwehrpumpe Süßwasser aus vorhandenen Reserven eingespritzt. Tepco veröffentlicht diese Information erst zwei Monate später.[41][31][Anm. 2] Der hohe Druck im Reaktor begrenzt den Wasserdurchfluss.[68] Das an Block 1/2 stationierte Feuerwehrfahrzeug pendelt zwischen einer Zisterne mit Löschwasser und dem Anschluss zum Reaktor hin und her. Vorhandene Hydranten und zwei 8000-m³-Reinwassertanks sind wegen Tsunamischäden unbrauchbar.[48]
- Die von Reaktor 1 ausgehende Strahlung ist inzwischen so hoch, dass das Bedienpersonal im gemeinsamen Leitstand von Block 1/2 sich so weit wie möglich auf der Block-2-Seite aufhält.[24]
- 06:07 Uhr: Die Drei-Kilometer-Zone ist evakuiert.[55]
- 06:12 Uhr: Arbeiter öffnen von Hand die Sicherheitsventile am Druckbehälter von Reaktor 5.[24]
- 06:14 Uhr: Premierminister Naoto Kan fliegt mit einem Hubschrauber zum Kraftwerk Fukushima I, um sich vor Ort ein Bild von der Lage zu machen und Einfluss auf das Krisenmanagement zu nehmen.[69] Kritiker vermuten später, die Druckentlastung des Sicherheitsbehälters von Reaktor 1 habe sich dadurch verzögert.[70]
- 06:50 Uhr: Die NISA weist Tepco offiziell an, Druck aus dem Sicherheitsbehälter von Reaktor 1 und 2 abzulassen („the order was issued to control the internal pressure of PCV of Units 1 and 2“).[39]
- 07:11 Uhr: Der Premierminister trifft im Kraftwerk ein und drängt nochmals auf eine sofortige Druckentlastung von Reaktor 1. Nach Informationen der Zeitung Yomiuri Shimbun spricht er davon, ein „Selbstmordkommando“ von Arbeitern zu bilden, die diese gefährliche Arbeit übernehmen sollen.[69]
- 07:40 Uhr: Die Strahlung an der Geländegrenze ist weiter angestiegen auf 0,0025 bis 0,0051 mSv/h,[61] also ungefähr dem Sechzig- bis Einhundertdreißigfachen des Normalwertes, aber erst einem Bruchteil der in Notfallsituationen zulässigen durchschnittlichen Höchstwerte für Mitarbeiter in japanischen Kernkraftwerken.[71]
- Erst jetzt geht man davon aus, dass die Brennstäbe in Reaktor 1 teilweise freiliegen,[72] weil der Wasserstandsmesser dies anzeigt.[42]
- 08:03 Uhr: Kraftwerksleiter Masao Yoshida erteilt kurz vor Naoto Kans Abflug mit dem Hubschrauber die Anweisung, die manuelle Druckentlastung von Reaktor 1 für 9 Uhr vorzubereiten.[63][24]
- 09:03 Uhr: Die Evakuierung von Ōkuma wird bestätigt.[24] Wie später bekannt wird, hat man im Krankenhaus 90 nicht mobile Patienten zurückgelassen.[73]
- 09:04 Uhr: Abwechselnd, mit Schutzkleidung und Sauerstoffflaschen gesichert wagen die Arbeiter sich in das Reaktorgebäude 1 und öffnen gegen 9:15 Uhr das erste von zwei Druckentlastungsventilen ein wenig. Dieses Ventil wird normalerweise elektrisch betätigt.[23][13][74][24]
- 09:30 Uhr: Die Arbeiter versuchen, auch das zweite, pneumatische Ventil am Sicherheitsbehälter von Hand zu öffnen, geben den Versuch aber wegen zu hoher Strahlung im Reaktorgebäude auf.[24][13] Nach späteren Hochrechnungen aus Dosimeteraufzeichnungen waren es ungefähr 300 mSv/h[17] – ein Wert, bei dem innerhalb von eineinhalb Stunden akute Strahlenkrankheit auftritt. Die NISA meldet später, dass um 09:30 Uhr eine Druckentlastung vorgenommen wurde.[75]
- 9:51 Uhr: Tepco-Präsident Masataka Shimizu gibt die Anweisung, das Reaktorgebäude 1 wegen der hohen Strahlung nicht mehr zu betreten.[13]
- 10:07 Uhr: Im Umkreis von 20 Kilometern um Fukushima I wird ein Luftsperrgebiet eingerichtet.[76]
- 10:17 bis 10:24 Uhr: Mehrere Versuche, das zweite Ventil in Block 1 vom Leitstand aus zu öffnen.[24]
- 10:30 Uhr: Die Messfühler im Sicherheitsbehälter von Reaktor 1 zeigen keine erkennbare Veränderung des Drucks,[42] aber die Strahlung an der Geländegrenze steigt auf 0,39 mSv/h.[55]
- 10:50 Uhr: Rückgang der Strahlung an der Geländegrenze auf 0,007 mSv/h[55]
- 11:00 Uhr: Es wird immer noch am Anschluss der mobilen Generatoren gearbeitet.[77]
- 11:00 Uhr: Der Wasserstand in Reaktor 2 ist etwas niedriger als üblich, aber stabil. Das dampfbetriebene Kühlsystem funktioniert.[78] Die Drücke im Reaktor sind im Normalbereich.[79] Trotzdem wird eine Druckentlastung des Sicherheitsbehälters versucht, die mangels Überdruck ohne Ergebnis ist.[80][24]
- 11:36 Uhr: Die Notkühlung von Block 3 fällt aus.[23]
- 12:02 Uhr: Ein erneuter Druckentlastungsversuch bei Reaktor 2 funktioniert ebenfalls nicht: Die Ventile schließen sich sofort wieder.[80]
- 12:25 Uhr: In Block 3 schaltet sich ein weiteres, stärkeres Notkühlsystem ein und stabilisiert den Wasserstand.[31][58][Anm. 3] Der Reaktordruck fällt stark ab, vermutlich wegen Erdbebenschäden an den Kühlwasserleitungen.[18]
- Die NISA teilt mit, dass in Fukushima I möglicherweise eine Kernschmelze begonnen habe.[55]
- 13:42 Uhr: Die Arbeiter öffnen ein anderes pneumatische Druckentlastungsventil von Reaktor 1 mit einem Kompressor.[38][24]
- 14:30 Uhr: Tepco meldet, dass die Druckentlastung des Sicherheitsbehälters von Reaktor 1 erfolgreich war.[81] Später werden Vermutungen geäußert, dass das Venting-System wegen des Stromausfalls oder wegen gebrochener Rohre versagt habe und dadurch der Wasserstoff in das Reaktorgebäude gelangt sei.[82][83]
- 14:49 Uhr: In der Umgebung von Block 1 wird radioaktives Caesium nachgewiesen.[40]
- 14:53 Uhr: Ende der Süßwassereinspeisung in Reaktor 1; die Reserven sind erschöpft.[23] Insgesamt 80 Kubikmeter wurden eingepumpt.[84]
- 15:01 Uhr: Die stündlich aktualisierte Tepco-Webcam[85] zeigt erstmals den Austritt von Dampf aus dem Schornstein von Block 1/2. Der Dampf weht in Richtung Westen, also übers Land.[86]
- 15:04 Uhr: 40 Arbeiter haben von Hand ein 200 Meter langes und eine Tonne schweres Stromkabel von den Generatorwagen zu Block 2 verlegt und dort an einen Verteiler für Block 1/2 angeschlossen.[24][87]
- 15:18 Uhr: Tepco ist bereit, Meerwasser in den Reaktor 1 zu pumpen, wartet aber noch auf eine Freigabe durch den Premierminister und die NISA.[84]
- ca. 15:25: Während der Stromanschlussarbeiten für eine Kühlwasserpumpe kommt es im Reaktorgebäude 1 zu einer Wasserstoffexplosion zwischen Sicherheitsbehälter und Außenhülle (aufgezeichnet oder gemeldet um 15:36 Uhr). Das Dach des Gebäudes wird zerstört; eine Rauch- und Staubwolke breitet sich aus.[88] Vier Arbeiter werden leicht verletzt.[89] Die gerade erst hergestellte Notstromversorgung wird wieder zerstört, und die Schläuche für die Meerwassereinleitung werden beschädigt. Die Arbeiten an Block 1 werden unterbrochen.[24] Einer Stellungnahme der Regierung zufolge wurde der Sicherheitsbehälter des Reaktors nicht beschädigt.[90]
- 15:29 Uhr: Mit 1,0 mSv/h[55] überschreitet die Strahlung an der westlichen Geländegrenze den zulässigen Grenzwert[91] von 0,5 mSv/h.[87]
- Die Regierung ist überrascht. Niemand hatte sie darüber informiert, dass das Venting in einer Wasserstoffexplosion enden könnte.[60]
- Mangels Stromversorgung fallen in Block 1 die Messgeräte für den Zustand des Reaktors aus.[42][27]
- 16:17 Uhr: Tepco bemerkt, dass die Überschreitung des Strahlungsgrenzwertes an der Geländegrenze meldepflichtig ist, und meldet das Ereignis an die NISA.[91]
- 17:00 Uhr: Die NISA stellt fest, dass Tepco eine Überschreitung des Strahlungsgrenzwertes an der Geländegrenze gemeldet hat.[39]
- ca. 17:20 Uhr: Wiederaufnahme der Arbeiten an Block 1[43]
- Die Notstrombatterien von Block 3 haben 26 Stunden lang durchgehalten, aber nun reicht ihre Leistung nicht mehr aus. Das Notkühlsystem beginnt, zu versagen; der Wasserstand im Reaktor fällt.[92]
- 17:55 Uhr: Laut späterer Untersuchungen gibt das Wirtschaftsministerium zu diesem Zeitpunkt möglicherweise eine Anweisung, Meerwasser in Reaktor 1 einzuleiten.[23]
- 18:25 Uhr: Premierminister Naoto Kan ordnet eine Erweiterung des Evakuierungsradius auf 20 Kilometer um das Kraftwerk an.[51] Dies betrifft zusätzlich die Orte Nahara und Kawauchi sowie Randgebiete von Minamisōma und Tamura. In der 20-Kilometer-Zone rechnet die Regierung mit Ortsdosisleistungen von über 50 Millisievert pro Jahr.[93]
- Das deutsche Auswärtige Amt gibt eine Teilreisewarnung für Tokio und den Nordosten Japans heraus.[94]
- Geplante Druckentlastungen der Reaktoren 2 und 3 verzögern sich wegen Sicherheitsbedenken.[95]
- 19:04 Uhr: Die Arbeiter im Kraftwerk beginnen, mit einer Feuerwehrpumpe und über eine Feuerlöschleitung[Anm. 2] Meerwasser in Reaktor 1 einzuspritzen.[84][39]
- 19:25 Uhr: Tepco entscheidet, die Wassereinleitung in Reaktor 1 zu unterbrechen, da noch keine Freigabe des Premierministers vorliegt. Der Kraftwerksleiter setzt sich darüber hinweg und setzt das Einpumpen von Meerwasser fort.[84]
- 19:55 Uhr: Nun gibt Premierminister Kan die Freigabe zur Einleitung von Meerwasser.[39]
- 20:00 Uhr: Laut Tepco-Meldung ist angeblich das Notkühlsystem von Reaktor 2 ausgefallen. Der Wasserstand im Reaktor ist aber stabil.[95][42]
- 20:05 Uhr: Die NISA weist Tepco offiziell an, Meerwasser in Reaktor 1 einzuleiten.[39]
- 20:20 Uhr: Laut offizieller NISA-Dokumente beginnt jetzt die Meerwasserkühlung von Reaktor 1.[39]
- 20:41 Uhr: erste Druckentlastung des Sicherheitsbehälters von Reaktor 3[39]
- 20:45 Uhr: Dem Reaktor-1-Kühlwasser wird Borsäure als Neutronenabsorber zugefügt,[23] um das Risiko einer Kritikalität zu verringern. Kernreaktoren sind nicht für die Einspeisung von Salzwasser vorgesehen und werden dadurch beschädigt.
- Auch das österreichische Außenministerium gibt eine Teilreisewarnung für Japan heraus.[96]
- 22:15 Uhr: Die Wassereinspritzung in Reaktor 1 muss wegen eines Nachbebens für einige Stunden unterbrochen werden.[25][55]
- Die japanische Atomaufsichtsbehörde (NISA) stuft die Vorfälle in Fukushima I auf der Internationalen Bewertungsskala für nukleare Ereignisse mit Stufe 4 von 7 („Unfall“) ein.[97]
- Man vermutet, dass die Generatoren im Turbinengebäude von Block 4 noch funktionsfähig sein könnten. Nach Stunden gelingt es Arbeitern, die vom Tsunami verklemmten Türen zu öffnen, aber der Versuch war vergeblich – die Elektrik von Block 4 ist unbrauchbar.[83]

Anmerkungen
1. ↑  Tepco gibt die Drücke absolut an, die NISA teils als Differenz zum äußeren Atmosphärendruck, das heißt um ca. 101 kPa niedriger. Die 600 kPa sind absolut; die NISA gibt hier den Tepco-Messwert (Memento des Originals vom 26. September 2011 im Internet Archive)  Info: Der Archivlink wurde automatisch eingesetzt und noch nicht geprüft. Bitte prüfe Original- und Archivlink gemäß Anleitung und entferne dann diesen Hinweis. (PDF; 15,5 MB) wieder. Den Auslegungsdruck gibt die NISA relativ an, teils mit 400 und teils mit 427 kPa. Alle Druckangaben in diesem Artikel sind Absolutwerte.
2. 1 2  Die Wassereinspeisung erfolgt über bestehende Feuerlöschanschlüsse des Core Spray System und des Primary Containment Spray Cooling System. Dies sind zwei weitere Kühlkreisläufe, die durch den Stromausfall außer Betrieb sind.
3. ↑  Nun hat sich das HPCI-System eingeschaltet.

### 13. März
- 02:44 Uhr: Die Notkühlung von Block 3 fällt plötzlich aus,[58] wegen erschöpfter Batterien[24] oder eines zu niedrigen Reaktordrucks.[23] Tepco versucht, sie wieder in Betrieb zu nehmen.[98][Anm. 1]
- 03:08 Uhr: Die Strahlung an der westlichen Geländegrenze ist auf 0,003 bis 0,04 mSv/h zurückgefallen.[99]
- 04:15 Uhr: Schneller Abfall des Wasserstands in Reaktor 3[55]
- Nach Angaben der Internationalen Atomenergie-Organisation (IAEO) haben ungefähr 30.000 Menschen die 10-Kilometer-Zone um das Kraftwerk verlassen.[100]
- 05:10 Uhr: Alle Notkühlsysteme von Reaktor 3 haben versagt. Tepco meldet einen Ausfall der Kühlung an die Aufsichtsbehörde.[98][99] Zu diesem Zeitpunkt liegen die Brennstäbe fast vollständig trocken,[42] das heißt, sie werden jetzt sehr heiß, es bilden sich große Mengen an Wasserstoff, und die Brennstäbe beginnen zu bersten und möglicherweise auch zu schmelzen.
- Ein an Block 5/6 stationierter Löschwagen der Werkfeuerwehr wird zum Wasserpumpen zu Block 3 beordert.[43]

Sicherheitsbehälter-Drücke und Venting-Zeitpunkte

- 08:33 Uhr: Anstieg der Strahlung an der Geländegrenze auf 1,2 mSv/h.[55]
- 08:41 Uhr: Abschluss der Vorbereitung für eine Druckentlastung des Sicherheitsbehälters von Reaktor 3.[57]
- 08:50 Mithilfe von Autobatterien werden die Überdruckventile des Sicherheitsbehälters von Reaktor 3 geöffnet.[24] Der Druck im Druckbehälter fällt schlagartig ab,[58] während er im Sicherheitsbehälter ansteigt (siehe Grafik).
- 09:08 Uhr: Beginn von Süßwassereinspritzung in den Druckbehälter von Reaktor 3 über die Feuerlöschleitung.[101][39] Die 3,70 Meter langen Brennstäbe[102] scheinen nun auf gut 3 Metern Länge trocken zu liegen,[42] allerdings gibt es Zweifel daran, ob die Wasserstandsanzeige noch korrekt funktioniert.[103]
- 09:20 Uhr: Druckentlastung des Sicherheitsbehälters von Reaktor 3.[101][39][79]
- 09:25 Uhr: Dem in Reaktor 3 eingeleiteten Wasser wird Borsäure beigemischt.[101]
- 09:30 Uhr: Rückgang der Strahlung an der Geländegrenze auf 0,07 mSv/h[55]
- 10:00 Uhr: Die stündlich aktualisierte Tepco-Webcam[85] zeigt zum zweiten Mal einen Dampfaustritt aus dem mittleren Schornstein.[104]
- 11:00 Uhr: Die NISA meldet eine Druckentlastung von Reaktor 2, aber es gibt keine Indizien dafür, dass sie zu diesem Zeitpunkt tatsächlich stattfand.[39][105][Anm. 2]
- 12:30 Uhr: Druckentlastung von Reaktor 3: Das pneumatische Ventil hatte sich von alleine geschlossen und wurde erneut geöffnet.[24]
- In Reaktor 3 beginnt eine Kernschmelze.[23]
- 13:01 und 14:01: Die stündlich aktualisierte Tepco-Webcam zeigt einen Dampfaustritt aus dem mittleren Schornstein. Der Dampf weht zuerst nach Osten und dann nach Westen.[104]
- 13:12 Uhr: Nachdem es Probleme mit der Pumpe gab, wurde die Wassereinspritzung in Reaktor 3 auf Meerwasser umgestellt.[106][39]
- 14:00 Uhr: Der Anschluss der mobilen Generatoren an Block 2 ist gelungen („For Unit 2: Electric Power Source secured“); die weitere Stromversorgung für die Steuerung der dampfbetriebenen Notkühlung ist damit sichergestellt.[107] Anscheinend gelingt dies am gleichen Tag auch bei Block 1, denn die Messgeräte von Reaktor 1 beginnen wieder zu funktionieren.[42]
- 15:38 Uhr: Regierungssprecher Yukio Edano sagt, man gehe jetzt von einer Kernschmelze in Reaktor 3 aus, und es bestünde das Risiko einer Explosion in diesem Block. Auch in Reaktor 1 bestehe die „hohe Möglichkeit“ einer Kernschmelze.[108][25]
- Der Fernsehsender NHK berichtet mit Berufung auf die Präfekturverwaltung Fukushima, dass 62.000 von 70 bis 80.000 betroffenen Menschen aus der 20-Kilometer-Zone um das Kraftwerk evakuiert wurden.[109] Die IAEO spricht von 170.000 bereits evakuierten[100] und 200.000 betroffenen,[110] weil sie versehentlich die Bevölkerung von nur teilweise evakuierten Stadtgebieten voll mitzählt.[111][Anm. 3] Die Medien bauen diese Zahl weiter zu „über 200.000“ aus.[112][113]

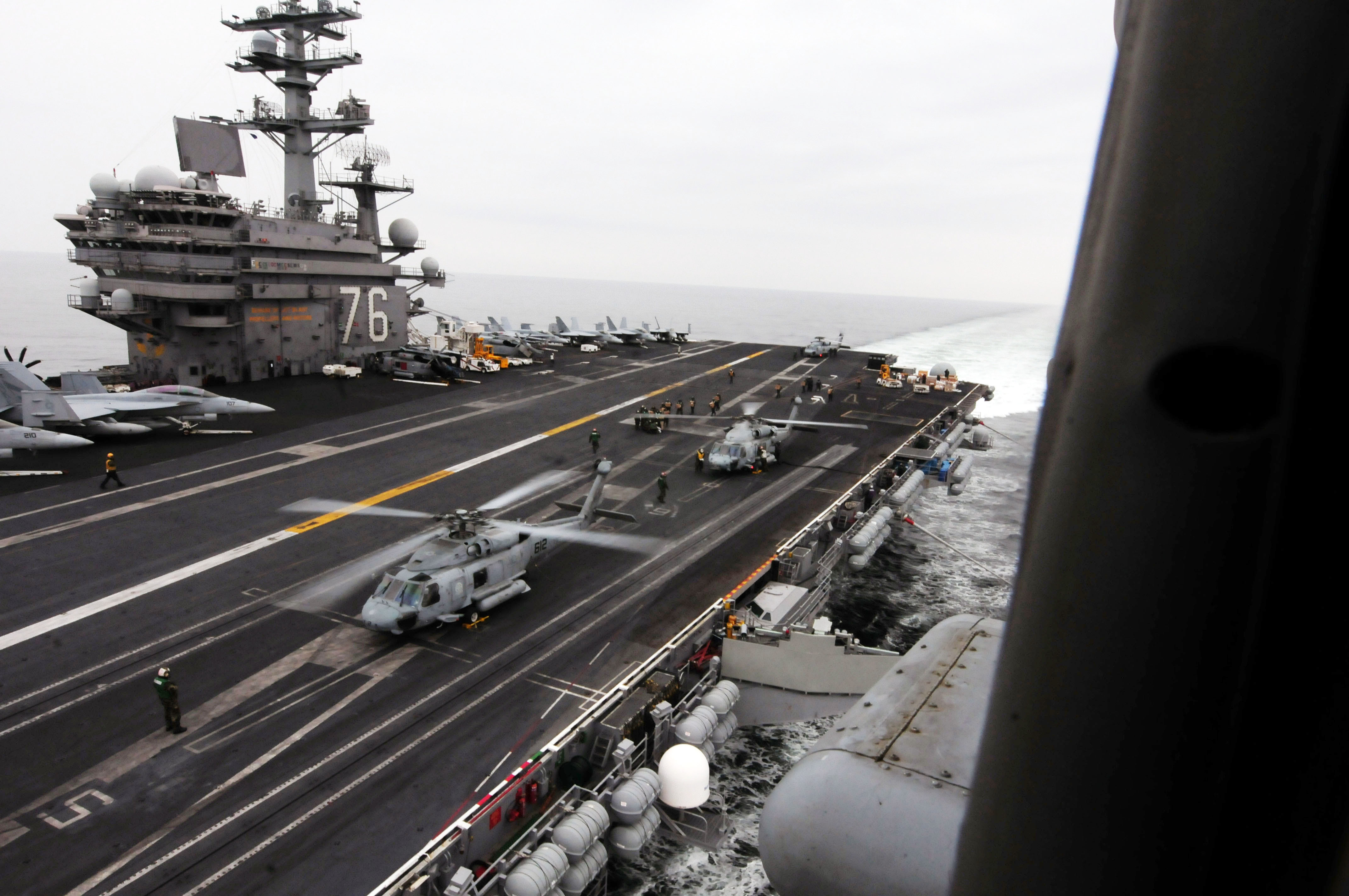
USS Ronald Reagan im Einsatz vor Japan (Foto vom 15. März)

- Der Flugzeugträger Ronald Reagan wird hundert Meilen vor der japanischen Küste radioaktiv kontaminiert und liefert damit den ersten Hinweis auf die Existenz einer „radioaktiven Wolke“ über dem Pazifik.[114]
- Vom 13. bis zum 15. März wird an einer Messstation 1,5 Kilometer südwestlich der Reaktorblöcke 1 und 2 dreizehnmal Neutronenstrahlung mit einer Stärke von 0,01 bis 0,02 Mikrosievert pro Stunde (µSv/h) gemessen. Dies könnte ein Hinweis darauf sein, dass es in einem der Reaktoren oder Abklingbecken zu einer unkontrollierten Kritikalität („Kettenreaktion“) gekommen ist.[115]
- 24:00 Uhr: Auch das Messgerät für den Wasserstand im Druckbehälter von Reaktor 1 scheint wieder zu funktionieren. Es zeigt an, dass die Brennelemente ungefähr zur Hälfte mit Wasser bedeckt sind, und bei dieser Anzeige bleibt es auch in den kommenden Wochen.[42] Man ahnt noch nicht, dass die Messwerte falsch sind.

Anmerkungen
1. ↑  Das HPCI-System ist ausgefallen. Nun versucht man es noch einmal mit dem RCIC.
2. ↑  Die NISA wird die Meldung über die Druckentlastungen von Reaktor 2 und 3 erst nachträglich ab ihrem 47. Bericht vom 24. März melden. Tepco meldet am 13. März um 12:00 Uhr „Unit 2: … measures for lowering the pressure of reactor containment vessel has been taken“, das heißt man ist einen Schritt weiter als beim letzten Bericht („we are preparing to implement a measure to reduce the pressure …“). Allerdings gibt es anders als bei Block 3 um 9 Uhr keine weiteren Informationen zur tatsächlichen Durchführung und Abschluss dieses Ventings. Die Strahlungsmessdaten vom Gelände zeigen auch keinen Anstieg.
3. ↑  Die komplett evakuierten Orte Ōkuma, Futaba und Tomioka haben rund 11.200, 6.900 bzw. 15.800 Einwohner. Bei den größtenteils evakuierten Orten Namie, Nahara und vermutlich auch Kawauchi sind es rund 20.700, 7.900 bzw. 2.900 Einwohner; hinzu kommen noch kleinere Teile von Minamisoma (71.000). Die IAEO nennt außerdem noch Tamura (41.400) und Hirono (5.400), deren Wohngebiete jedoch weit außerhalb der 20-Kilometer-Zone liegen. (Quellen: Einwohnerzahlen laut IAEO, Wohngebiete aus Google Earth, Karte der Evakuierungszonen)

### 14. März
- Nach Regierungsangaben befinden sich noch 400 Menschen in der 20-Kilometer-Zone.[116]
- 01:10 Uhr: Laut NISA muss die Meerwassereinspritzung in Reaktor 3 unterbrochen werden, weil das Wasserbassin leer ist.[Anm. 1] Der Wasserstand im Druckbehälter verändert sich aber vorerst nicht.[42]
- 03:20 Uhr: Laut NISA wird die Meerwassereinspritzung in Reaktor 3 wieder aufgenommen.[39] Tatsächlich beginnt aber genau zu diesem Zeitpunkt der Wasserstand im Druckbehälter zu fallen, während der Druck ansteigt.[42]
- 04:08 Uhr: Die Temperatur im Abklingbecken von Block 4 hat sich auf 84 °C erhöht[39] und liegt damit weit über dem Normalwert von bis zu 40 °C.
- 05:20 Uhr: Die Druckentlastungsventile an Reaktor 3 werden erneut geöffnet,[24] aber der Druck steigt weiter. Die Brennstäbe liegen nun wieder weitgehend trocken,[42] die Zersetzungsprozesse im Reaktorkern beschleunigen sich wieder.
- 06:20 Uhr: Nach dem Ausfall mehrerer Kraftwerke[117] kommt es zur Stromknappheit im Versorgungsnetz von Tepco. Tepco beginnt mit sogenannten „rolling blackouts“, das heißt zeitlich rollierende Stromabschaltungen.[118]
- ca. 7 Uhr: Der Druck im Sicherheitsbehälter von Reaktor 3 hat 500 kPa erreicht und stabilisiert sich auf diesem Niveau, während der Wasserstand im Reaktor nun wieder ansteigt.[42] Möglicherweise versagen die Sicherheitsbehälter-Dichtungen von Reaktor 3 bereits bei 500 kPa, und das Gemisch aus Dampf, Wasserstoff und radioaktiven Partikeln entweicht in das Reaktorgebäude;[64][23] vielleicht gelangten die Gase aber auch durch eine Fehlfunktion des Druckentlastungssystems dorthin (oder durch beides).
- 07:44 Uhr: Tepco hat einen ungewöhnlichen Druckanstieg im Sicherheitsbehälter von Reaktor 3 an die Aufsichtsbehörde gemeldet.[62] Der Druck bleibt weiter bei 500 kPa.
- 09:30 Uhr: Nun bestätigt auch die IAEO, dass die Blöcke 1 und 2 durch die mobilen Generatoren wieder mit Strom versorgt werden. Außerdem werde an einer Wiederherstellung der externen Stromversorgung gearbeitet.[111]
- Die Streitkräfte liefern 35 Tonnen Süßwasser an. Es wird in die Grube umgefüllt, aus der bislang das Meerwasser für Reaktor 3 entnommen wird.[24]
- 11:01 Uhr: In Reaktorblock 3 ereignet sich eine heftige Explosion, nach offiziellen Angaben eine Wasserstoffexplosion. Videoaufnahmen zeigen einen Feuerball im oberen Bereich des Gebäudes und eine dunkle, schnell und senkrecht nach oben aufsteigende Rauchsäule.[119] Nach Angaben der NISA werden elf Menschen verletzt; nach einem unbestätigten Bericht des Daily Telegraph gibt es sechs Tote.[120] Nach Angaben des Kraftwerksbetreibers bleibt der Sicherheitsbehälter intakt.[121]
- Die Wasserversorgung von Reaktor 3 stoppt wegen Explosionsschäden an der Feuerwehrausrüstung. Außerdem ist die Grube mit Vorratswasser unbrauchbar, weil Schutt hineingefallen ist.[24]
- Die Explosion von Reaktorgebäude 3 hat möglicherweise auch das Kühlsystem von Block 2 (oder dessen Stromversorgung?) beschädigt.[25][122]
- Die Ausblasklappe des Reaktorgebäudes 2 (eine mehrere Quadratmeter große Öffnung an der Ostseite[123]) wird geöffnet, damit Wasserstoff entweichen kann. So soll eine Explosion wie bei Block 3 verhindert werden.[39]
- Ein Ölbrand in Block 3 verursacht weitere Schäden.[23]
- 12:00 Uhr: Die Messgeräte zeigen an, dass die Brennstäbe von Reaktor 3 wieder zu etwa 40 Prozent mit Wasser bedeckt sind. Bei dieser Anzeige bleibt es auch während der kommenden Wochen.[42]

Messwerte und Ereignisse von Reaktor 2; 13. bis 15. März

- 13:18 oder 13:25 Uhr: Der Wasserstand im Druckbehälter von Reaktor 2 ist zurückgegangen. Tepco schließt daraus, dass das Notkühlsystem von Reaktor 2 ausgefallen ist, und meldet dies an die NISA.[39][124][Anm. 2]
- 13:49 Uhr: Eingang der Meldung von 13:25 bei der NISA.[39]
- 16:34 Uhr: Die Vorbereitungen für eine Meerwassereinspeisung in den Druckbehälter von Reaktor 2 sind abgeschlossen. Die Pumpe ist in Betrieb, aber der Reaktordruck ist noch zu hoch.[125][43] Anscheinend lässt sich ein Überdruckventil zunächst nicht öffnen,[25][126] weil ein Luftstrommessgerät versehentlich abgeschaltet wurde.[127]
- 17:00 Uhr: Die Brennstäbe in Reaktor 2 liegen teilweise frei.[42]
- 18:00 Uhr: Die Brennstäbe von Reaktor 2 liegen jetzt vollständig trocken.[42]
- 18 bis 19 Uhr: Druckentlastung des Druck- und Sicherheitsbehälters von Reaktor 2[43]
- 19:20 Uhr: Die Arbeiter haben nicht bemerkt, dass der Wasserpumpe an Block 2 der Treibstoff ausgegangen ist. Das Wassereinspritzen verzögert sich nochmals; die Pumpe muss neu betankt werden.[43][128]
- 19:30 Uhr: Zwei Arbeiter im Kraftwerk werden vermisst. Ihr letzter bekannter Aufenthaltsort war das Turbinengebäude von Block 4, vor dem Erdbeben am 11. März.[129]
- In Reaktor 2 beginnt eine Kernschmelze.[31][23]
- 20:33 Uhr: Beginn der Meerwassereinspeisung in Reaktor 2 über die Feuerlöschleitung[39]
- Druckentlastung des Sicherheitsbehälters von Reaktor 2.[42]
- 20:50 Uhr: Tepco geht davon aus, dass ein Teil der Brennstäbe in Reaktor 2 beschädigt ist.[130]
- Fortsetzung der Meerwassereinspeisung in Reaktor 3 mit neuer Ausrüstung[43] [Zeitpunkt unklar]
- 21:55 Uhr: Im Areal um das Kraftwerk wird eine erhöhte Strahlung gemessen. [Quelle? Messwerte?]
- 22:00 Uhr: Das Wasserstandsmessgerät von Reaktor 2 zeigt an, dass die Brennstäbe nun wieder gut zur Hälfte mit Wasser bedeckt sind, auch in den kommenden Tagen und Wochen.[42] Man ahnt noch nicht, dass das Messgerät defekt sein könnte.[131]
- 22:50 Uhr: Tepco meldet einen ungewöhnlichen Druckanstieg im Druckbehälter von Reaktor 2 an die NISA;[125] die NISA notiert einen rückläufigen Wasserstand im Druckbehälter.[39] Der Druck steigt von 400 auf 750 kPa.[42]
- Der Kraftwerksbetreiber erwägt, das Kraftwerk wegen zu großer Gefahren für die Mitarbeiter aufzugeben, erhält jedoch keine Erlaubnis der Regierung.[132]

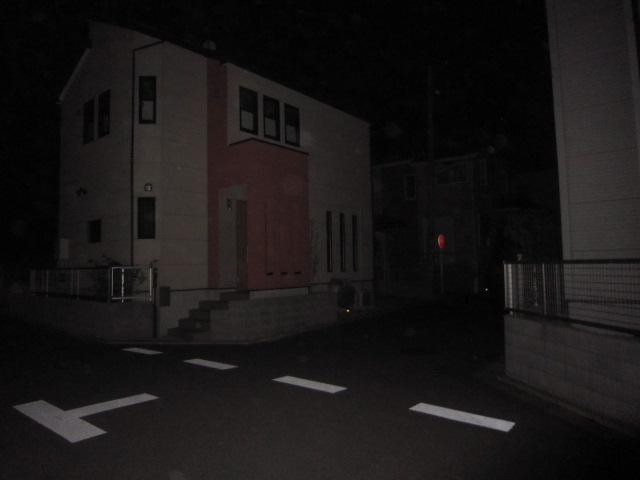
Tepco hat der Stadt Narashino in der Präfektur Chiba den Strom abgeklemmt.

- In den Evakuierungszentren sind Jodtabletten für 230.000 Menschen vorhanden, werden aber vorerst nicht ausgegeben.[111]
- In Deutschland entscheidet Bundeskanzlerin Angela Merkel, dass alle siebzehn deutschen Kernkraftwerke einer zusätzlichen Sicherheitsüberprüfung unterzogen werden sollen. Während des dafür vorgesehenen Zeitraums von drei Monaten sollen die sieben ältesten deutschen Kernkraftwerke abgeschaltet werden (→ siehe Atom-Moratorium).

Anmerkungen
1. ↑  Die NISA meldet dies für Block 3 und Block 1. Die Messwerte vom 14. März zeigen aber bei Block 1 keine Veränderung des Wasserstandes, und die spätere Meldung für die Wiederaufnahme kommt nur für Block 3. Vermutlich war die Meldung für Block 1 falsch.
2. ↑  Tepco meldet für Block 2 einen Ausfall des RCIC-Systems, das seit dem Stromausfall am 11. März in Betrieb war. Das leistungsstärkere HPCI-System kam offenbar nicht mehr zum Einsatz.

### 15. März
- 00:00 Uhr: Die NISA entscheidet sich, ein Angebot der IAEO anzunehmen und sich von deren Experten beraten zu lassen, ebenso wie von Experten der US-amerikanischen Atomaufsichtsbehörde (NRC).[39]
- 00:02 Uhr: Ähnlich wie am 13. März um 11:00 Uhr meldet die NISA auch hier in späteren Berichten (ab dem 24. März) eine Druckentlastung des Sicherheitsbehälters von Reaktor 2.[39] JAIF meldet in späteren Berichten (ab dem 18. März) eine Druckentlastung um 00:00 Uhr.[125] Der Druck im Sicherheitsbehälter bleibt aber unverändert bei 750 kPa, auch während der nächsten Stunden.[42] Vermutlich sind auch hier die Dichtungen des Sicherheitsbehälters überlastet, und der kontaminierte und mit Wasserstoff vermischte Dampf entweicht in das Reaktorgebäude.[64]
- 05:30 Uhr: Premierminister Naoto Kan erscheint wütend in der Tepco-Firmenzentrale und lässt einen gemeinsamen Krisenstab von Regierung und Kraftwerksbetreiber einrichten, weil er mit Tepcos Informationspolitik und Krisenmanagement unzufrieden ist.[133] Die Leitung übernimmt sein enger Vertrauter Gōshi Hosono[134][132] (→ siehe auch: Konflikte zwischen den Verantwortlichen).
- Der Druck im Sicherheitsbehälter von Reaktor 2 liegt immer noch bei 750 kPa.[42]
- 06:10 Uhr:[Anm. 1] Ungewöhnliches Geräusch („abnormal sound“) oder „Explosionsgeräusch“[39] an der Kondensationskammer unter Reaktor 2.[14] Laut NISA gab es eine Wasserstoffexplosion in dem Raum, in dem sich die Kondensationskammer befindet.[23] Es kommt zu einem plötzlichen Druckabfall in der Kammer,[14] was auf deren Beschädigung hindeutet.[23]
- 06:12 Uhr:[135] Explosion im oberen Bereich von Reaktorgebäude 4. Der Kraftwerksbetreiber Tepco meldet, der Dachbereich sei beschädigt worden.[136] Die stündlich aktualisierte Tepco-Webcam, auf der nur das obere Viertel des Gebäudes sichtbar ist, zeigt ab 7:00 Uhr größere Zerstörungen und eine nach Westen driftende, schwarze Rauchwolke.[137] Die Presse spricht nur von einem oder zwei etwa 8 Quadratmeter großen Löchern im Reaktorgebäude; vielleicht hat man Block 4 mit Block 2 (geöffnete Ausblasöffnung) verwechselt.[138] Laut JAIF und IAEO handelte es sich um eine Knallgasexplosion, und der Wasserstoff entstand im Abklingbecken.[125][5] Tepco und NISA vermuteten später, der Wasserstoff sei aus Block 3 durch verbundene Rohre und ausgefallene Ventile nach Block 4 gelangt.[23]

Gemessene Strahlung am Rand des Kraftwerksgeländes vom 12. bis zum 17. März

- Tepco zieht vorübergehend alle Mitarbeiter vom Gelände ab, die nicht für die Kühlung der Reaktoren gebraucht werden, und begründet dies mit den Vorgängen in Block 2.[139] Nur 50 von 800 Tepco-Mitarbeitern arbeiten weiter,[55][140] zusammen mit den Helfern von Feuerwehr, Selbstverteidigungsstreitkräften und anderen Organisationen.[141]
- 8:00 Uhr: Die Webcam zeigt immer noch etwas dunklen Rauch westlich von Block 4, der innerhalb der nächsten Stunde verschwindet. Später ist mehrmals weißer Dampf zu sehen.[137]
- Das japanische Arbeitsministerium setzt die zulässige Strahlungsdosis für Arbeiter in Kernkraftwerken in Notsituationen von 100 auf 250 Millisievert pro Jahr herauf.[71] Diese Entscheidung wird wegen möglicher Gesundheitsrisiken vielfach kritisiert.[142][143] Der Grenzwert für Frauen bleibt unverändert bei zwölfmal niedrigeren 5 Millisievert pro Quartal.[144]
- Die Notfall-Einsatzzentrale der Japanischen Nuklearenergiesicherheits-Organisation, fünf Kilometer vom Kraftwerk entfernt, muss geräumt werden, weil sie nicht gegen das Eindringen radioaktiver Stoffe geschützt ist.[145]
- 09:00 Uhr: An der Geländegrenze des Kraftwerks wird kurzzeitig die höchste Strahlungsdosisleistung während der Unfallserie von rund 12 Millisievert pro Stunde (mSv/h) erreicht (siehe Grafik).
- 09:38 Uhr: Brand im dritten Obergeschoss von Reaktorgebäude 4.[62] Laut IAEO-Informationen brennt das Abklingbecken.[5] andere Beobachter vermuten einen Ölbrand.[146]
- 10:00 Uhr: vorübergehend größere Mengen an weißem Dampf über Block 1[137]
- 10:22 Uhr: Tepco misst an Reaktorblock 3 die bislang höchste Dosisleistung von 400 mSv/h.[125][147] Diese Strahlungsintensität kann innerhalb von einer Stunde akute Strahlenkrankheit auslösen. An Block 4 sind es 100 mSv/h.[147]
- 10:30 Uhr: Wirtschaftsminister Banri Kaieda weist Tepco an, in Block 4 Feuer zu löschen und unkontrollierte Kritikalität (im Abklingbecken) zu verhindern, und bei Reaktor 2 sofort Wasser in den Druckbehälter einzuspritzen und Druck aus dem Sicherheitsbehälter abzulassen.[39]
- 11:00 Uhr: Als ein Team aus Werkfeuerwehr und Helfern der United States Army anrückt, ist der Brand in Block 4 von alleine verloschen.[23]
- 11:00 Der Premierminister weist Bewohner in 20 bis 30 Kilometer Entfernung um das Kraftwerk an, ihre Häuser nicht zu verlassen.[51] Innerhalb dieser Zone rechnet die Regierung mit Ortsdosisleistungen von 10 bis 50 Millisievert pro Jahr.[93]
- Die lokale Notfallzentrale wird in die Präfekturverwaltung von Fukushima verlegt.[39]
- Erster Hinweis auf Probleme in den Reaktorblöcken 5 und 6: Laut Regierungssprecher Edano funktioniert die Kühlung nicht richtig.[148]
- Im Laufe des Tages werden in der Präfektur Fukushima und benachbarten Präfekturen die höchsten Strahlungswerte während der gesamten Katastrophe gemessen (siehe Strahlungsbelastung durch die Nuklearunfälle von Fukushima).
- Die im Krankenhaus von Ōkuma zurückgelassenen Patienten werden nun evakuiert, soweit sie nicht bereits verstorben sind. Weitere Patienten sterben während der Fahrt oder danach; insgesamt gibt es ca. 45 Tote.[73]
- Nachmittag:  Die Evakuierung der 20-Kilometer-Zone ist abgeschlossen.[55]
- Das Luftsperrgebiet um Fukushima I wird auf 30 Kilometer ausgedehnt.[149]
- 22:00 Uhr: Der Wirtschaftsminister weist Tepco an, Kühlwasser in das Abklingbecken von Block 4 einzuleiten,[39] was aber wegen versperrter Zufahrtswege noch nicht möglich ist.[150][151]
- ca. 23 Uhr: Die Strahlung auf dem Gelände steigt erneut plötzlich an, auf bis zu 8 mSv/h.
- Die deutsche Lufthansa leitet ihre Japan-Flüge mit Ziel Tokio nach Nagoya und Osaka um.[152]

Anmerkungen
1. ↑  Manche Quellen sprechen von 06:14; dies ist jedoch die Uhrzeit, zu der laut NISA das Loch in der Wand von Block 2 gemeldet wurde. Andere Quellen sprechen von 06:20 oder von ungefähr 6 Uhr.

### Mitte März

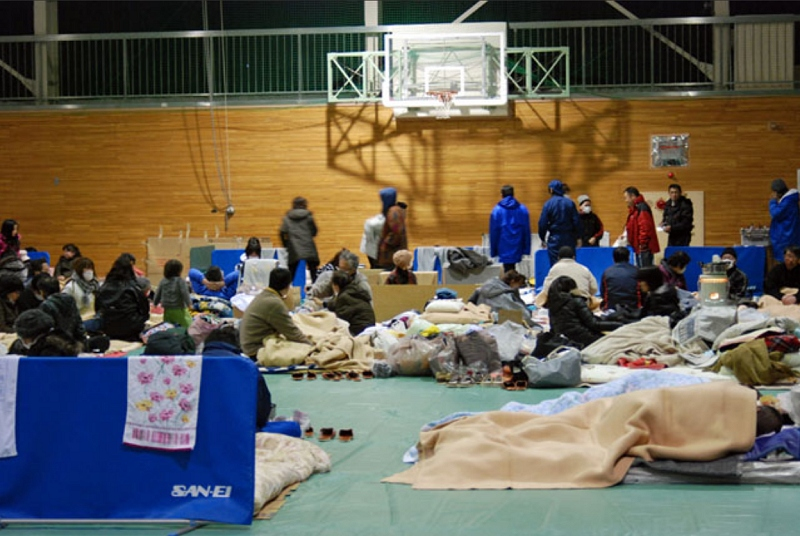
Eine Sporthalle in Kōriyama dient als Notunterkunft für Evakuierte aus der Umgebung von Fukushima I.

Innerhalb von vier Tagen wurden vier der sechs Reaktorblöcke des Kernkraftwerks Fukushima I mehr oder weniger zerstört. Durch die Druckentlastungen, Explosionen und Brände wurden erhebliche Mengen an radioaktiven Gasen und Partikeln freigesetzt (→ siehe auch: Strahlungsbelastung durch die Nuklearunfälle von Fukushima), und es hängt nun unter anderem von der Windrichtung ab, wie groß der Schaden für die japanische Bevölkerung sein wird. Zehntausende von Einwohnern mussten ihre Wohnorte verlassen und sind nun in Behelfsunterkünften untergebracht – zu einem Zeitpunkt, als bereits 200.000 Menschen durch die Folgen des Tōhoku-Erdbebens heimatlos geworden sind.
„Fukushima“ ist jetzt das Hauptthema in den internationalen Medien und macht vielen Menschen Angst. In Deutschland sind Geigerzähler weitgehend ausverkauft, während US-amerikanische Pharmaproduzenten die Nachfrage nach Jodtabletten nicht mehr bedienen können.
Im Kraftwerk sollen unterdessen die Reaktoren 1 bis 3 durch die notdürftige Kühlung zumindest so weit stabilisiert werden, dass es zu keiner weitergehenden Kernschmelze kommt. Geschmolzene Brennstäbe könnten wegen ihrer enormen Temperaturen durch den Betonboden des Reaktorgebäudes dringen und im feuchten Untergrund Dampfexplosionen auslösen, die zusätzliches radioaktives Material nach außen schleudern.
Neben den Reaktoren überhitzen auch die Abklingbecken. Im Becken von Block 4 lagern die noch sehr aktiven Brennelemente aus dem Reaktorkern (zuletzt in Benutzung im November 2010), und in Block 3 kam es möglicherweise zu Schäden und Kühlwasserverlust durch die heftige Explosion. Werden die Brennstäbe zu heiß, können sie bersten und radioaktive Spaltprodukte frei setzen, von denen in den abgebrannten Elementen besonders viel vorhanden ist. Block 3 hat kein Dach mehr und Block 4 nur noch Überreste davon, sodass die radioaktiven Stoffe dort direkt in die Atmosphäre gelangen würden.
Man arbeitet mit Hochdruck daran, ausgehend von einer benachbarten Hochspannungsleitung eine neue Stromleitung zum Kraftwerk zu verlegen, in der Hoffnung, dass trotz der Explosionsschäden einzelne Kühlkreisläufe wieder in Betrieb genommen werden können.

### 16. März

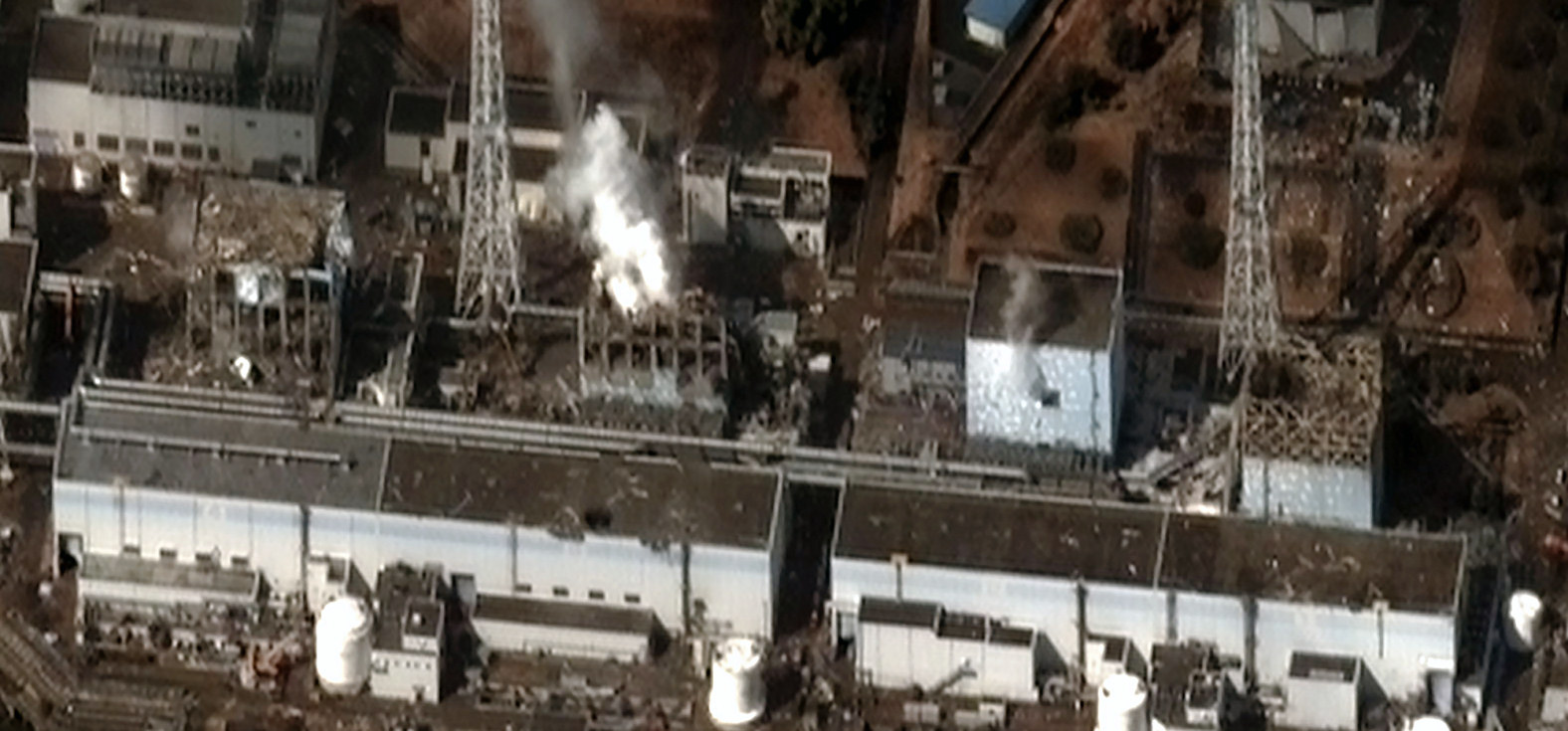
Zustand der Reaktorblöcke 1 bis 4 (von rechts nach links) nach mehreren Explosionen und Bränden (Satellitenfoto vom 16. März)

- 05:45 Uhr: Ein Mitarbeiter beobachtet ein Feuer im nordwestlichen Bereich von Reaktorgebäude 4.[158]
- 06:15 Uhr: Bei einer erneuten Kontrolle von Block 4 ist kein Feuer erkennbar.[158]
- ca. 7 bis 9 Uhr: Aus Reaktorgebäude 3 steigen größere Mengen Dampf auf;[159] die NISA meldet es für 8:30 Uhr.[39]
- 08:47 Uhr: Immer noch Strahlung von ca. 400 Millisievert pro Stunde (mSv/h) an Block 3.[125]
- 10:00 bis 12:00 Uhr: Anstieg des Drucks in Reaktor 1,[42] größere Mengen an Dampf über Block 1[159] und vorübergehend sehr starker Anstieg der Strahlung an der Geländegrenze auf bis zu 10 mSv/h.[55]
- 10:45 Uhr: Der Leitstand der Blöcke 3 und 4 wird evakuiert, weil die Gefahr besteht, dass der Sicherheitsbehälter von Reaktor 3 beschädigt ist. Die Wassereinspritzung in Reaktor 3 wird unterbrochen.[39]
- Die Strahlung geht wieder zurück.[55]
- 11:30 Uhr: Die Arbeiten an Block 3 und 4 werden wieder aufgenommen.[39]
- Der Kraftwerksbetreiber Tepco berechnet anhand von Messwerten, dass die Brennstäbe in Reaktor 1 zu 70 Prozent beschädigt sind. In Reaktor 2 seien es 30 Prozent und in Reaktor 3 25 Prozent.[160]
- Tepco baut eine neue Zufahrtsstraße zu Block 4, um das Abklingbecken mit Wasserwerfern kühlen zu können.[150]
- Untersuchungen von Milch in der Präfektur Ibaraki ergeben eine radioaktive Kontamination von 1.510 Becquerel pro Kilogramm, was ungefähr dem Fünffachen des gesetzlichen Grenzwerts in Japan entspricht.[161]
- Erste Veröffentlichung von Messwerten aus den Blöcken 5 und 6: Das Wasser in den Abklingbecken hat sich auf 63 beziehungsweise 60 °C erhitzt,[162] deutlich über dem Normalwert von unter 40 °C.[163] Die Wassertemperatur in den Reaktoren ist auf 196 beziehungsweise 150 °C gestiegen,[164] bei Normalwerten unter 100 °C.
- Laut Presseberichten sollen nun Hubschrauber Wasser von oben auf das Reaktorgebäude 3 schütten, um die Brennstäbe im Abklingbecken zu kühlen. Ein erster Versuch wird jedoch wegen zu hoher Strahlungsrisiken abgebrochen.[165]
- Eine von der japanischen Regierung in Auftrag gegebene Studie kommt zu dem Ergebnis, dass auch in Entfernungen von mehr als 30 Kilometer vom Kraftwerk gefährliche Strahlungsdosisleistungen von über 100 Millisievert pro Tag auftreten werden. Die Regierung hält die Studie eine Woche lang unter Verschluss.[166]
- Weitere aus der 20-Kilometer-Zone evakuierte Personen im Alter von bis zu 40 Jahren sollen nun Jodtabletten zu sich nehmen.[167]
- Die Volksrepublik China friert die Genehmigungen für alle neuen Kernkraftwerke ein.[168]
- Deutschland und Österreich verlegen ihre Botschaften vorübergehend von Tokio nach Osaka.[169][170]
- 18 bis 24 Uhr: Der Schaden an der Kondensationskammer von Reaktor 2 weitet sich aus; der Überdruck in der Kammer fällt auf Null.[42]

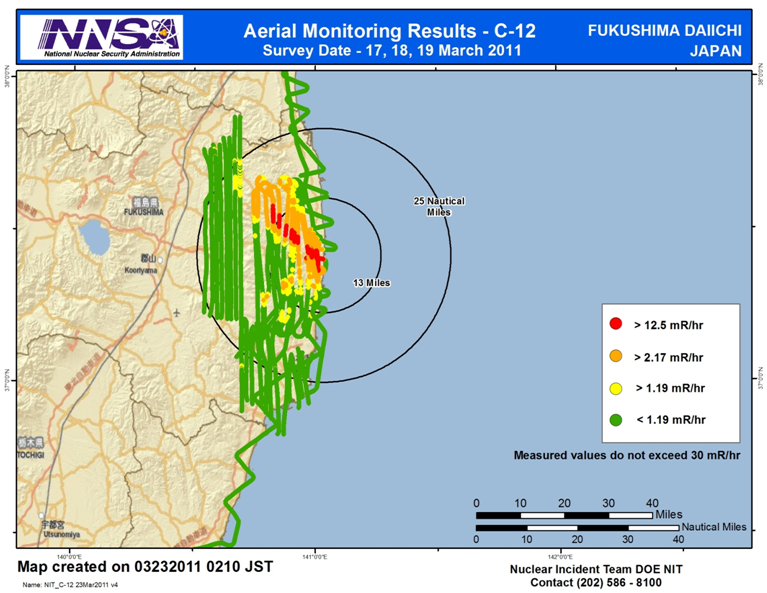
Strahlungsmesswerte der ersten Drohnenbefliegung vom 17. bis zum 19. März 2011

### 17. März
- Die United States Air Force setzt unbemannte Aufklärungsflugzeuge (Drohnen) ein, um die Strahlenbelastung in der Umgebung des Kraftwerks zu messen.
- 06:15 Uhr: Wegen eines Druckanstiegs in der Kondensationskammer von Reaktor 3[42] wird eine erneute Druckentlastung erwogen.[25]
- 09:48 Uhr: Mit Chinook-Hubschraubern der japanischen Streitkräfte werden vier Wasserbehälter à 7,5 Tonnen im Vorbeiflug teils über, teils neben dem Reaktorblock 3 entleert.[171] Der Versuch wird abgebrochen; eigentlich war der Abwurf von mehreren dutzend Wasserladungen geplant.[172]
- Die neue Stromleitung soll in Kürze an Block 2 angeschlossen werden.[173] Tepco hofft, dann auch Teile des regulären Kühlsystems wieder in Betrieb nehmen zu können.[174]
- 19:05 Uhr: Nun wird versucht, das Abklingbecken von Block 3 mit Wasserwerfern der Polizei und der japanischen Streitkräfte zu kühlen. Am ersten Tag spritzen sie 30 Tonnen Wasser auf die Ruine des Reaktorgebäudes.[39][175]
- Tepco wertet den Wasserwerfer-Einsatz als Erfolg: Es sei Dampf aufgestiegen, also habe man das Abklingbecken getroffen.[176]
- Die US-Atomaufsichtsbehörde (NRC) und Tepco streiten sich darüber, ob noch Wasser im Abklingbecken von Block 4 vorhanden ist. Wäre das Becken leer, dann wäre seine Kühlung womöglich wichtiger als die von Block 3.[177][178] US-amerikanische Experten vermuten ein Leck.[179][180] Drei Monate später wird die NRC eingestehen, dass sie sich geirrt hat.[181]
- IAEO-Chef Yukiya Amano nennt die Lage „sehr ernst“ und kündigt seinen Besuch in Japan an.

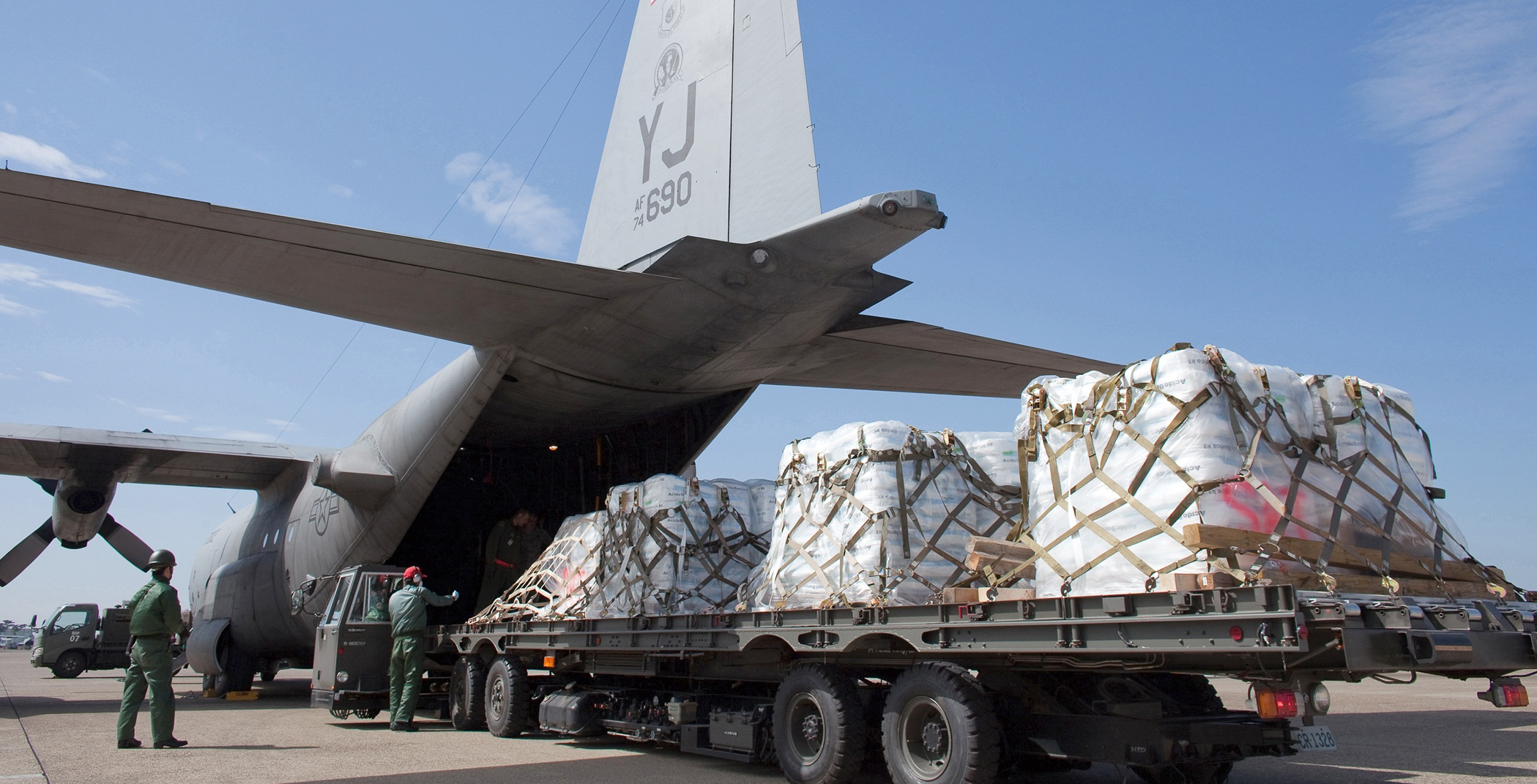
Bor-Anlieferung durch die United States Air Force am 19. März

- Südkorea liefert 52 Tonnen seiner Borreserven nach Japan, Frankreich weitere 95 Tonnen. Das Bor wird als Beimischung zum Reaktorkühlwasser benötigt.[182][183]
- Israels Ministerpräsident Benjamin Netanjahu möchte die Pläne für das erste israelische Kernkraftwerk stoppen.[184]
- Frankreich forderte seine Bürger in Tokio auf, Japan zu verlassen oder sich in den Süden des Landes zu begeben.[185]
- Der NRC-Vorsitzende Gregory Jaczko kritisiert auch die japanische Regierung wegen der 20-Kilometer-Evakuierungszone und empfiehlt eine Ausweitung auf 80 Kilometer. Dies würde weitere 1,8 Millionen Menschen betreffen.[186] Die USA empfehlen ihren Staatsbürgern, mindestens 80 Kilometer Abstand von Fukushima I zu halten[187] oder Japan zu verlassen.[188] Auch Australien und Südkorea empfehlen 80 Kilometer Sicherheitsabstand.[189][190]
- In den USA werden – im Lüftungssystem der University of Washington in Seattle – erstmals radioaktive Partikel aus Fukushima nachgewiesen.[191]

### 18. März (zweite Woche)
- Japan führt Strahlungstests für Nahrungsmittel ein.
- Als vorsorgliche Maßnahme gegen Wasserstoffexplosionen werden Entlüftungslöcher in die Dächer der Reaktorgebäude 5 und 6 gebohrt.[125][24]
- 14:45 Uhr: Wasserwerfer der Streitkräfte haben heute rund 40 Tonnen Wasser auf Block 3 gesprüht.[39]
- 15:55 Uhr: Tepco meldet offiziell das unkontrollierte Austreten radioaktiver Materialien innerhalb der Reaktorgebäude 1 bis 4 an die NISA.[39] Anschließend steigt die Strahlung auf dem Gelände von ungefähr 3,3 auf 5 Millisievert pro Stunde an.

Berechnete Verbreitung der „radioaktiven Wolke“ am 18. März

- ca. 18:30 Uhr: Die NISA stuft die Unfälle in den Blöcken 1 bis 3 auf der INES-Skala von Stufe 4 auf 5 („Ernster Unfall“) hoch.[192][193]
- 18:54 Uhr: Die erste von zwei Einheiten des einzigen noch funktionierenden Diesel-Notstromgenerators (in Block 6) wird wieder in Betrieb genommen und versorgt Teile des Kühlsystems des Abklingbeckens.[39][194]
- 20:00 Uhr: Premierminister Naoto Kan spricht zur Bevölkerung: Die Lage im Kraftwerk sei weiter „sehr ernst“, werde aber „in nicht weiter Ferne“ unter Kontrolle gebracht.
- 23:30 Uhr: 30 Löschfahrzeuge der Tokioter Feuerwehr mit 140 Mann Besatzung stehen am Kraftwerk bereit, um sich an den Wassersprüheinsätzen zu beteiligen.[195][196] Nach Aussage von Gouverneur Shintarō Ishihara hat Wirtschaftsminister Banri Kaieda sie unter Strafandrohung zu diesem Einsatz gezwungen.[197]

### 19. März
- 04:22 Uhr: Die zweite Einheit des noch funktionsfähigen Notstromaggregats von Block 6 wird wieder in Betrieb genommen und versorgt ab 05:00 das Kühlsystem (RHR) des Abklingbeckens von Block 5.[14] Die Temperatur in den beiden Abklingbecken hatte inzwischen Höchstwerte von rund 67 °C erreicht.[198]
- 09:00 Uhr: Die neue, 1,5 Kilometer lange Stromleitung ist am Notstrom-Transformator von Block 2 angekommen.[199][200]
- 13:27 Uhr: Das Büro des japanischen Premierministers versendet auf Twitter ein Dokument, das zeigt, welchen Strahlungsdosen Menschen bei Röntgenaufnahmen oder Langstreckenflügen ausgesetzt sind – so sollen die Nachrichten über Fukushima I in Relation gesetzt werden können.
- 15:00 Uhr: Am Abklingbecken von Block 2 beginnt das Einspritzen von Meerwasser.[39]
- 16:00 Uhr: Untersuchungen von Spinat in der Präfektur Ibaraki ergaben eine Überschreitung der gesetzlichen Grenzwerte für die Radioaktivität von Lebensmitteln.[201]
- 16:30 Uhr: Lokale Behörden haben im Leitungswasser nahe dem Kernkraftwerk erhöhte Radioaktivität nachgewiesen.[161] Man solle das Wasser nicht mehr trinken.[202]
- 19:20 Uhr: Japans Atomaufsichtsbehörde NISA warnt für die nächsten beiden Tage vor radioaktivem Regen.
- 22:24 Uhr: Auch in Block 6 ist die Kühlung des Abklingbeckens wieder voll in Betrieb.[14]

### 20. März
- 03:40 Uhr: Ab heute übernimmt die Tokioter Feuerwehr mit ihren Wasserwerfern die Kühlung des Abklingbeckens von Block 3, mit mehreren hundert Tonnen Wasser täglich.[39]

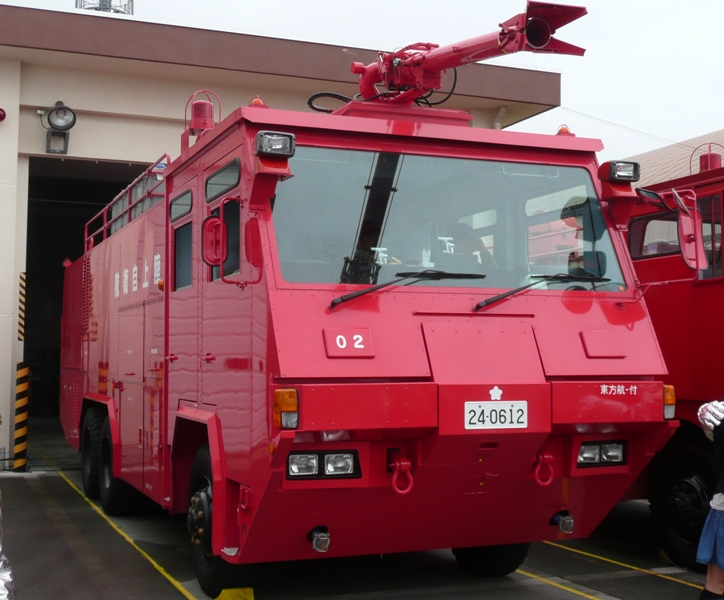
Wasserwerfer der japanischen Streitkräfte

- 07:00 Uhr: Die Temperatur im Abklingbecken von Block 5 ist wieder in den normalen Bereich unter 40 °C zurückgefallen.[203]
- 09:43 Uhr: Die Wasserwerfer der Streitkräfte kümmern sich nun um die Kühlung des Abklingbeckens von Block 4.[39]
- 12:40 Uhr: Das Kultus- und Technologieministerium MEXT entnimmt Bodenproben an verschiedenen Orten. In dem Dorf Iitate wird die mit Abstand höchste radioaktive Kontamination festgestellt, die während der gesamten Fukushima-Katastrophe außerhalb des Kraftwerks gemessen wurde.[204]
- 14:30 Uhr: Reaktorblock 5 erreicht einen stabilen, abgeschalteten Zustand (cold shutdown),[205] nachdem die Wassertemperatur im Reaktor wieder in den Normalbereich gefallen ist.[206]
- 15:46 Uhr: Reaktorblock 2 wird über einen neuen, provisorischen Stromverteiler wieder ans Stromnetz angeschlossen.[205][207]
- 16:00 Uhr: Auch in Block 6 hat sich die Temperatur im Abklingbecken wieder normalisiert.[205]
- Die japanische Regierung gibt bekannt, dass sie eine vollständige Stilllegung der gesamten Fukushima-I-Anlage anstrebt, deren Reaktorblöcke 5 und 6 nach wie vor funktionsfähig sind.[208] Dies ist die erste offizielle Aussage zum weiteren Schicksal des Kraftwerks.

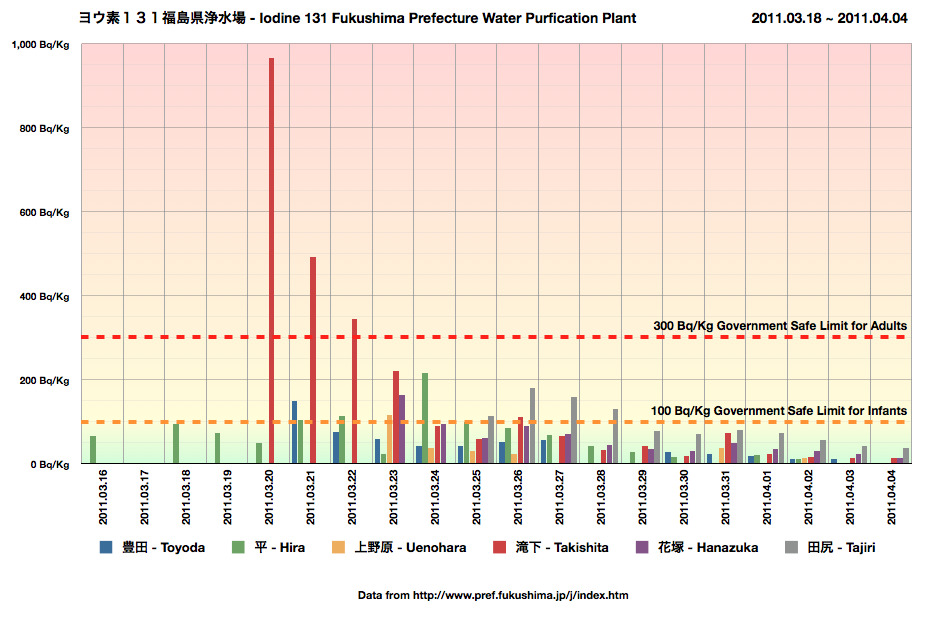
^{131}Iod-Konzentrationen im Leitungswasser der Präfektur Fukushima, 16. März bis 4. April

- Neben der Präfektur Fukushima wurden inzwischen auch im Leitungswasser der benachbarten Präfekturen Tochigi, Gunma, Niigata und den südlich gelegenen Präfekturen Tokio, Chiba und Saitama Radionuklide nachgewiesen, jeweils unterhalb der gesetzlichen Grenzwerte.[209]
- 19:27 Uhr: Reaktorblock 6 erreicht einen stabilen, abgeschalteten Zustand (cold shutdown).[205]
- 19:52 Uhr: Die Reaktorblöcke 5 und 6 werden wieder ans Stromnetz angeschlossen.[205]

### 21. März
- Im Büro des japanischen Premierministers findet auf Initiative der USA ab sofort eine tägliche Krisensitzung statt, unter Beteiligung japanischer Regierungs- und Behördenvertreter, Mitgliedern der US-amerikanischen Atomaufsicht, amerikanischer Diplomaten und Militärs sowie des Kraftwerksbetreibers Tepco.[132]
- Die Landwirte im Umfeld von Fukushima I sollen freiwillig darauf verzichten, kontaminierte Lebensmittel in den Handel zu bringen.[210]
- Die 131I-Konzentrationen im Leitungswasser der Städte Kawamata, Minamisōma und Iwaki in der Präfektur Fukushima überschreiten den Grenzwert für Kleinkinder um 3 bis 74 Prozent.[211] Für Iitate wird eine stark erhöhte Konzentration im Leitungswasser gemeldet.
- 15:30 Uhr: Tepco entnimmt auf dem Kraftwerksgelände, ungefähr 500 Meter westnordwestlich von Reaktorblock 2, eine Bodenprobe, die auf Plutonium untersucht werden soll.[212][213]
- 15:55 Uhr: Aus dem südöstlichen Bereich von Reaktorblock 3 steigt grauer Rauch auf. Sicherheitshalber werden die Arbeiter von Block 3 vorübergehend abgezogen.[214][215] Die Strahlung an der westlichen Geländegrenze steigt anschließend um das Zehnfache auf 2 Millisievert pro Stunde.[216][Anm. 1]
- 17:50 Uhr: Die Einsatzzentralen der Präfekturen Fukushima, Ibaraki, Tochigi und Gunma werden von der NISA angewiesen, einen Versandstopp (suspension of shipment) für Spinat, Kakina und Rohmilch zu erlassen.[39]
- 21:30 Uhr: Tepco entnimmt in der Nähe des Kühlwasserauslasses von Block 1 bis 4 (am südlichen Ende des Kraftwerks) eine Meerwasserprobe und stellt eine 131Iod-Konzentration von rund 5000 Becquerel pro Liter (Bq/l) fest; das ist das 125-Fache des gesetzlichen Grenzwerts von 40 Bq/l. Die 137Cs-Konzentration liegt mit rund 1500 Bq/l beim 17-Fachen des Grenzwertes (90 Bq/l).[217]

Anmerkungen
1. ↑  JAIF meldet dieses Ereignis in seinem 25. Bericht (mit Bezug auf NHK) für den 23. März. Das Zusammentreffen mit dem Strahlungsanstieg spricht aber für die Tepco-Datierung 21. März.

### 22. März

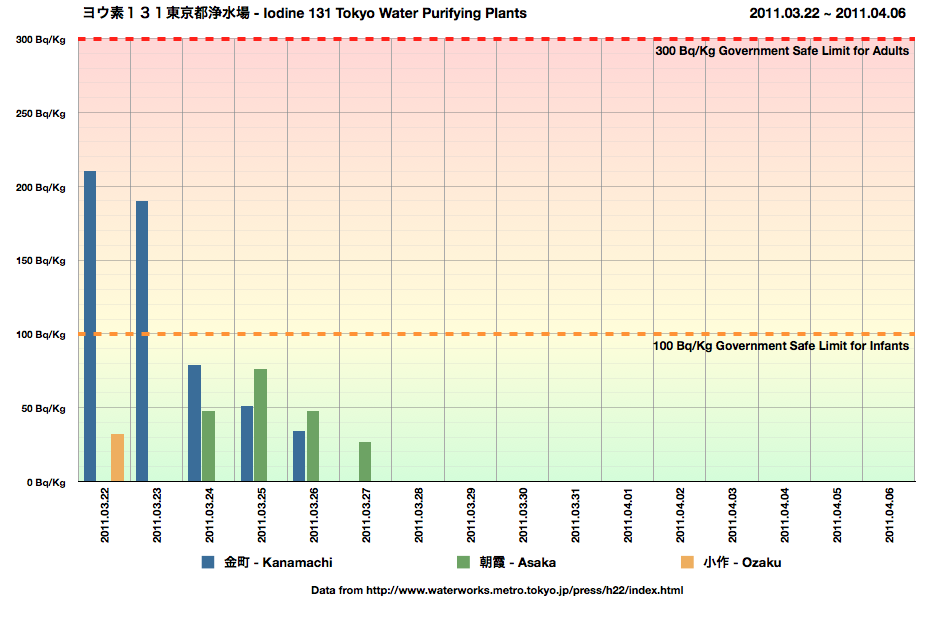
^{131}I-Konzentrationen im Leitungswasser von Tokio, 22. bis 27. März

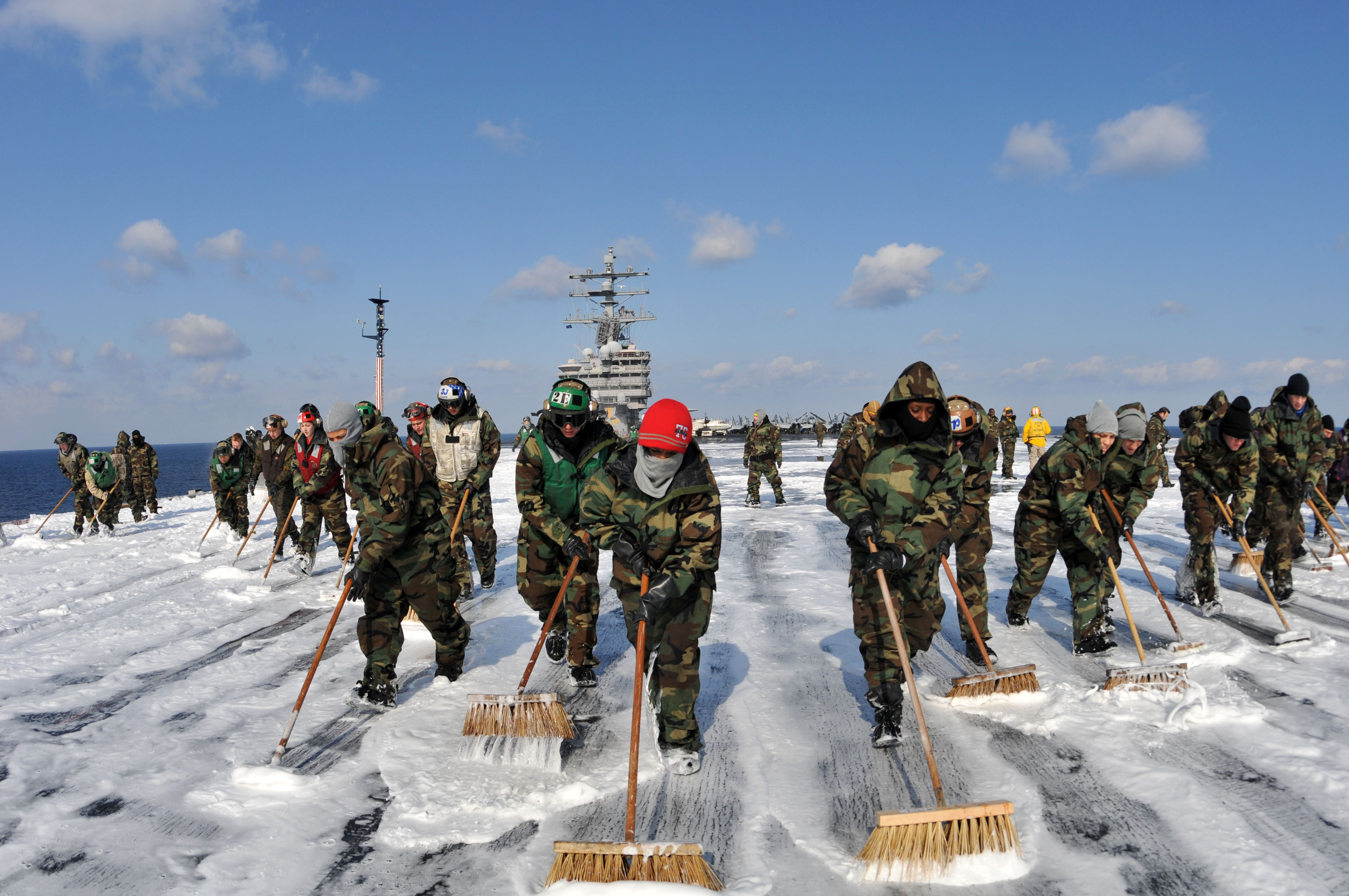
Der am 13. und 14. März kontaminierte Flugzeugträger USS Ronald Reagan wird wieder dekontaminiert.

- 07:10 bis 07:45 Uhr: Tepco entnimmt vier weitere Bodenproben an verschiedenen Stellen des Kraftwerksgeländes, um sie auf Plutonium untersuchen zu lassen.[212]
- In einer Wasseraufbereitungsanlage in Tokio übersteigt die radioaktive Belastung des Wassers den Grenzwert für Kleinkinder.[218]
- 10:35 Uhr: Auch der Verteiler von Reaktorblock 4 ist wieder ans Stromnetz angeschlossen.[39] In Block 2 arbeitet man am Anschluss einzelner elektrischer Systeme.[219]
- 17:17 Uhr: Das Abklingbecken von Block 4 wird ab jetzt mit einer Autobetonpumpe gekühlt.[220] Sie pumpt täglich rund 150 Tonnen Wasser auf das Reaktorgebäude.[221]
- 22:45 Uhr: Tepco meldet, dass die Beleuchtung im Leitstand von Reaktorblock 3 wiederhergestellt ist.[194] Ein von Tepco veröffentlichtes Foto zeigt eine funktionierende Deckenbeleuchtung, aber dunkle Bildschirme und tote Warnleuchten. Dazwischen klebt ein Zettel mit der Aufschrift „SBO 3/11 15°39'“, was für „station blackout (Stromausfall) am 11. März um 15:39 Uhr“ stehen könnte.[222][223]
- Die Versicherungswirtschaft erwartet keine nennenswerte Belastungen aus den Nuklearunfällen. Schäden durch radioaktive Kontaminationen seien grundsätzlich nicht abgesichert.[224][225]

### 23. März
- 02:33 Uhr: In Reaktor 1 wird zusätzlich zur Feuerlöschleitung auch Wasser durch eine reguläre Leitung (feed water line) eingespeist.[39]
- 09:00 Uhr: Die Einspeisung durch die Feuerlöschleitung wird beendet. Die eingeleitete Wassermenge liegt nun bei etwa 11 Kubikmetern pro Stunde.[39]
- 10:00 Uhr: Es gibt andauernde Probleme mit der Kühlung von Reaktor 1. Die Temperatur des Reaktordruckbehälters erreicht vorübergehend fast 400 °C, bei einem zulässigen Höchstwert von 300 °C.[226]

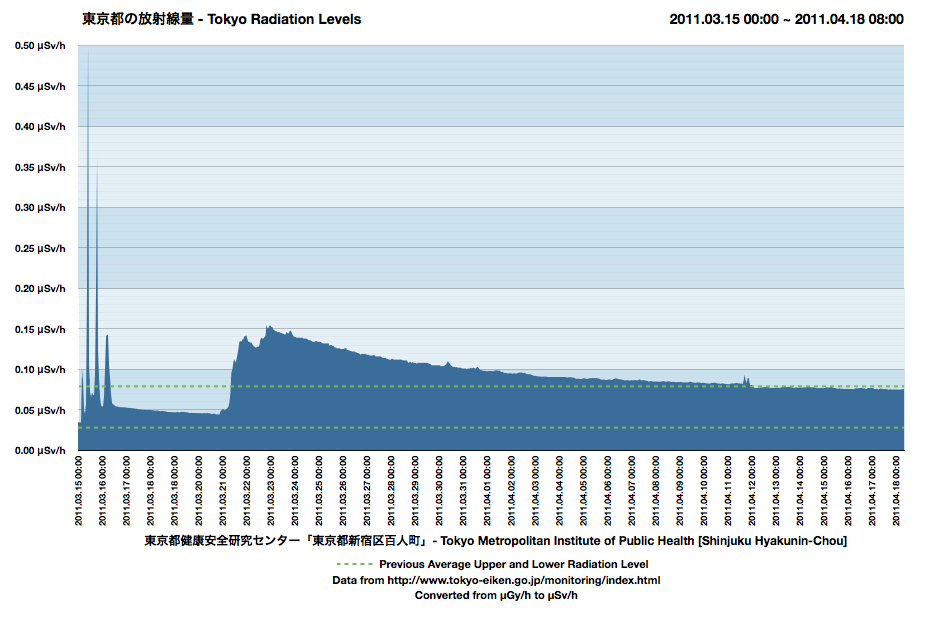
Strahlungsmesswerte in Shinjuku, Tokio

- Das japanische Gesundheitsministerium erlässt ein Verkaufs- und Verzehrverbot für verschiedene Gemüsesorten aus der Präfektur Fukushima und ein Verkaufsverbot für frische Rohmilch und Kräuter aus der Präfektur Ibaraki.[227]
- Die Strahlungswerte in der Luft von Tokio erreichen an diesem Tag einen vorübergehenden Höchstwert von 0,15 Mikrosievert pro Stunde. Dies entspricht dem Zwei- bis Vierfachen der normalen Strahlung in Tokio und ist für Menschen unbedenklich.[228][229]
- Die Zeitung Tōkyō Shimbun schätzt den durch die Nuklearunfälle entstandenen Schaden auf eine Billion Yen (damals ungefähr 8,5 Mrd. €).[230] Die Ratingagenturen Moody’s und Standard & Poor’s stufen die Kreditwürdigkeit Tepcos herab.[231]
- In Island und Norwegen erreichen erste radioaktive Partikel aus Fukushima das europäische Festland. Die Konzentration der radioaktiven Substanzen ist jedoch zu gering, um eine Wirkung auf Menschen zu haben.[232]
- Italien beschließt, den geplanten Wiedereinstieg in die Atomenergie für ein Jahr auszusetzen.[233]

### 24. März

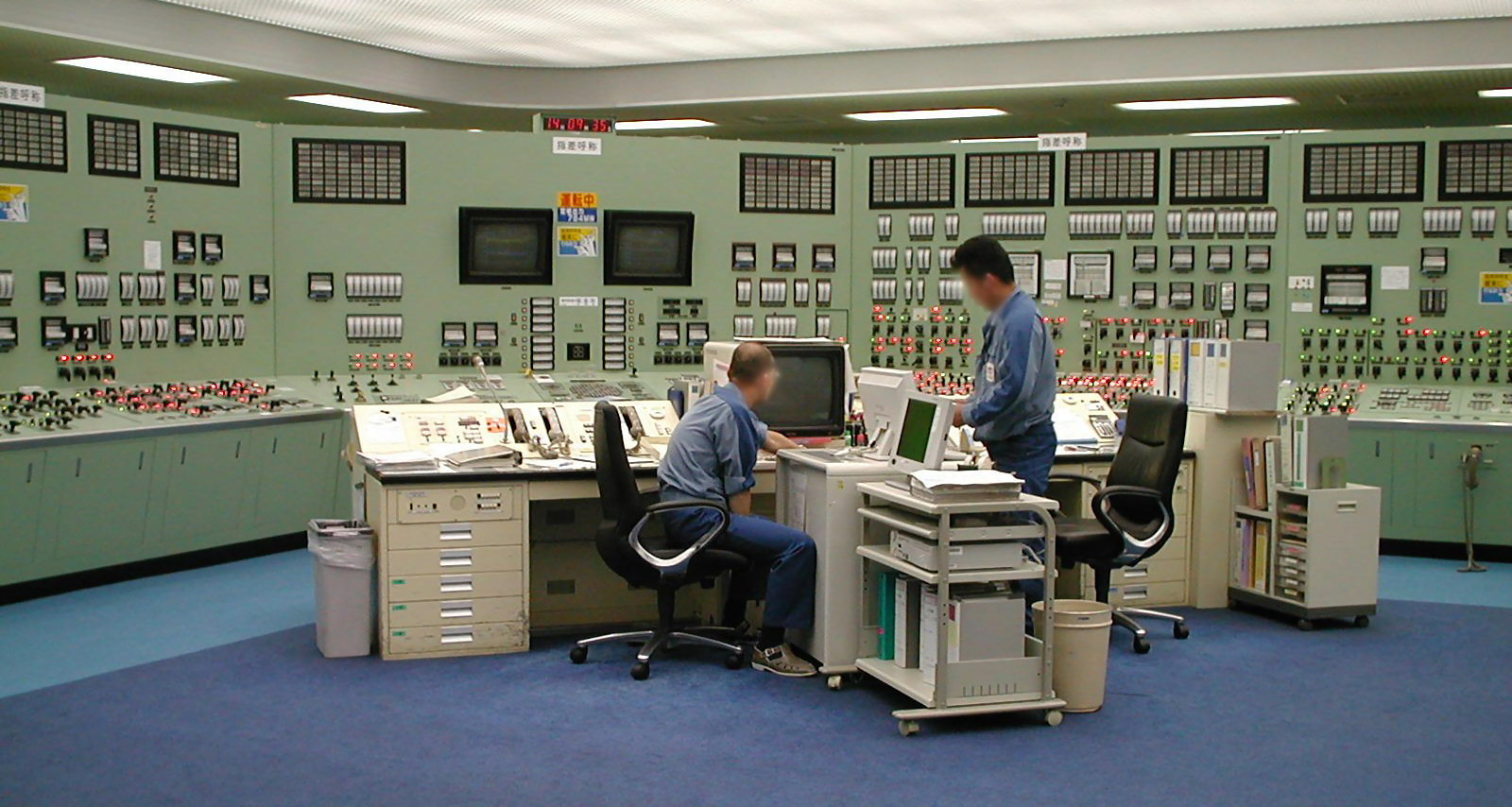
Teil eines Leitstands im Kraftwerk Fukushima I (Foto von 1999)

- 11:30 Uhr: Die Beleuchtung im Leitstand von Block 1 ist wiederhergestellt.[194] Auch hier sind viele Instrumente ohne Funktion.[234][223]
- Zwei Mitarbeiter erhalten beim Verlegen von Kabeln im Untergeschoss des Turbinengebäudes von Block 3 hohe Strahlenbelastungen durch radioaktives Wasser. Sie hatten keine Schutzstiefel getragen.[235] Die Arbeit an den elektrischen Systemen muss abgebrochen werden.
- 15:37 Uhr: Die Stromversorgung der Kühlpumpen am zentralen Abklingbecken neben Block 3 und 4 wird wiederhergestellt.[236]
- 18:05 Uhr: Die Kühlung des zentralen Abklingbeckens wird wieder gestartet. Die Temperatur im Becken war bis zu diesem Zeitpunkt auf einen Höchstwert von 73 °C angestiegen.[236]

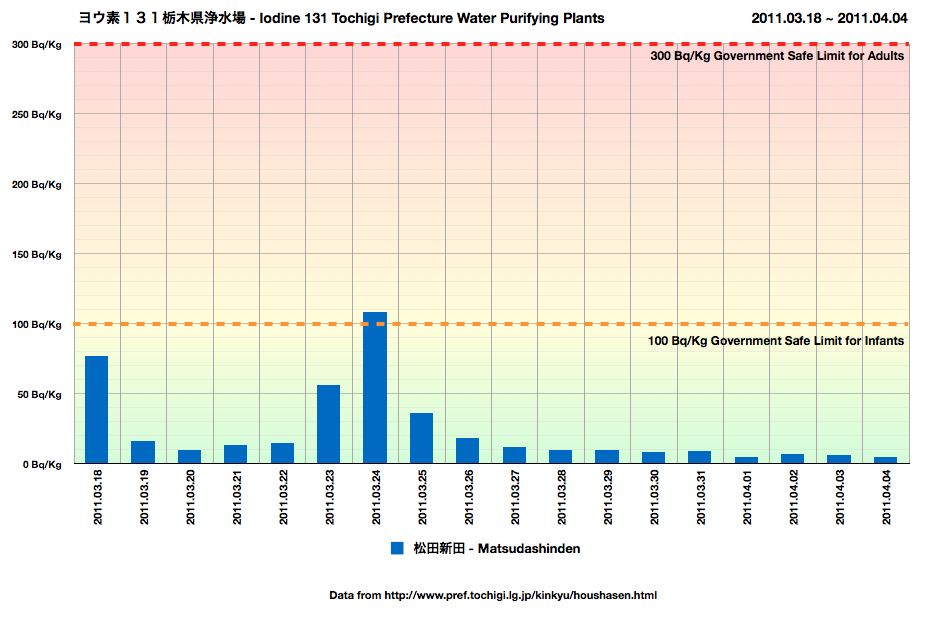
^{131}I-Kontamination im Trinkwasser der Präfektur Tochigi

- Im Trinkwasser von 12 der 47 Präfekturen Japans wird 131I nachgewiesen, jedoch nur in der Präfektur Tochigi mit einem für Kleinkinder riskanten Wert von 110 Becquerel pro Liter (Bq/l); in den übrigen Präfekturen sind es weit unter 100 Bq/l. 137Cs fand sich im Trinkwasser von sechs Präfekturen, jedoch nur in Spuren von weniger als 10 Bq/l.[237]
- Ein 64-jähriger Gemüsebauer in der Stadt Sukagawa, Präfektur Fukushima, nimmt sich das Leben, nachdem er zu der Überzeugung gekommen ist, dass sein Gemüse wegen radioaktiver Kontamination unverkäuflich sei.[238]
- Singapur und Australien verbieten den Import von Gemüse aus vier japanischen Präfekturen.[239]
- Im Internet tauchen die ersten hochauflösenden Fotos auf, die das ganze Ausmaß der Zerstörung an den Reaktorgebäuden 1, 3 und 4 zeigen.[240]

### 25. bis 31. März (dritte Woche)
25. März

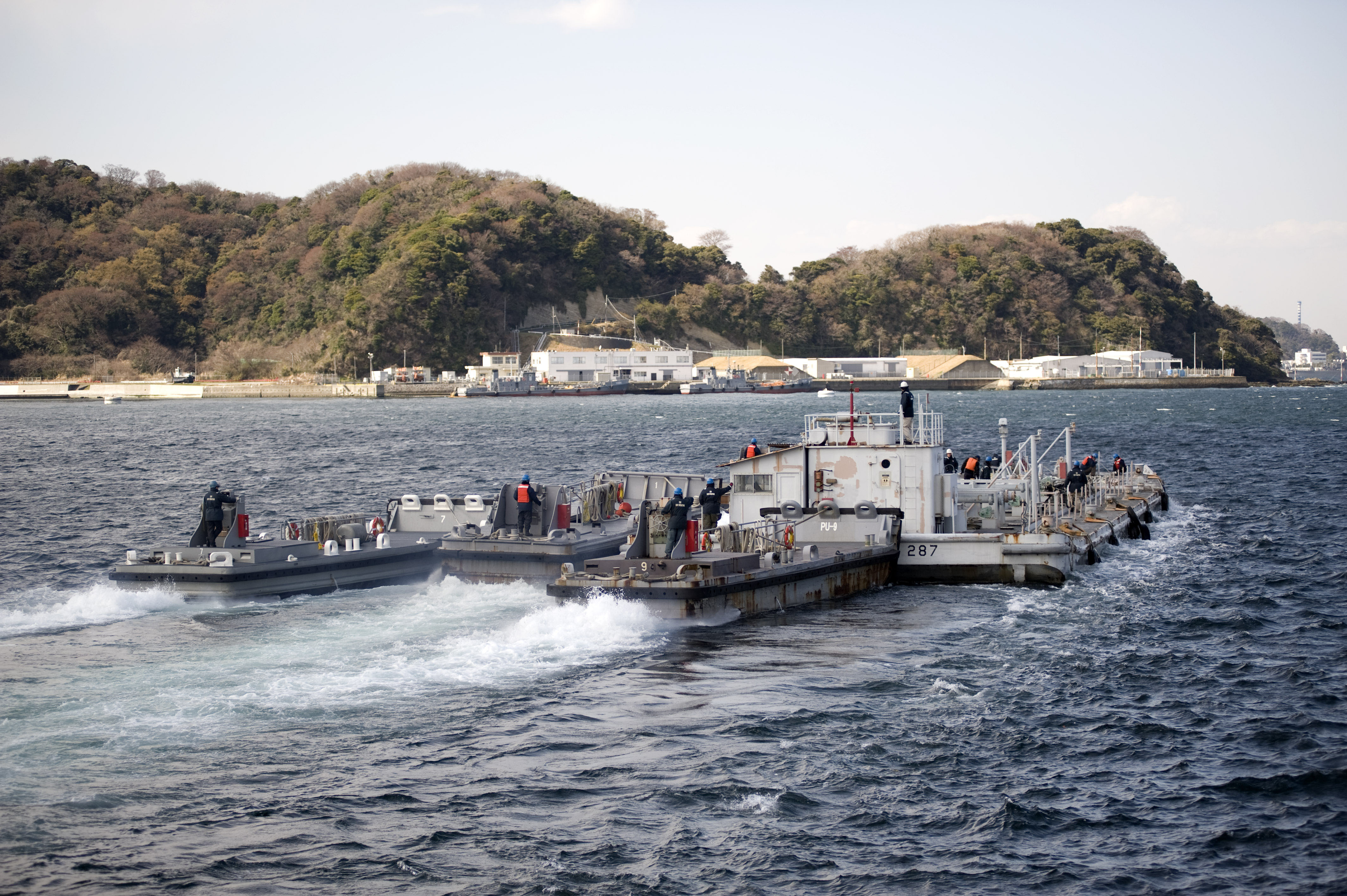
Amerikanischer Schleppkahn unterwegs von Yokosuka nach Fukushima I

- 03:37 Uhr: Die Kühlung von Reaktor 1 wird von Meer- auf Süßwasser umgestellt.[14] Damit sollen weitere Schäden durch Salzablagerungen und Korrosion in den Reaktordruckbehältern verhindert werden. Das Wasser wird von Schleppkähnen der United States Navy herangeschafft, die von Schiffen der japanischen Streitkräfte gezogen oder geschoben werden.[241][242]
- 06:02: Die Kühlung von Reaktor 3 wird ebenfalls auf Süßwasser umgestellt.[14]
- Durch die laufenden Kühlarbeiten steigt nun aus allen drei Reaktorblöcken (1 bis 3) weißer Dampf aus.[243]
- Im Untergeschoss des Turbinengebäudes 1 steht hoch radioaktiv kontaminiertes Wasser.[39]
- Das Leitungswasser in Tokio ist auch für Kleinkinder wieder ungefährlich.[244]
- Die Europäische Union ruft einen „radiologischen Notstand“ aus. Dadurch treten höhere Grenzwerte für Radioaktivität von Lebensmitteln in Kraft.[245] Außerdem stellt sie fest, dass alle Atomkraftwerke in der EU bis Ende 2011 auf Risiken wie Erdbeben, Hochwasser und Terrorangriffe geprüft werden sollen.[246]

26. März

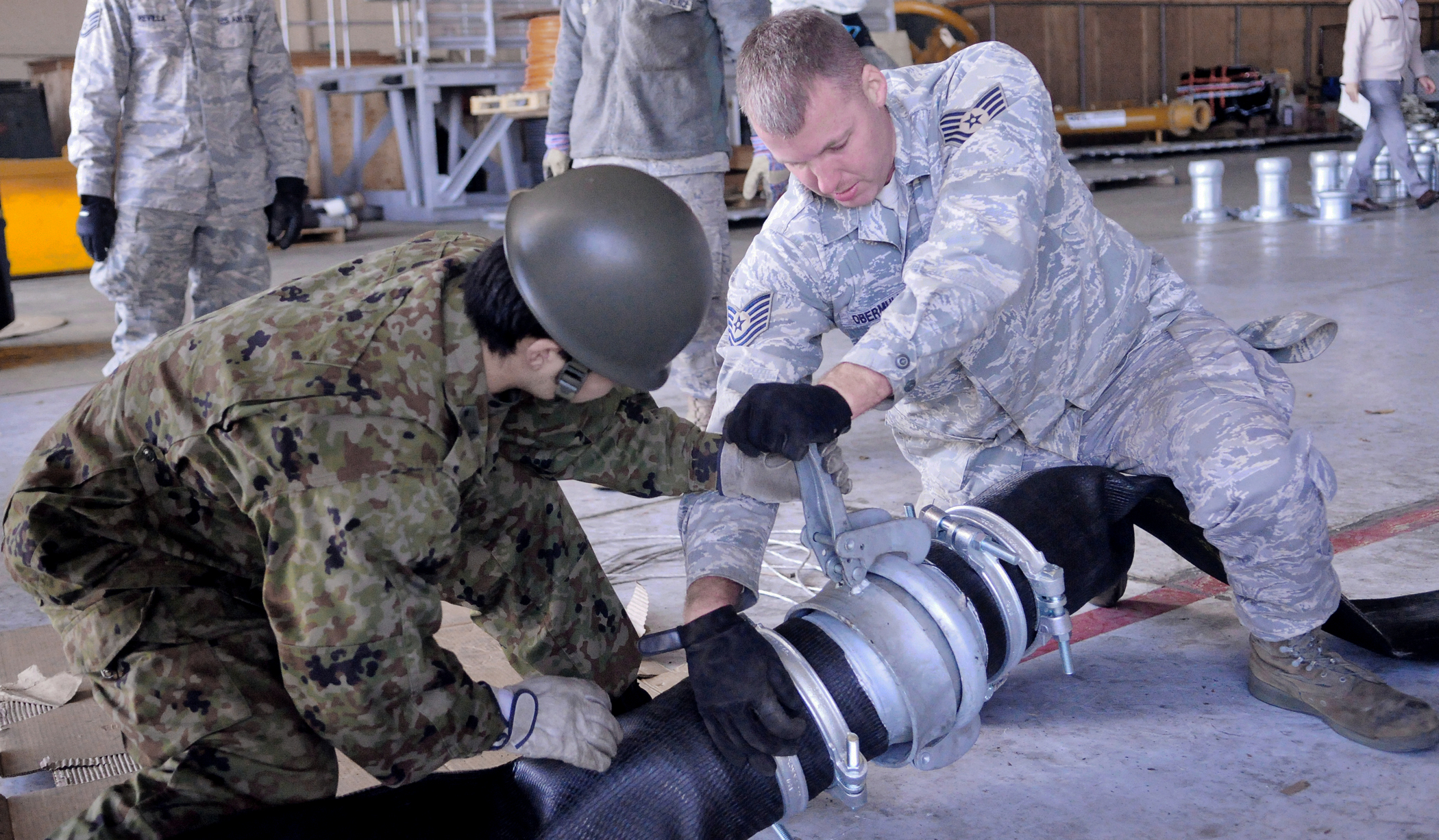
Soldaten der japanischen Streitkräfte und der US Air Force proben in Yokota Air Base das Anschließen eines Wasserschlauchs (26. März).

- 10:10 Uhr: Nun wird auch in Reaktor 2 Süß- statt Meerwasser eingespritzt.[14]
- Inzwischen ist in allen vier Turbinengebäuden von Block 1 bis 4 radioaktiv belastetes Wasser festgestellt worden. Der Wasserstand im Untergeschoss des Turbinengebäudes von Block 1 liegt bei 0,4 Metern; in den Blöcken 2 bis 4 sind es 1 Meter, 1,5 Meter beziehungsweise 0,8 Meter.[247] Wegen des hoch kontaminierten Wassers können die Arbeiten zur Wiederherstellung der Kühlsysteme nicht fortgesetzt werden.[248] Das Wasser steht auch in angeschlossenen Wartungstunneln[249] und könnte von dort ins Meer gelangen.[250]
- 16:46 Uhr: Die Beleuchtung im Leitstand von Block 2 ist wiederhergestellt.[194] Auf einem von Tepco veröffentlichten Foto schauen drei Männer in Schutzanzügen auf Instrumente, die sich zwischen toten Bildschirmen und Warnlampen befinden.[251][223]
- Aus Sorge vor radioaktiver Kontamination laufen mehrere große Reedereien die Häfen von Tokio und Yokohama nicht mehr an.[252]

27. März
- 08:00 Uhr: Die Temperatur im zentralen Abklingbecken ist wieder in den Normalbereich unter 40 °C gefallen.[253]
- Auch das Abklingbecken in Reaktorgebäude 3 wird nun mit einer Autobetonpumpe gekühlt, mit 50 bis 100 Tonnen Wasser täglich. Das Abklingbecken von Block 4 wird jetzt nicht mehr täglich, sondern im Abstand von mehreren Tagen gekühlt.[221]
- Die Strahlungsdosisleistung an Reaktor 2 ist so stark erhöht, dass die Arbeiten dort vorübergehend unterbrochen werden.[254]
- Atomkraftgegner demonstrieren vor der Tepco-Zentrale in Tokio, auch in den nachfolgenden Tagen und Wochen.[255]

28. März

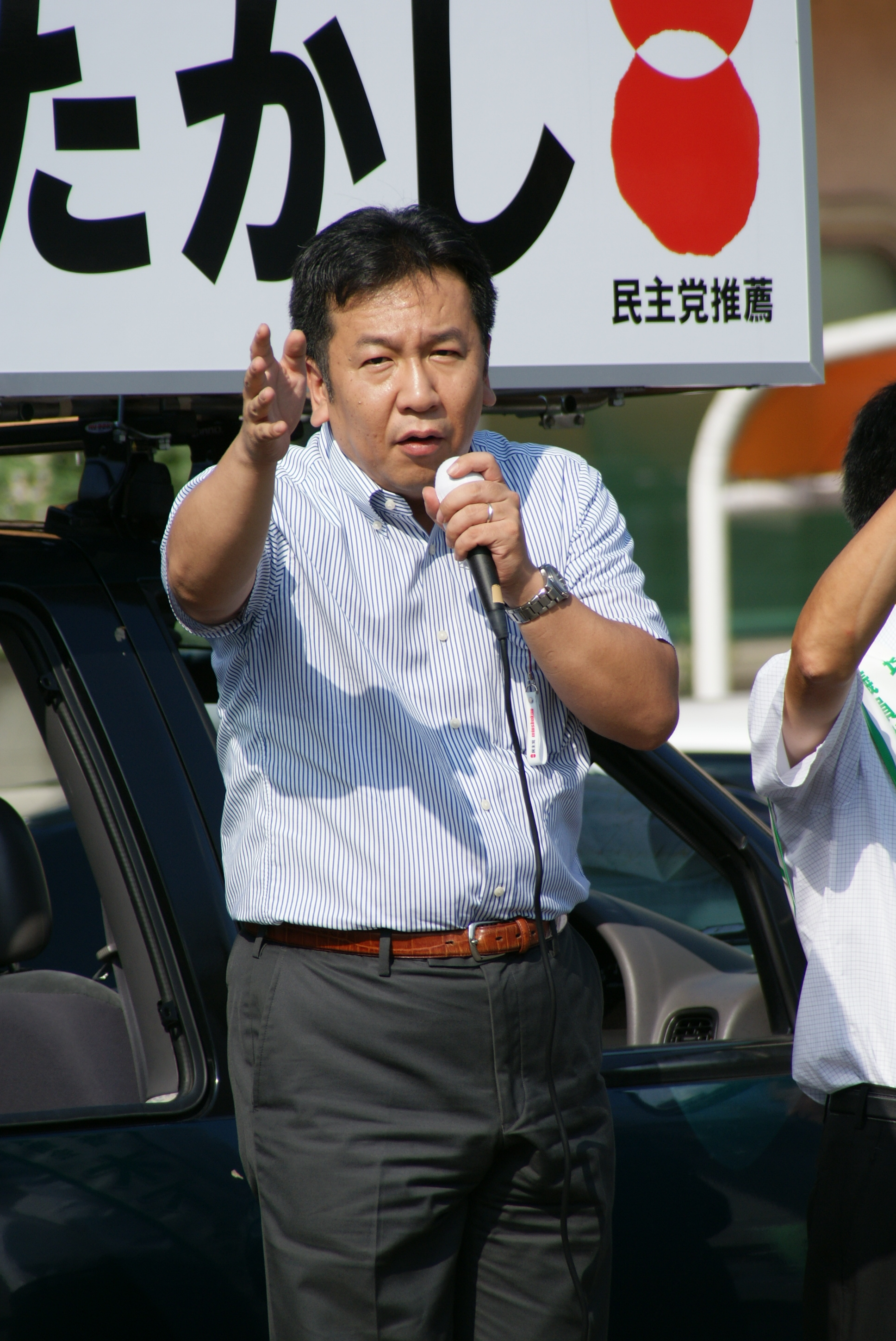
Regierungssprecher Yukio Edano wurde während der Fukushima-Katastrophe häufig zitiert. (Foto von 2010)

- Die japanische Regierung räumt eine Kernschmelze in Reaktor 2 ein. Diese habe wahrscheinlich schon kurz nach Eintreffen des Tsunami begonnen.[256]
- Regierungssprecher Yukio Edano kritisiert außerdem falsche Angaben des Betreibers über hohe Radioaktivitätswerte.[257] Die NISA verwarnt Tepco sehr deutlich.[258] Die radioaktive Kontamination des Wassers, das im Turbinengebäude von Block 2 steht, war zunächst mit extrem hohen Werten angegeben worden.[259] Tepco zog diese Angaben dann noch am 28. März wieder zurück, weil sie unplausibel seien,[260] und korrigierte die gemessenen Konzentrationen einiger Radionuklide nach erneuter Auswertung nach unten,[261] wodurch sich eine um den Faktor 100 geringere (aber immer noch sehr hohe) Radioaktivität des Wassers ergab.[259] Nach Angaben von Tepco habe man zunächst einen Fehler bei der computergestützten Datenauswertung gemacht.[258]
- Tepco veröffentlicht die Analysenergebnisse der Bodenproben vom 21. und 22. März und stellt dabei ungewöhnlich hohe 238Pu-Konzentrationen fest, die aus den Unfällen herrühren könnten. Die Gesamtkonzentration des nachgewiesenen Plutoniums liegt aber innerhalb des üblichen und unbedenklichen Bereichs für japanische Böden (→ siehe Analyseergebnisse der Bodenproben vom Kraftwerksgelände).[212] Die Urankonzentration in den Proben ist unauffällig.[262]

29. März
- 11:50 Uhr: Block 4 wurde als letzter wieder an die Stromversorgung angeschlossen, und im Leitstand herrscht wieder Licht.[194] Auch hier veröffentlicht Tepco ein Foto; darauf sind zahlreiche – offenbar ausgefallene – Instrumente mit Notizzetteln beklebt.[263][223]
- Die Abklingbecken der Blöcke 2 und 3 werden nun auch mit Süß- statt Meerwasser gekühlt.[264]
- Spuren radioaktiver Partikel aus Fukushima sind nun auf der ganzen Welt nachweisbar.[265]

30. März

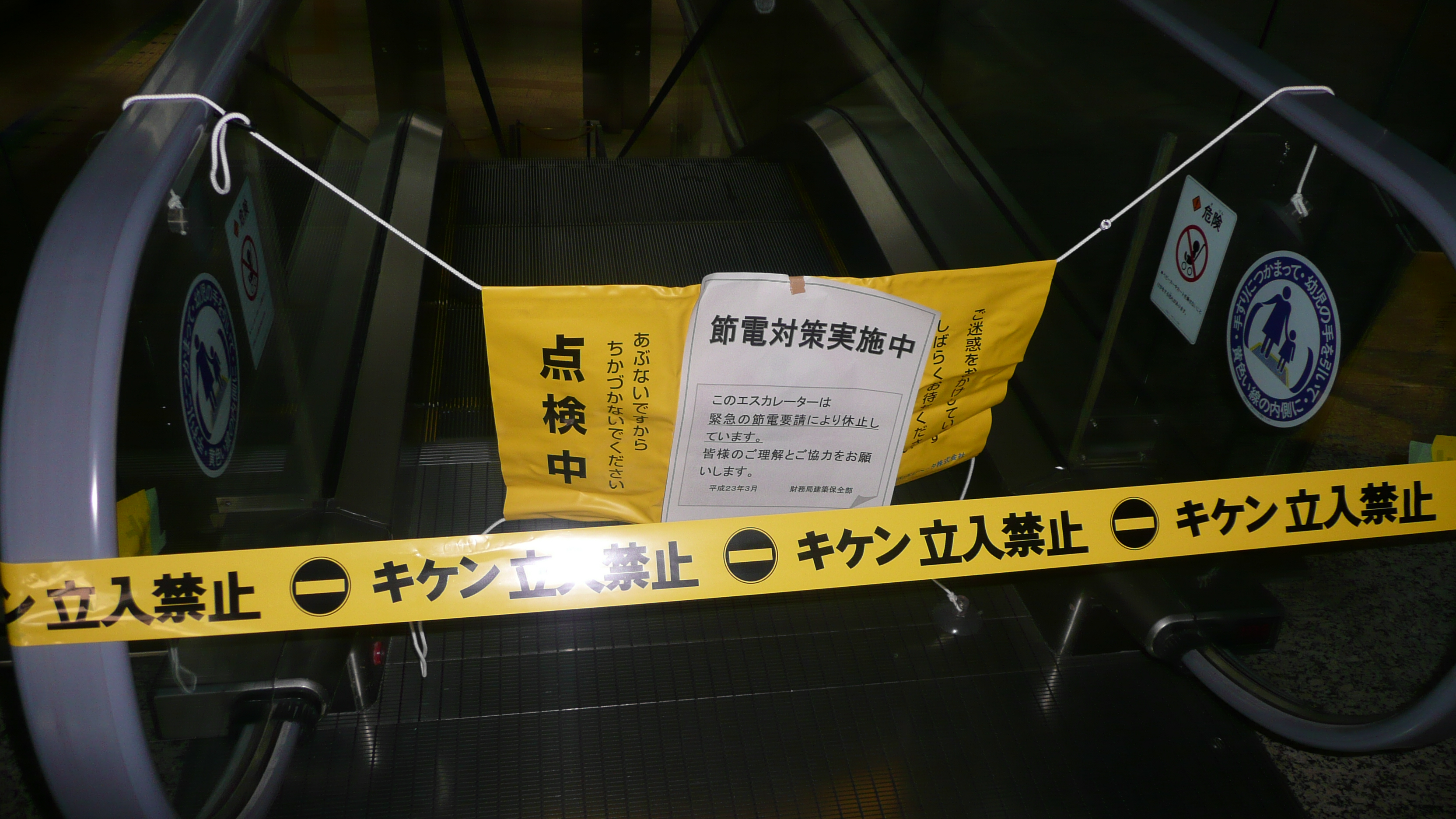
Wegen der ausgefallenen Kernkraftwerke muss Strom gespart werden. Hier eine abgeschaltete Rolltreppe in einem Tokioter Verwaltungsgebäude

- Premierminister Naoto Kan will die japanische Atomaufsichtsbehörde NISA aus dem Wirtschaftsministerium (METI) ausgliedern. Das METI hatte die Nutzung der Kernenergie in Japan aktiv gefördert.[266]
- Der Tepco-Vorsitzende Tsunehisa Katsumata gesteht ein, dass das Unternehmen infolge der Unfallserie in finanzielle Schwierigkeiten geraten ist. Außerdem bestätigt er, dass die Reaktorblöcke 1 bis 4 wegen ihrer schweren Schäden aufgegeben werden müssen. Bezüglich der noch funktionsfähigen Blöcke 5 und 6 möchte er sich noch nicht festlegen.[267]
- 13:55 Uhr: Die Kontamination des Meerwassers am südlichen Wasserauslass von Fukushima I erreicht einen Höchstwert von 180.000 Becquerel pro Liter (Bq/l) 131I und 47.000 Bq/l 137Cs. Dies entspricht ungefähr dem 4000- beziehungsweise 500-Fachen der gesetzlichen Grenzwerte für Meerwasser.[268]
- Chinesische Behörden verwehren einem japanischen Containerschiff die Einfahrt in den Hafen von Xiamen, weil es zu hoch radioaktiv kontaminiert sei.[269]
- Bislang wurden 110.340 Menschen in der Präfektur Fukushima auf radioaktive Kontamination getestet. Bei 102 davon wurden in bekleidetem Zustand Werte oberhalb des Grenzwertes von 100.000 Becquerel gemessen. Unbekleidet überschritt keine der untersuchten Personen diesen Grenzwert.[270]

31. März
- 13:03 Uhr: Einmalig sprüht eine Autobetonpumpe 90 Tonnen Süßwasser auf das Abklingbecken von Block 1.[271]
- 15:42 Uhr: Mindestens sechs Tage nachdem sich im US-Marinestützpunkt in Yokosuka der erste Schleppkahn Süßwasser auf den Weg zum Kraftwerk gemacht hat (siehe Bildbeschreibung hier), meldet die NISA die Ankunft des ersten Schleppkahns der United States Navy mit Süßwasser am Kraftwerk.[221] Die Fahrzeit beträgt etwa eineinhalb Tage.[272]
- Japans Regierung will die Pläne zum Bau neuer Atomkraftwerke prüfen. Ministerpräsident Naoto Kan regte an, die Vorhaben „grundlegend zu überdenken“. 14 Reaktoren in Japan befinden sich im Bau oder in der Planung.[273]
- Es wird bekannt, dass es im Kraftwerk an grundlegendster Sicherheitsausrüstung für die Arbeiter mangelt, zum Beispiel an einer ausreichenden Zahl an Dosimetern[274] und Sicherheitsstiefeln.[275]
- Die NISA geht davon aus, dass die Druckbehälter von Reaktor 2 und 3 undicht sind. Vermutlich würden Gase durch ermüdete Dichtungen aus den Behältern entweichen.[276]
- Nach Schätzungen des Institut de Radioprotection et de sûreté nucléaire geben die Brennelemente in Reaktor 1 eine Wärmeleistung von 2,5 Megawatt und in den Reaktoren 2 und 3 von 4,2 Megawatt ab. Dies würde ausreichen, um 95 bzw. 160 Tonnen Wasser pro Tag verdampfen zu lassen,[277] und benötigt eine andauernde Kühlung mit rund 150 bis 200 Tonnen Wasser pro Reaktor und Tag.
- Die Zahl ausländischer Besucher in Japan ging in der zweiten Märzhälfte um 75 Prozent gegenüber dem Vorjahr zurück.[278]

## April 2011
Mit der Wiederherstellung der Stromversorgung ist wieder ein wenig Normalität im Kraftwerk eingekehrt. Die Arbeiter sind nicht mehr bei Dunkelheit oder dürftiger Notbeleuchtung unterwegs, und einzelne Systeme sind wieder in einem stabilen Zustand. Die Kühlkreisläufe der Reaktoren und Abklingbecken von Block 1 bis 4 konnten aber nicht wie erhofft instand gesetzt werden, weil das radioaktive Abwasser in den Turbinenhäusern im Weg steht. Stattdessen wird die Behelfskühlung zur Routine, nur hin und wieder unterbrochen durch Nachbeben oder kleinere Reparaturen an der Pumptechnik. Teile des hoch kontaminierten Wassers sickern ins Meer.

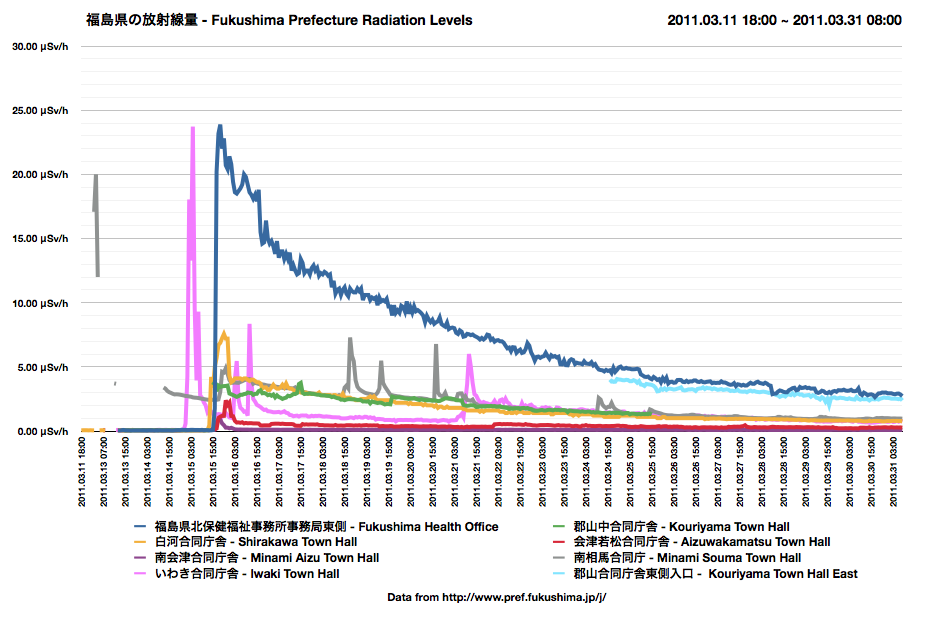
Strahlungsmesswerte aus der Präfektur Fukushima, März 2011

Die Reaktorkerne von Block 2 und 3 scheinen nun allmählich abzuklingen und abzukühlen, was sich allerdings noch lange hinziehen wird. Nur Reaktor 1, bei dem die Kühlung zuerst ausfiel, ist nach wie vor instabil (→ siehe Strahlungsmesswerte in den Reaktoren).
Die Emission radioaktiver Stoffe in die Luft hat nachgelassen, aber die Orte im Umkreis von Fukushima I sind zu hoch kontaminiert, als dass die Bewohner dorthin zurückkehren könnten. Im Gegenteil: Beobachter wie die Internationale Atomenergie-Organisation und Greenpeace raten Japan dazu, die Evakuierungszone um das Kraftwerk auszuweiten.
Die Arbeiter und Hilfskräfte im Kraftwerk sind nach wie vor unter schwierigen Bedingungen tätig. Vor allem durch die Explosion von Block 3 wurden hoch radioaktive Trümmer auf dem Gelände verteilt, so dass gefährliche Hot Spots entstanden sind. Die Luft auf dem Gelände ist kontaminiert. Trotz Schutzkleidung und Atemschutzmasken haben schon mindestens 102 Arbeiter Strahlungsdosen und Kontaminationen mit einer Entsprechung von über 100 Millisievert (mSv) erhalten, davon acht über 250 mSv. 100 mSv pro Jahr war der alte Grenzwert für Arbeiter in japanischen Atomkraftwerken in Notfallsituationen, bis zur Heraufsetzung auf 250 mSv am 15. März 2011.
Außerhalb der Arbeitszeit sind die Mitarbeiter und Hilfskräfte nun im J-Village untergebracht, einem von Tepco finanzierten Sport- und Ausbildungszentrum in Naraha, 20 Kilometer südlich von Fukushima I. Dort hat der Kraftwerksbetreiber sein Hauptquartier für das Katastrophenmanagement eingerichtet.

### 1. bis 7. April (vierte Woche)
1. April
- Die behelfsmäßige Kühlung wird auch im April weiter fortgesetzt – jetzt nur noch mit Süßwasser, nachdem zum 1. April auch die Kühlung des Abklingbeckens von Block 1 auf Süßwasser umgestellt ist.[221] 133 Liter Wasser pro Minute werden in den Druckbehälter von Reaktor 1 gepumpt; bei Reaktor 2 und 3 sind es 150 beziehungsweise 116 Liter pro Minute.[285] Die Wassermengen sind so gewählt, dass etwas mehr eingespeist wird, als zur vollständigen Wärmeabfuhr durch Verdampfung benötigt wird.[286][23] Auf das Abklingbecken von Block 4 werden fast täglich um die 150 Tonnen Wasser mit einer Betonpumpe gesprüht. Bei den Abklingbecken von Block 1 und 3 sind es jeweils etwa 100 Tonnen Wasser im Abstand von mehreren Tagen. In das Becken von Block 2 wird im Abstand mehrerer Tage Wasser über die reguläre Kühlleitung mit einer Behelfspumpe eingespritzt.[270]
- Der Kraftwerksbetreiber sucht neue Mitarbeiter, die für kurze Zeit in hoch kontaminierten Bereichen tätig werden, und bietet umgerechnet bis zu 3.500 Euro Lohn pro Schicht.[287]

2. April
- Die Probleme mit Reaktor 1 sind nach wie vor ungelöst; Strahlung und Temperatur sind in den letzten Tagen wieder angestiegen (siehe Tabelle der Strahlungswerte in den Reaktoren 1 bis 3).

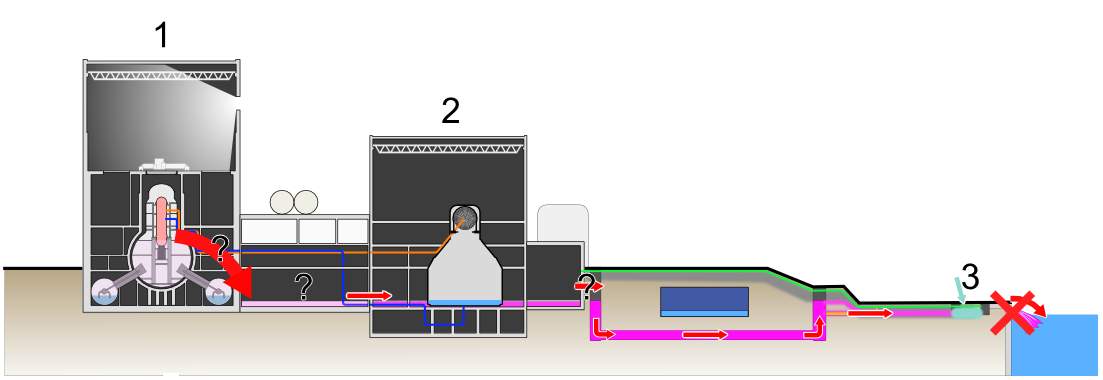
Möglicher Weg des Wassers aus dem Reaktorgebäude (1) durch das Turbinenhaus (2) bis in den Kabelschacht (3)

- Aus einem ca. 20 Zentimeter langen Riss in einem Kabelschacht an Reaktorblock 2 fließt stark radioaktiv kontaminiertes Wasser ins Meer. Im Kabelschacht sei eine Strahlung von über 1000 Millisievert pro Stunde gemessen worden[288] (1000 mSv/h ist das obere Limit der vorhandenen Messgeräte[289]). Die Radioaktivität im Wasser des nahegelegenen Wassereinlasses von Block 2 liegt nun beim 7,5-millionenfachen der gesetzlichen Grenzwerte für Meerwasser. Ein erster Versuch, das Leck mit Beton zu verschließen, schlägt fehl.[290]
- Nach Aussage des Gesundheitsministeriums kann das Leitungswasser in allen japanischen Gemeinden wieder bedenkenlos getrunken werden. Die Wasserkontamination in Iitate müsse allerdings weiter beobachtet werden.[291]
- Die Stadt Shizuoka stellt Tepco eine schwimmende Plattform zur Verfügung, die 18.000 Tonnen Wasser speichern kann. Sie war ursprünglich für einen experimentellen Wasserflugplatz gebaut worden und soll nun zur Lagerung radioaktiven Abwassers dienen.[292]

3. April
- Die zwei seit dem Erdbeben vermissten Arbeiter (siehe 11. März) sind im Keller des Turbinengebäudes von Block 4 tot aufgefunden worden.[293]
- Auch mit einer Mischung aus Superabsorber (welcher wegen seiner Wasseraufnahmefähigkeit vor allem in Windeln verwendet wird), Sägemehl und zerkleinertem Zeitungspapier gelingt es Tepco nicht, das Leck an Block 2 zu verschließen.[294]

4. April
- Durch die andauernde Behelfskühlung haben sich in den Untergeschossen der Turbinengebäude von Block 1 bis 4 schätzungsweise 60.000 Tonnen radioaktives Abwasser angesammelt. Der Boden des Kraftwerksgeländes ist inzwischen so mit kontaminiertem Wasser durchtränkt, dass es bis in die Gebäude der einen Kilometer entfernten Reaktorblöcke 5 und 6 dringt.[295][296]
- Tepco beginnt, 11.500 Tonnen kontaminiertes Wasser mit einer Radioaktivität von etwa 14.000 Becquerel pro Liter ins Meer abzupumpen, um Platz im Abfalllager für das wesentlich höher belastete Wasser aus den Turbinengebäuden zu schaffen und Block 5 und 6 wieder trockenzulegen.[295][297]
- Tepco führt erstmals Messungen im Meerwasser 15 Kilometer vor dem Kraftwerk durch (bislang wurde nur entlang der Küste gemessen) und findet dort eine Konzentration an radioaktivem 131I, die beim Fünffachen des gesetzlichen Grenzwerts liegt. Die 137Cs-Konzentration liegt etwas unterhalb des Grenzwerts.[298]
- Das japanische Gesundheitsministerium beginnt damit, die Verkaufsverbote für Lebensmittel zu differenzieren. Es soll nur noch der Verkauf aus Stadtgebieten mit hoher Strahlenbelastung und von Produkten mit Grenzwertüberschreitungen eingeschränkt bleiben.[299]
- Die Präfektur Fukushima lässt industrielle Exportgüter auf radioaktive Kontamination testen, um die Bedenken der Käufer zu zerstreuen.[166]

5. April

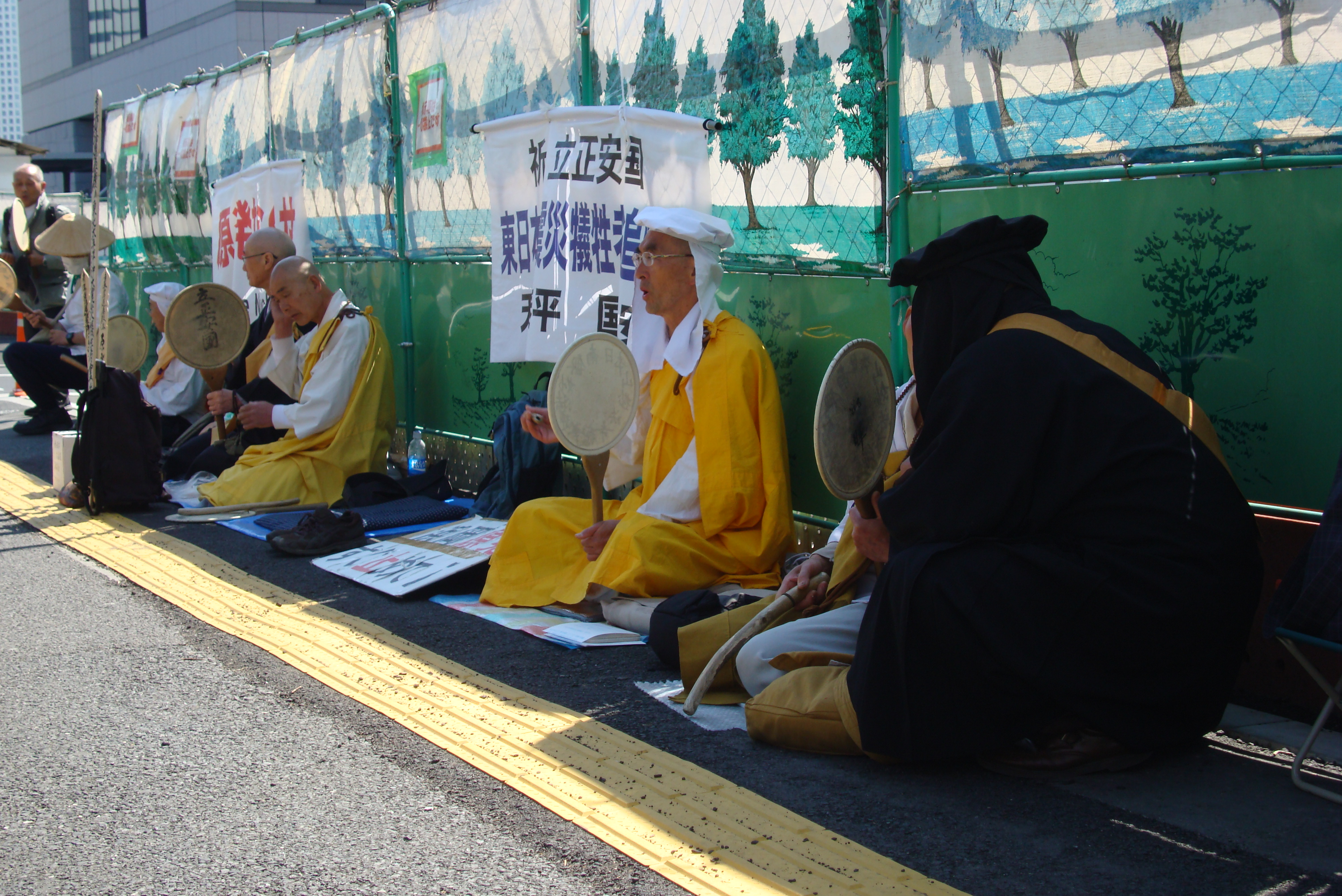
Buddhistische Mönche des Nipponzan-Myōhōji protestieren hinter dem japanischen Parlament gegen Atomkraft.

- Die Präfektur Ibaraki erlässt ein Fangverbot für Sandaale, nachdem in vor der Küste von Ibaraki gefangenen Sandaalen eine höher als gesetzlich erlaubte Konzentration an radioaktivem Caesium nachgewiesen wurde.[300]
- Nach Schätzungen der Nuklearsicherheitskommission der japanischen Regierung (NSC) ist die Freisetzung radioaktiver Stoffe von durchschnittlich mehreren zehntausend Terabecquerel (Billionen Becquerel, TBq) pro Tag im März auf nun 154 TBq pro Tag zurückgegangen.[60]

6. April

Nuklidkonzentrationen im Wassereinlass von Block 2, 2. April bis 15. Juni 2011

- Mit einem Dichtmittel auf Wasserglas-Basis kann das Leck bei Reaktorblock 2 endlich verschlossen werden. Sicherheitshalber spritzt man noch weitere sechs Kubikmeter davon in den Boden rund um den Schacht.[301][302] Der Austritt von kontaminiertem Wasser ins Meer geht jetzt deutlich zurück, aber die Messwerte des nächsten Tages im Wassereinlass von Block 2 liegen immer noch beim 63.000-fachen (131I) beziehungsweise 17.000-fachen (137Cs) der Grenzwerte.[303] Geschätzte 520 Tonnen an kontaminiertem Wasser mit einer Radioaktivität von 4700 Terabecquerel sind seit dem 1. April ins Meer geflossen.[304]
- Die Einleitung von Stickstoff in den Sicherheitsbehälter von Reaktor 1 wird vorbereitet. Damit soll einer möglichen Knallgasexplosion vorgebeugt werden.[305][306]
- Regierungssprecher Edano erklärt, dass Berufsfischer erste Schadensersatzgelder bekommen sollen.
- Japanische Behörden haben in Russland das Spezialschiff Landisch (jap. Suzuran) angefordert, das radioaktives Abwasser dekontaminieren kann.[307]
- Eine probeweise Besprühung von 600 m² des Kraftwerksgeländes mit Kunstharz beginnt. Damit sollen radioaktive Stoffe am Boden gebunden werden.[308]
- Japanische Fischer protestieren gegen das Abpumpen radioaktiven Abwassers ins Meer.[309] Die meisten Fischer in der Präfektur Ibaraki haben ihre Arbeit inzwischen eingestellt.[310]
- Russland verbietet den Import von japanischem Fisch.[278]
- Frankreich liefert unbemannte Hubschrauber zur Luftüberwachung von Fukushima I nach Japan.[311]
- Laut einem der New York Times vorliegenden, vertraulichen Bericht der US-amerikanischen Atomaufsichtsbehörde (NRC) könnten die teils mit Wasser gefüllten Sicherheitsbehälter von Reaktor 1 bis 3 nicht mehr stabil genug sein, um einem starken Nachbeben standzuhalten. Zudem bestünde die Gefahr von Wasserstoffexplosionen in den Sicherheitsbehältern, und die Kühlung der Reaktoren werde insbesondere in Reaktor 1 durch Salzablagerungen behindert. Die behelfsmäßige Kühlung müsse noch monatelang aufrechterhalten werden.[312] Die NRC nimmt auch an, dass ein Teil des geschmolzenen Kerns von Reaktor 2 aus dem Druckbehälter geflossen ist und sich am Boden des Sicherheitsbehälters angesammelt hat.[313]

7. April

Aufbau der Anlage: Wassereinlässe dunkelblau dargestellt; Block 5 und 6 im oberen (nördlichen) Bereich

- 01:31 Uhr: Beginn der Stickstoffeinleitung in den Sicherheitsbehälter von Reaktor 1.[14]
- 08:50 Uhr: Die Kontamination des Meerwassers am Wassereinlass der Reaktorblöcke 5 und 6 (im nördlichen Teil des Kraftwerksgeländes) erreicht einen Höchstwert von 110.000 Becquerel pro Liter (Bq/l) 131I und 68.000 Bq/l 137Cs. Dies entspricht ungefähr dem 3.000- beziehungsweise 750-fachen der gesetzlichen Grenzwerte für Meerwasser.[314]
- Japans Außenminister Takeaki Matsumoto kritisiert die ausländischen Medienberichte über die Nuklearunfälle in Fukushima als übertrieben und exzessiv.[315]
- Südkorea lässt aus Angst vor radioaktivem Regen einige Schulen schließen. Die Behörden empfehlen auch, von Aktivitäten im Freien abzusehen.[316]

### 8. bis 14. April (fünfte Woche)
8. April
- Toshiba unterbreitet dem Betreiber Tepco ein Angebot zur Entfernung radioaktiver Abfälle vom Fukushima-1-Gelände. Diese Arbeiten sollen 10 Jahre in Anspruch nehmen.[317]
- Nach Protesten aus Südkorea, Russland und China[318] will Tepco das Abpumpen von sogenanntem schwachradioaktivem Wasser aus dem Abfalllager des Kraftwerks in den Pazifik einstellen.
- Die Europäische Kommission gleicht die Grenzwerte für Nahrungsmittelimporte aus Japan an den japanischen Grenzwert von 500 Becquerel pro Kilogramm 134Cs und 137Cs an.[319] Damit setzt sie die erst am 25. März erhöhten Grenzwerte teilweise wieder herunter.
- Der Strahlungssensor am Druckbehälter von Block 1 zeigt einen extremen Anstieg und fällt anschließend aus (siehe Tabelle der Strahlungswerte in den Reaktoren 1 bis 3).

9. April
- Die Räumung radioaktiver Explosionstrümmer vom Gelände des Kraftwerks beginnt. Dazu werden ferngesteuerte Spezialfahrzeuge eingesetzt.[320] Mehrere Container Schutt pro Tag werden abgeräumt.[271]
- Tepco beginnt mit dem Bau einer Stahlwand vor dem Wassereinlass von Block 2, um den Austritt von kontaminiertem Wasser ins Meer (zum Beispiel durch Drainagen[295] und Schächte[321][250]) einzudämmen. Zusätzlich werden vor den Wassereinlässen der Blöcke 1 bis 4 Schlammwälle (silt curtains oder silt fences) aufgeschüttet.[322]
- China weitet sein Importverbot für japanische Nahrungsmittel von fünf auf elf Präfekturen aus, einschließlich Tokio.[323]

10. April
- Die Verklappung von radioaktivem Wasser aus Abfalllager und Drainagegruben wird nach dem Abpumpen von rund 10.400 der geplanten 11.500 Tonnen beendet.[324][297]
- Landwirtschaftsminister Michihiko Kano gibt bekannt, dass Reisbauern, die wegen der Kontaminationen nichts neu anpflanzen können, dafür voll entschädigt werden sollen.[323]
- 17.500 Menschen demonstrieren in Tokio gegen Atomenergie.[325]

11. April

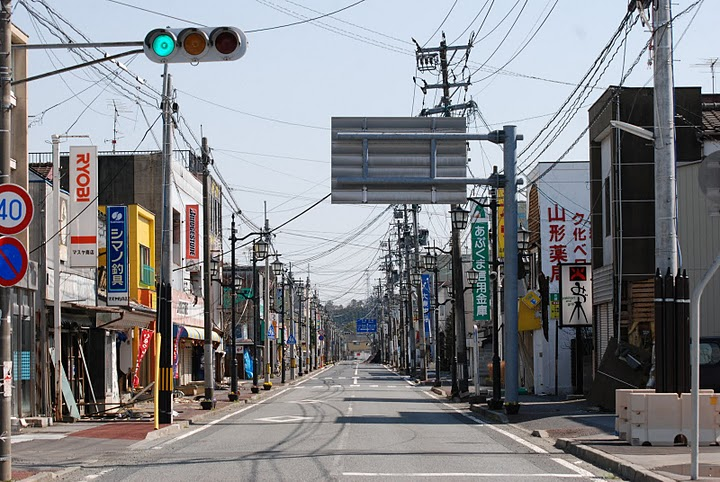
Verlassenes Stadtzentrum von Namie am 12. April

- Die japanische Regierung kündigt an, dass auch die Gemeinden Katsurao, Namie und Iitate wegen der Strahlenbelastung evakuiert werden sollen.[326] Statt des bisherigen Grenzwertes von 50 Millisievert pro Jahr werden nun 20 Millisievert pro Jahr für das Katastrophengebiet festgelegt.[93]
- Ein Nachbeben der Stärke 7,0 erschüttert die Region etwa um 15 Uhr. Der Erdstoß unterbricht die Stromversorgung für die Kühlung der Reaktoren 1 bis 3 für 50 Minuten, aber es kommt zu keinen weiteren Schäden im Kraftwerk.[327]

12. April
- Japans Atomsicherheitsbehörde NISA nimmt eine Abschätzung der Menge freigesetzter radioaktiver Stoffe vor und erhöht auf dieser Grundlage die INES-Einstufung der Unfälle in Block 1 bis 3 von 5 auf 7 („katastrophaler Unfall“).[328]

- Die japanische Regierung bereitet die Evakuierung der Orte Katsurao, Namie und Iitate sowie von Teilen von Kawamata und Minamisōma vor, die besonders hoch radioaktiv kontaminiert sind.[329]
- Ein japanisches Bankenkonsortium stellt dem Kraftwerksbetreiber Tepco umgerechnet rund 17 Milliarden Euro zur Verfügung.[330] Die japanische Regierung denkt darüber nach, das Kernkraftwerk Fukushima I zu verstaatlichen, weil Tepco die Folgekosten der Katastrophe wohl nicht alleine tragen kann.[331]
- Der japanische Kraftwerksbetreiber Kyushu Electric friert seine Planung für den Bau eines neuen Atomkraftwerks in der Präfektur Kagoshima ein.[332]
- Die philippinische Regierung ordnet die Rückführung aller ihrer Staatsbürger aus dem Umkreis von 50 Kilometern um Fukushima I an. Nur mit Japanern verheiratete Philippiner durften auf Wunsch dort bleiben.[333]

13. April

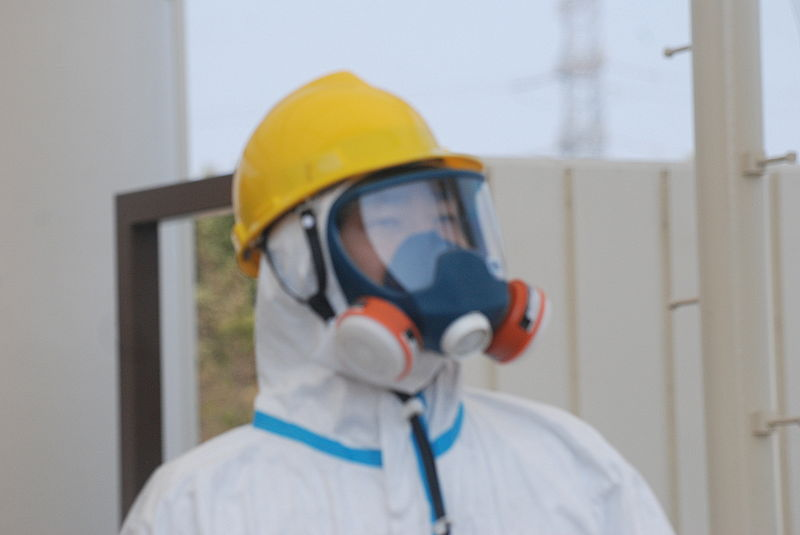
Mitarbeiter am Haupttor von Fukushima 1

- Das für die Umweltüberwachung zuständige japanische Kultus- und Technologieministerium MEXT misst im Meerwasser 30 Kilometer vor dem Kraftwerk eine 131I-Konzentration, die beim 2,2-Fachen des gesetzlichen Grenzwertes liegt.[334]
- Japans Premierminister wird mit der Aussage zitiert, die evakuierten Gebiete um das Kraftwerk würden für die nächsten 20 Jahre unbewohnbar bleiben. Nachdem dies für große Aufregung gesorgt hat, dementiert Kan, es gesagt zu haben.[335]
- Bei einem in der Präfektur Ibaraki gefangenen Fisch wird eine Belastung mit radioaktivem Caesium in Höhe des 25-Fachen des gesetzlichen Grenzwerts festgestellt.[336]
- Mit einem Verlängerungsarm an einer Betonpumpe führt Tepco Messungen im Abklingbecken von Block 4 durch. Es werden ungewöhnlich hohe Konzentrationen von 131I, 134Cs und 137Cs festgestellt (→ siehe Wassermessungen in den Abklingbecken), was auf einige beschädigte Brennstäbe hindeutet. Die Wassertemperatur beträgt 90 °C.[337][338]
- Das Abpumpen des hoch kontaminiertem Wassers aus dem Turbinengebäude von Block 2 beginnt. Zunächst wird Wasser aus einem angeschlossenen Tunnel in einen Kondensatortank des Turbinengebäudes gepumpt.[334]

14. April
- 12:20 Uhr: Der Schlammwall vor dem Wassereinlass von Block 2 ist fertiggestellt.[221]
- Tepco deponiert zehn mit je 100 Kilogramm Zeolithen gefüllte Sandsäcke an den Meerwassereinlässen des Kraftwerks. Sie sollen einen Teil der freigesetzten radioaktiven Stoffe binden.[339][340]
- Die japanische Regierung verbietet den Verkauf von Shiitake-Pilzen aus dem östlichen Teil der Präfektur Fukushima.[338]
- Südkorea verhängt ein Importverbot für sämtliche Lebensmittel aus 13 der 47 japanischen Präfekturen.[341]
- Das Energieministerium der Vereinigten Staaten liefert Edelstahltanks nach Fukushima I, damit dort mehr radioaktives Wasser gelagert werden kann.[342]

### Mitte April
Der Fokus in Fukushima liegt jetzt beim Kampf gegen das radioaktive Abwasser. Im Keller der Turbinenhäuser verhindert es nach wie vor Arbeiten an den elektrischen Systemen; im Meer gefährdet es Lebewesen und belastet die japanische Fischerei und sogar die Schifffahrt. Tepco versucht, der Probleme mit einer Reihe technischer Maßnahmen Herr zu werden. Gleichzeitig beginnt man auch mit ersten Sicherungsmaßnahmen gegen die Kontamination des Geländes.
Landseitig ist die Lage inzwischen übersichtlich genug, um genauere Entscheidungen zu den Strahlungsrisiken im Umfeld des Kraftwerks zu treffen. An manchen Orten werden Warnungen und Verbote für Lebensmittel oder Schutzmaßnahmen aufgehoben, an anderen werden sie ausgeweitet.
Aus den internationalen Schlagzeilen ist das Thema „Fukushima“ mittlerweile verschwunden. Nur die Hochstufung auf INES 7 sorgt noch einmal kurz für Aufmerksamkeit. China beschwert sich über die japanische Informationspolitik, und Regierungssprecher Edano sieht sich sogar genötigt darauf hinzuweisen, dass sich durch die Einstufung als „katastrophaler Unfall“ nichts an der Situation und an ihrer Handhabung geändert habe.

### 15. bis 21. April (sechste Woche)
15. April
- Tepco wird dazu verpflichtet, Vorab-Entschädigungen an die evakuierten Menschen zu zahlen. Einpersonenhaushalte erhalten umgerechnet 6.350 €, Mehrpersonenhaushalte 8.300 €.[343]
- Die US-amerikanische Investmentbank JP Morgan schätzt die zu erwartenden Schadensersatzzahlungen auf rund 24 Milliarden US-Dollar (18 Mrd. €), Merrill Lynch im Fall einer andauernden Krise sogar auf 130 Milliarden Dollar (90 Mrd. €).[344]
- Die USA bestätigen ihre 80-Kilometer-Sicherheitszone um das Kraftwerk, ziehen aber ihre allgemeine Ausreiseempfehlung vom 17. März zurück.[345]

16. April

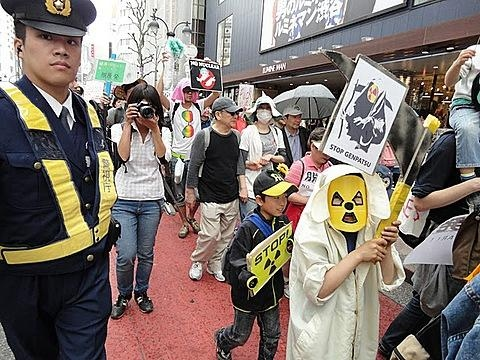
Anti-Atomkraft-Demonstration am 16. April in Tokio

- An den Fukushima-1-Reaktoren und -Abklingbecken sollen neue Kühlsysteme gebaut werden, die mit einem geschlossenen Kreislauf arbeiten und radioaktive Stoffe ausfiltern. Dadurch würde kein weiteres radioaktives Abwasser mehr entstehen.[346][347]
- Die Europäische Union legt einen Strahlungsgrenzwert für Frachtschiffe fest. Demnach sind Schiffe zu dekontaminieren, wenn eine Dosisleistung über 0,0003 Millisievert pro Stunde festgestellt wurde.[339]

17. April
- Tepco gibt eine „Roadmap“ bekannt: Innerhalb von drei bis sechs Monaten will man die Freisetzung von Radioaktivität in den Griff bekommen; danach soll mit der Dekontamination von Wohngebieten in der Evakuierungszone begonnen werden.[279]
- Tepco misst im Abklingbecken von Reaktorblock 2 eine sehr hohe Konzentration von radioaktiven 137Cs. Sie liegt ungefähr beim 500.000-fachen des Normalwertes[348] und deutet zunächst auf stark beschädigte Brennstäbe hin. Spätere Untersuchungen kommen zu dem Schluss, dass die Brennelemente wahrscheinlich intakt sind und das radioaktive Material aus Emissionen des Reaktors stammte.[24]

18. April
- Der Schlammwall und die Stahlwand vor dem Wassereinlass von Block 2 verringern den Austritt radioaktiver Stoffe ins Meer auf ein Viertel. Die zulässigen Grenzwerte werden außerhalb der Absperrung aber immer noch um Faktor 200 (137Cs) bis 6.500 (131I) überschritten.[349]
- 24 Kubikmeter Wasserglas-Abdichtmittel werden in einen Kabelschacht an Block 2 geschüttet, um das Aussickern von kontaminiertem Wasser ins Meer weiter einzudämmen.[350]
- Die NISA geht nun offiziell davon aus, dass in den Reaktoren 1, 2 und 3 eine teilweise Kernschmelze stattgefunden hat.[351]
- Die japanische Regierung verbietet den Verkauf von Shiitake-Pilzen aus der Gegend um die Stadt Fukushima.[352]
- Tepco erkundet Teile der Reaktorgebäude 1 bis 3 mit ferngesteuerten Robotern des Typs PackBot, da das Betreten für Menschen wegen der immer noch recht hohen Strahlungswerte (ca. 10 bis 60 Millisievert pro Stunde) zu gefährlich ist.[353][354] Die Roboter wurden vom US-Kernforschungszentrum Idaho National Laboratory für diesen Zweck umgerüstet.[355]
- Der Kraftwerksbetreiber entnimmt Bodenproben in der Nähe der Reaktorblöcke, die auf radioaktives Strontium untersucht werden sollen.[356]

19. April
- Im Untergeschoss des Turbinengebäudes von Reaktorblock 2 haben sich 25.000 Tonnen extrem hoch kontaminiertes Wasser angesammelt.[357] Tepco beginnt, 10 Kubikmeter pro Stunde ins Abfalllager abzupumpen.[357][358]
- Tepco beauftragt den französischen Nukleartechnikkonzern Areva mit dem Bau einer Anlage zur chemischen Dekontamination von Wasser in Fukushima I. Die Anlage soll 1.200 Tonnen Abwasser pro Tag verarbeiten.[359]
- Der Meinungsforschungsverbund Gallup International Association veröffentlicht die Ergebnisse einer Umfrageserie zum Thema Kernenergie, die vom 20. März bis zum 9. April in 47 Ländern durchgeführt wurde. Demnach ist der weltweite Anteil der Kernenergie-Befürworter von 57 auf 49 Prozent zurückgegangen, während der Anteil der Atomkraftgegner von 32 auf 43 Prozent anstieg. In Japan fiel die Zustimmung von 62 auf 39 Prozent – stärker als in jedem anderen Land –, während die Ablehnung von 28 auf 47 Prozent zunahm.[360]

20. April
- Da trotz Warnungen der Regierung immer noch Menschen innerhalb der 20-Kilometer-Evakuierungszone leben beziehungsweise in ihre Wohnungen dort zurückkehren, soll das Betreten der Zone per Gesetz verboten werden.[361]
- Die Internationale Atomenergie-Organisation (IAEO) kündigt an, ein Expertenteam nach Fukushima zu entsenden, das die Ursachen der Nuklearunfälle und die anschließenden Sicherheitsmaßnahmen untersuchen soll.[359]
- In der Muttermilch einer Frau in Kashiwa in der Präfektur Chiba wurde eine 131I-Konzentration von 36 Bq/kg gemessen. Radioaktives Caesium war nicht nachweisbar. Die 131I-Konzentrationen in der Milch von drei weiteren untersuchten Frauen war geringer. Der japanische Grenzwert für Säuglingsnahrung liegt bei 100 Bq/kg.[362]

21. April
- 11:00 Uhr: Der japanische Premierminister ordnet die Einrichtung der 20-Kilometer-Sperrzone um Fukushima I an.[363]
- Nach Aussage eines Tepco-Offiziellen könnte in Reaktor 1 eine Kernschmelze in Gang sein.[364]

### 22. bis 28. April (siebte Woche)
22. April

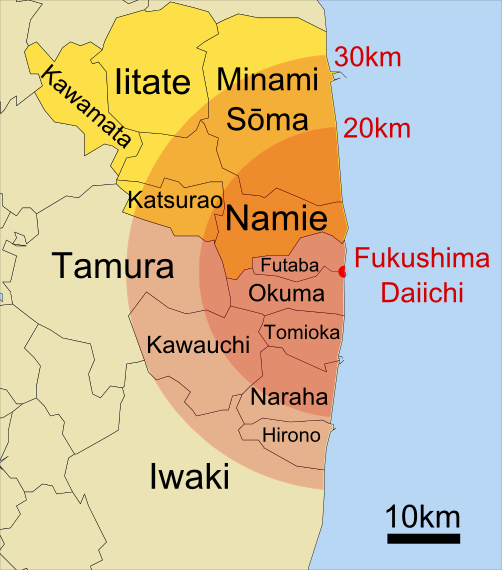
Evakuierungszonen um das Kraftwerk

- 00:00 Uhr: Die 20-Kilometer-Sperrzone um das Kraftwerk tritt in Kraft. 27.000 Haushalte in neun Gemeinden sind davon betroffen. Nur eine Person pro Haushalt darf noch einmal für höchstens fünf Stunden an ihren Wohnort zurückkehren.[358][365]
- Die Regierung ordnet die Evakuierung von Katsurao, Namie und Iitate sowie von Teilen von Kawamata und Minamisōma an. Spätestens bis Ende Mai müssen die Einwohner die Orte verlassen haben.[366]
- 09:44 Uhr: Der Premierminister hebt die Anweisung an die übrigen Bewohner in Entfernungen von 20 bis 30 Kilometer vom Kraftwerk, in ihren Häusern zu bleiben, auf. Stattdessen soll dort je nach örtlicher Lage entschieden werden, wie die Anwohner sich zu verhalten haben.[367]
- Der Versandstopp (suspension of shipment) für Gemüse aus verschiedenen Orten in der Präfektur Chiba wird aufgehoben.[368]
- Die probeweise Besprühung von Teilen des Kraftwerksgelände mit Kunstharz zum Binden radioaktiver Partikel wird auf Flächen von insgesamt 6400 Quadratmetern ausgeweitet.[369] Dies entspricht ungefähr 0,2 Prozent des gesamten Kraftwerksgeländes.
- Der Gouverneur der Präfektur Fukushima, Yūhei Satō, möchte Tepco auf gar keinen Fall eine Wiederinbetriebnahme des Kraftwerks Fukushima I erlauben.[370]

23. April
- Der Sicherheitsbehälter von Reaktor 1 und später auch von Reaktor 3 soll allmählich ganz mit Wasser aufgefüllt werden, um den Reaktorkern besser kühlen zu können. Die NISA hat Bedenken, dass die Sicherheitsbehälter dadurch instabiler und anfälliger für weitere Erdbeben werden.[282][144] Die Sicherheitsbehälter sind nicht für das Füllen mit Wasser vorgesehen.
- Laut Medienberichten erwägt Tepco, in das Erdreich um das havarierte Kraftwerk eine Mauer einzulassen, um den Austritt kontaminierten Wassers einzudämmen. Die Mauer müsste 15 (oder 46?[371]) Meter tief sein, um mit der Gesteinsschicht unter dem Kraftwerksgelände abzuschließen.[372]
- Nun wird auch der besonders hoch kontaminierte Schutt um Reaktorblock 3 mit unbemannten Räumfahrzeugen beseitigt.[282] Es gibt Hot Spots mit Belastungen von bis zu 900 Millisievert pro Stunde (mSv/h).[373]

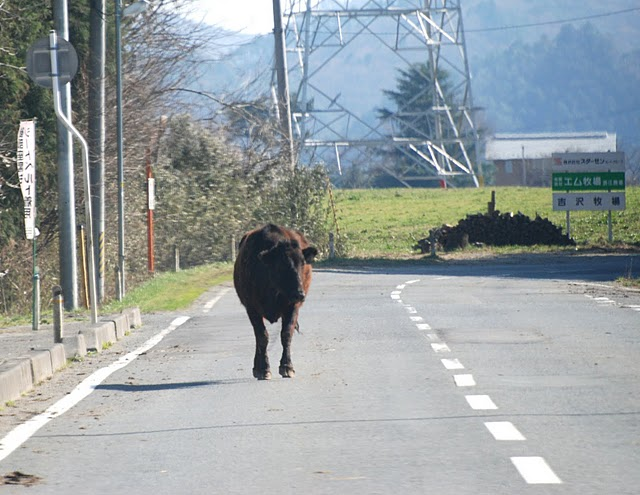
Freigelassene Kuh in Namie (12. April)

- Die Regierung beabsichtigt, Tepco finanziell zu unterstützen, soweit das Unternehmen die Kosten der Nuklearkatastrophe nicht alleine tragen kann.[374]
- Bei der Evakuierung des Gebiets um Fukushima I wurden in landwirtschaftlichen Betrieben rund 3.000 Kühe, 30.000 Schweine und 600.000 Hühner unbetreut zurückgelassen. Ein Veterinär hat verschiedene Ställe besichtigt und festgestellt, dass fast alle Hühner und die meisten Schweine und Milchkühe in Ställen ohne automatische Fütterungseinrichtungen verendet sind.[282]

24. April
- Bis Anfang Juni will Tepco Tanks mit 31.400 Tonnen Speicherkapazität für radioaktives Abwasser auf dem Gelände errichten. Soweit nötig, sollen in jedem der nachfolgenden Monate Tanks für weitere 20.000 Tonnen hinzu kommen.[373]
- Der Kraftwerksbetreiber merkt, dass er sich am 16. März beim Anteil der beschädigten Brennstäbe im Reaktorkern von Block 1 bis 3 verrechnet hat.[375]

25. April
- Nach Schätzungen der NSC ist die Freisetzung radioaktiver Stoffe innerhalb der letzten drei Wochen auf ein Sechstel (nun ca. 24 Terabecquerel pro Tag) zurückgegangen.[60]
- Tepco hat Radioaktivitätskarten aus der Zeit seit dem 23. März veröffentlicht, die detailliert die Ortsdosisleistung an verschiedenen Punkten des Kraftwerksgeländes zeigen. Sie dienen vor allem zur Orientierung der Arbeiter.[376][377][378]

26. April
- Umstellung der Wassereinspeisung in das Abklingbecken von Block 3 von Betonpumpe auf eine reguläre Einspritzleitung (fuel pool coolant clean-up system)[379]
- Der Wasserstand im Turbinenkeller von Block 3 und 4 steigt weiter.[60]
- Roboter messen an einzelnen Stellen in Reaktorgebäude 1 Dosisleistungen von bis zu 1120 Millisievert pro Stunde.[380]
- In den letzten Wochen hatten Bergungseinheiten Stück für Stück auch die Evakuierungszone um das Kraftwerk nach Erdbebenopfern durchsucht. Nun sind Polizisten mit ihrer Suche in Futaba angekommen, dem Ort, der als Erster teilevakuiert wurde und dessen Wohnsiedlungen am nächsten an das Kraftwerk heranreichen.[60][52]

27. April
- Tepco hat nochmal nachgerechnet: Die Brennstäbe in Reaktor 1 seien nicht zu 70, sondern zu 55 Prozent beschädigt. In Reaktor 2 seien es 35 statt 30 Prozent, und in Reaktor 3 30 statt 25 Prozent.[160] Sowohl die alten als auch die neuen Zahlen werden sich bald als viel zu niedrig erweisen.[41][381]

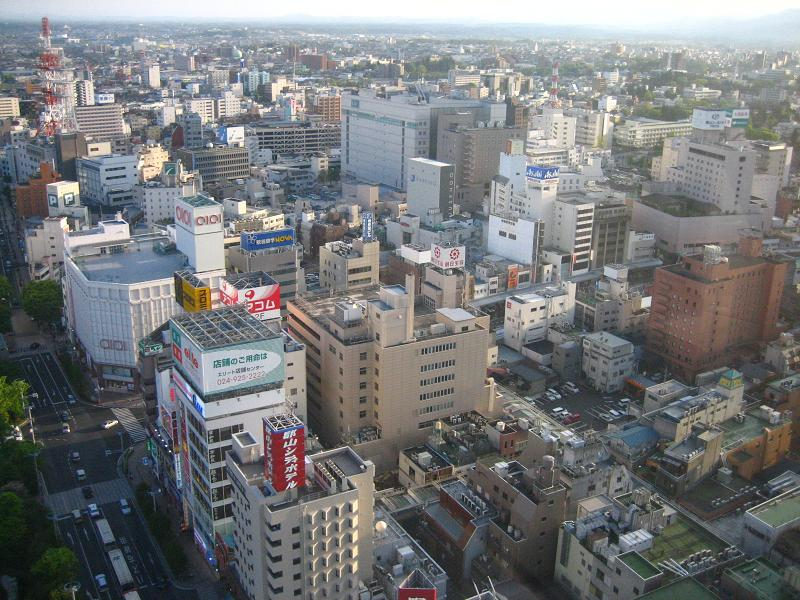
Stadtzentrum von Kōriyama (2007)

- Das Besprühen des Bodens mit Kunstharz konnte wie erhofft radioaktiven Staub binden und wird nun auf eine Fläche von einem halben Quadratkilometer ausgedehnt, einem Siebtel des gesamten Kraftwerksgeländes. Eine Million Kubikmeter der Chemikalie sollen nun mit ferngesteuerten Fahrzeugen verteilt werden.[144]
- In der 340.000-Einwohner-Stadt Kōriyama, 60 Kilometer westlich des Kraftwerks, wird in Schulen und Kindergärten die kontaminierte Oberfläche des Bodens abgetragen.[144]
- Verkaufs- und Verzehrverbote für Gemüse aus bestimmten Bezirken der Präfektur Fukushima sowie aus der Präfektur Tochigi werden aufgehoben.[382]

28. April
- In Block 1 bis 4 stehen nun 87.500 Tonnen radioaktives Wasser; bis zum Jahresende können es nach Tepco-Schätzungen 200.000 Tonnen werden. Ab Anfang Juni sollen 1.200 Tonnen pro Tag mit der Areva-Anlage (siehe 19. April) aufbereitet werden.[383]
- Tepco hat nochmal nachgedacht und sagt nun, dass das Abklingbecken von Block 4 vermutlich kein Leck hat.[383]
- Nach wie vor werden bei Lebensmitteln in der Präfektur Fukushima Überschreitungen des gesetzlichen Grenzwertes von 500 Becquerel pro Kilogramm (Bq/kg) gemessen. Spinat aus dem Dorf Ōtama, 60 Kilometer westlich von Fukushima I, strahlt mit 900 Bq/kg; in Tamura, 40 Kilometer westlich des Kraftwerks, sind es 510 Bq/kg.[383]

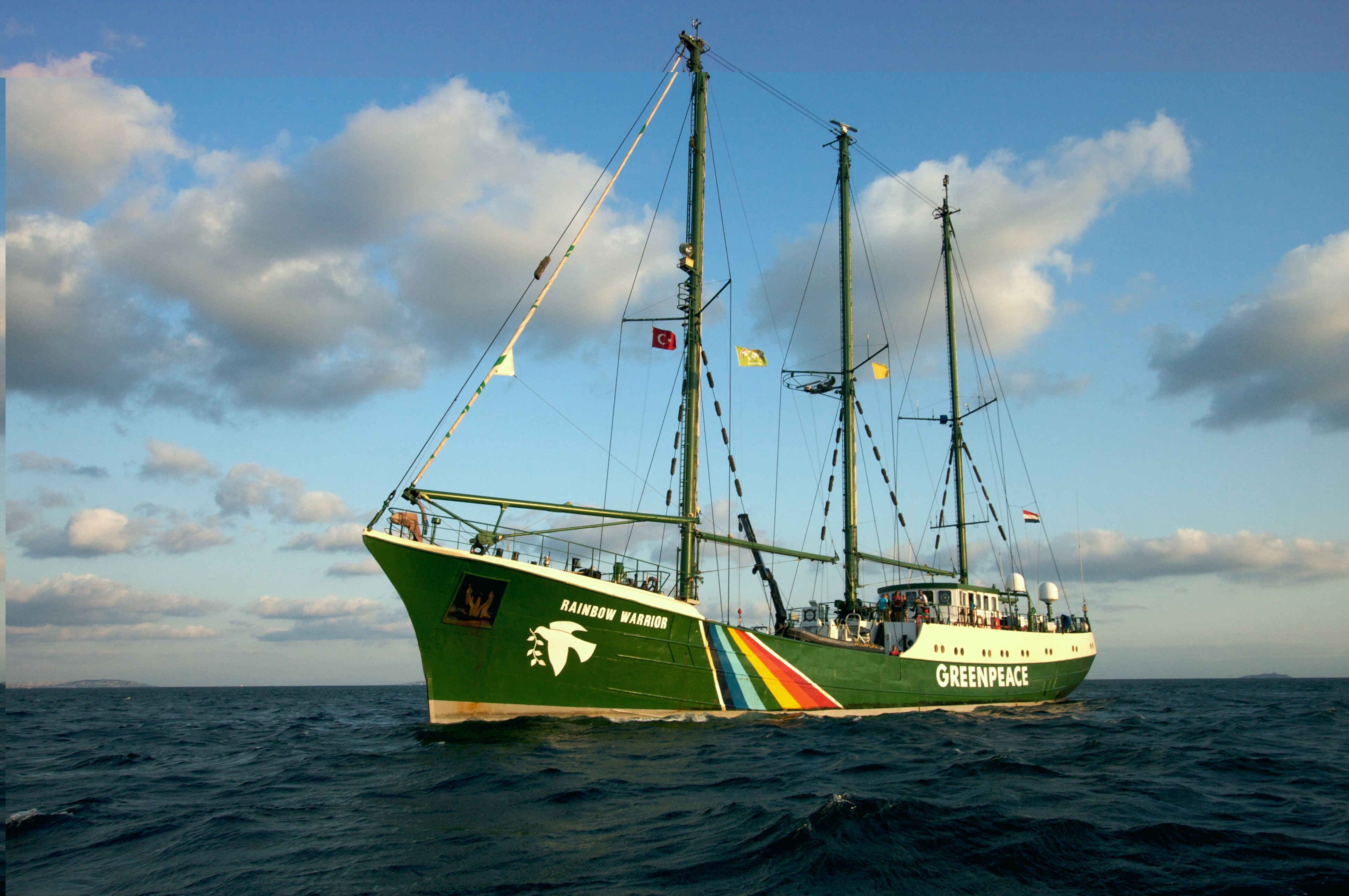
Die Rainbow Warrior II von Greenpeace (Foto von 2009) trifft am 28. März in Japan ein, um das Meer zu untersuchen.

- Das japanische Landwirtschaftsministerium verweigert der Umweltschutzorganisation Greenpeace Messungen der radioaktiven Kontamination von Meer und Meerestieren innerhalb der Zwölf-Meilen-Zone vor der japanischen Küste. Außerhalb dieser Zone darf Greenpeace tätig werden.[384]

### 29. bis 30. April (achte Woche)
29. April
- Tepco versucht, das Kraftwerk provisorisch mit einem mehrere Meter hohen Damm aus Sandsäcken gegen mögliche weitere durch Nachbeben ausgelöste Tsunamis zu schützen. Bis Mitte Juni soll er durch einen ebenfalls provisorischen, zwölf Meter hohen Wellenbrecher-Damm aus Gabionen ersetzt werden.[385][386]
- Eine Regierungskommission bestätigt, dass Tepco die Evakuierungskosten und die wirtschaftlichen Verluste aus Verboten und freiwilligen Einschränkungen des Verkaufs von landwirtschaftlichen und Fischereiprodukten zu tragen hat.[387]
- Toshiso Kosako, Professor in der Abteilung für Nukleartechnik der Universität Tokio,[388] tritt nach sechs Wochen von seinem Amt als wissenschaftlicher Berater der japanischen Regierung in Nuklearfragen zurück. Die Regierung habe seinen Rat ignoriert, rette sich bei der Nuklearkrise nur mit Notlösungen und Provisorien über die Zeit und halte sich dabei teils nicht an geltende Gesetze.[389] Die Regierung halte auch weiterhin Ergebnisse der computergestützten Kontaminationsprognosen zurück (siehe 16. März). Besonders deutlich kritisiert Kosako die Absicht des Erziehungsministeriums, für Kindergärten und Schulen in der Präfektur Fukushima keinen niedrigeren Grenzwert als die im gesamten Katastrophengebiet gültigen 20 Millisievert pro Jahr festzulegen.[390] Nach Aussage des Premierministers hatte es Meinungsverschiedenheiten zwischen Kosako und anderen Wissenschaftlern gegeben.[386]
- Die Behörden der Präfektur Fukushima lassen zurückgelassene Haustiere aus der Evakuierungszone einsammeln. Ihre Fotos und Daten werden ins Internet gestellt, um ihre Besitzer ausfindig zu machen.[391]
- Die deutsche Botschaft ist wieder aus Osaka nach Tokio zurückgekehrt.[392]

30. April
- Nach Ansicht von Tepco-Vizepräsident Norio Tsuzumi wurde die Nuklearkatastrophe im Wesentlichen von Menschen und nicht durch Naturgewalt verursacht.[386]

## Mai 2011

Meerwasserkontamination mit ^{137}Cs vom 21. März bis zum 5. Mai (Quelle: GRS)

Das drängendste Problem – der Austritt von kontaminiertem Wasser ins Meer – scheint weitgehend gelöst zu sein: Im Meer am südlichen und nördlichen Bereich des Kraftwerks ging die Überschreitung des gesetzlichen Grenzwerts für 137Cs innerhalb eines Monats vom etwa 100- bis 500-Fachen auf das Einfache oder weniger zurück (siehe Grafik), obwohl die entsprechenden Werte des in Block 1 bis 3 produzierten Abwassers weiter zunahmen (→ siehe Messwerte in den Drainageschächten). Auch die 134Cs- und 131I-Konzentrationen haben sich den Grenzwerten angenähert. Offenbar sind die Abdichtungs- und Eindämmmaßnahmen erfolgreich.
Aus den Kellern und Tunneln der Turbinengebäude wird Schritt für Schritt Wasser in Tanks und ins Abfalllager abgepumpt, mit mäßigem Erfolg.
Nach wie vor instabil scheint der Zustand von Reaktor 1 zu sein: Die Messgeräte zeigen für Teile des Druckbehälters seit einem Monat einen stetigen und unkontrollierten Anstieg. Daher greift man nun notgedrungen zu riskanteren Maßnahmen, um den Reaktor besser zu kühlen. Zusätzlich wird die Installation eines neuen Kühlkreislaufs vorbereitet.
Für die von der Katastrophe Geschädigten beginnt das Warten auf eine finanzielle Entschädigung. Tepco hat eine Abteilung eingerichtet, die die Betroffenen beraten soll, aber an einem Callcenter für telefonische Anfragen arbeitet man noch. Bis die tatsächlichen Verhandlungen über die Höhe der Zahlungen beginnen, wird es noch Monate dauern. Die Regierung besteht darauf, dass Tepco sich nicht auf höhere Gewalt berufen kann, weil dem Unternehmen der unzureichende Schutz der Anlage gegen Tsunamis bekannt gewesen sei.

### 1. bis 5. Mai
1. Mai
- 1000 Arbeiter von Tepco und andere Firmen sind jetzt auf dem Kraftwerksgelände tätig; weitere sollen hinzukommen.[386]
- Nachdem Tepco die in Reaktor 3 eingespeiste Wassermenge etwas reduziert hat, beginnt die Reaktortemperatur plötzlich zu steigen. Nun wird die Wassermenge wieder schrittweise erhöht (→ siehe Mengen an eingespeistem Kühlwasser).
- Die Verbindungsschächte zu den Wartungstunneln an Turbinengebäude 2 werden mit Beton verschlossen, um den Abwasseraustritt weiter einzudämmen.[386][398]
- 220 Tepco-Aktionäre [Größe des Aktienanteils?] wollen in der Hauptversammlung Ende Juni die Stilllegung aller Tepco-Kernkraftwerke verlangen.[399] Von den drei Atomanlagen Fukushima I, Fukushima II und Kashiwazaki Kariwa ist zurzeit nur Letztere in Betrieb.[400]

2. Mai
- Am Reaktorgebäude 1 wird ein Luftfiltersystem installiert, um radioaktive Partikel zu entfernen. So soll das Gebäude auch wieder für menschliche Arbeiter dauerhaft betretbar werden, anstatt nur für Roboter.[401][399]

3. Mai
- Weitere 180 Tepco-Aktionäre schließen sich der Forderung nach Kraftwerksstilllegungen an. Ähnliche Vorschläge machen Aktionäre von vier anderen japanischen Kernkraftwerksbetreibern.[402]
- Die Radioaktivität in der Kondensationskammer von Reaktor 2 beginnt, wieder anzusteigen (→ siehe Strahlungsmesswerte in den Reaktoren).
- Eine erste Untersuchung des Meeresbodens, drei Kilometer vor Minamisōma, zeigt Konzentrationen von 190 Bq/kg 131I, 1.300 Bq/kg 134Cs und 1400 Bq/kg 137Cs.[403] Diese liegen beim 100- bis 1000-Fachen der Normalwerte. Gesetzliche Grenzwerte für Meeresböden gibt es in Japan nicht.[404]
- Nach der Kritik durch ihren Ex-Berater Kosako veröffentlicht die japanische Regierung detaillierte Prognosen und Berechnungen zur radioaktiven Kontamination aus der Zeit ab dem 11. März.[402][405] [Auswertung?]

4. Mai

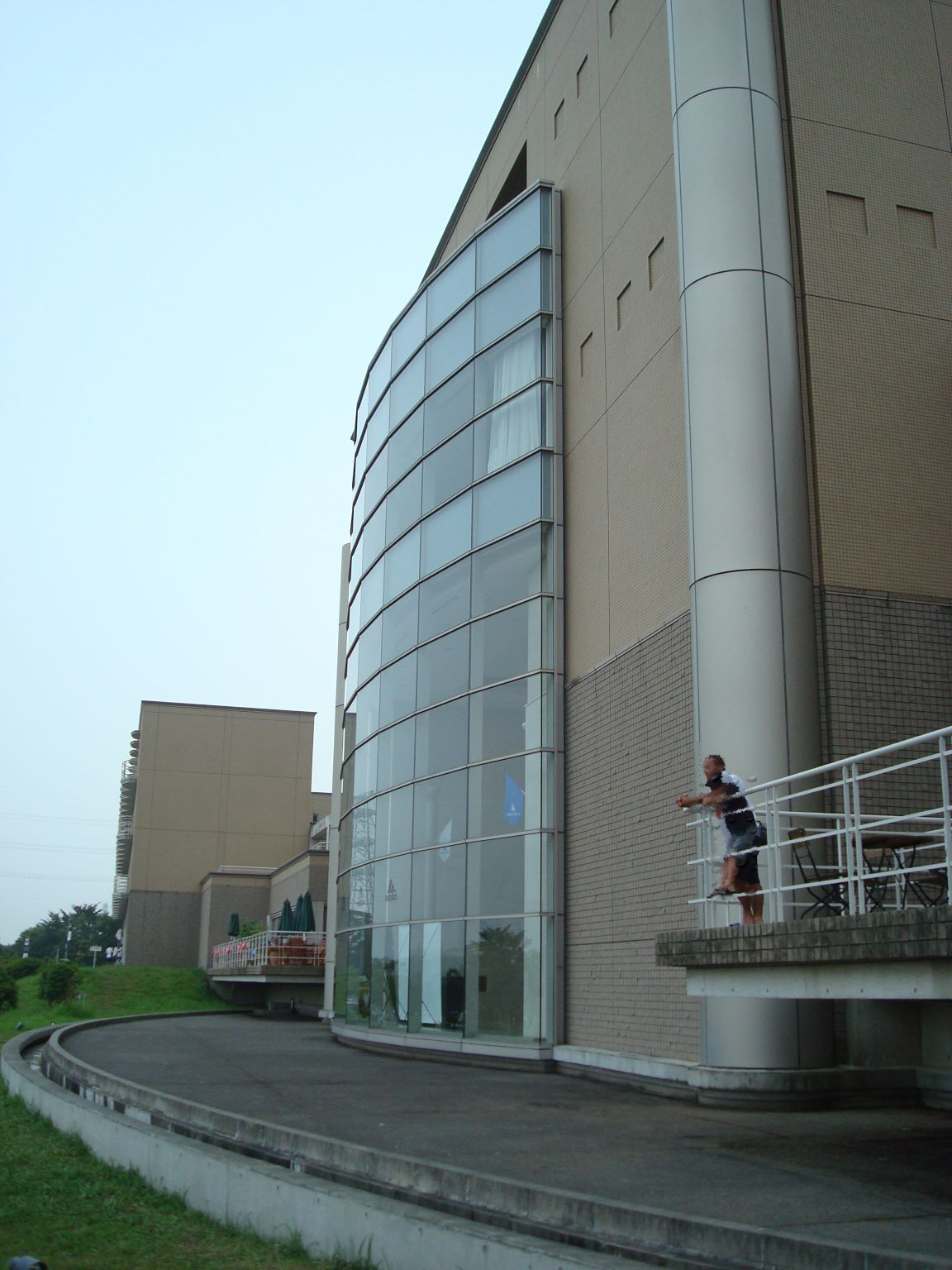
Außerhalb der Arbeitszeit wohnen die Mitarbeiter im „J-Village“, Naraha. (Foto von 2008)

- Versandverbote und Verzehrwarnungen für Blattgemüse und Rüben aus der Stadt Iwaki und den Regionen Kenhoku und Kenchu werden aufgehoben.[401]
- Tepco verbessert die Versorgung der Kraftwerksarbeiter. Statt Konserven gibt es nun Bentōs, und es sollen bessere Schlafgelegenheiten und zusätzliche Duschen eingerichtet werden. Im J-Village werden zusätzliche Duschen und Toiletten installiert.[406]

5. Mai
- Im Fall einer ungeplanten Kühlunterbrechung könnte Reaktor 1 sich schnell erhitzen und ganz außer Kontrolle geraten. Daher will der Kraftwerksbetreiber zur besseren Kühlung den Sicherheits- und Druckbehälter mit Wasser auffüllen. Die dabei entstehenden Risiken habe man unter Kontrolle.[286]
- Die Temperatur am Speisewasserstutzen von Reaktor 3 erreicht mit 157 °C den höchsten Wert seit dem 24. März.[407] An anderer Stelle werden rund 240 °C gemessen, bei einer zulässigen Höchsttemperatur von 280 °C.[408]
- Die japanische Regierung will 2012 darüber entscheiden, ob Bewohner der Evakuierungszone wieder zurückkehren können.[409]

### 6. bis 12. Mai (neunte Woche)
6. Mai
- Premierminister Naoto Kan verlangt die vollständige Abschaltung des Kernkraftwerks Hamaoka, weil es nicht hinreichend gegen Erdbebenfolgen geschützt sei. Der Betreiber Chūbu Denryoku zögert, weil ihn dies umgerechnet zwei Milliarden Euro pro Jahr kosten könnte.[410]

7. Mai
- Das Auffüllen des Sicherheitsbehälters von Reaktor 1 beginnt; siehe Mengen an eingespeistem Kühlwasser.

8. Mai
- Die Luft in Reaktorgebäude 1 ist hinreichend dekontaminiert; nun soll die Installation eines neuen Kühlsystems für den Reaktor beginnen.[411] Dieses soll aus einem geschlossenen Kreislauf bestehen, dessen Wärme über einen zusätzlich errichteten Kühlturm abgeführt wird.[395]

9. Mai
- Tepco veröffentlicht die Strontium-Messwerte der Bodenproben vom 18. April. Die Konzentrationen des kurzlebigen Strontium-89 (50 Tage Halbwertszeit) liegen bei bis zu 570 Bq/kg. Dies ist das 130-Fache des bisherigen Höchstwerts, der in der Präfektur Fukushima nach den oberirdischen Kernwaffentests im 20. Jahrhundert nachgewiesen wurde. Ein Experte vom Japan Chemical Analysis Center hält diese Kontamination für die Arbeiter im Kraftwerk für ungefährlich, solange sie Atemschutzmasken tragen.[356] Hohe Dosen von Strontium können verschiedene Knochenkrankheiten bis hin zu Knochenkrebs auslösen.
- Das Kernkraftwerk Hamaoka wird bis auf Weiteres abgeschaltet.[412] Zuvor hatten 1.000 Menschen in der Nähe der Firmenzentrale von Chūbu Denryoku dafür demonstriert.[356]
- Im Reaktorgebäude 1 stoßen Arbeiter auf radioaktive Hotspots mit Ortsdosisleistungen von bis zu 700 Millisievert pro Stunde. Diese werden mit bleihaltigen Strahlenschutzmatten abgedeckt, was aber wenig hilft.[412][413]
- Der Verkauf von Bambussprossen und Straußenfarn aus verschiedenen Bergregionen in der Präfektur Fukushima wird verboten, weil sie oberhalb der Grenzwerte kontaminiert sind.[412]

10. Mai
- Die Situation bei Reaktor 2 entspannt sich wieder, während in Reaktor 3 inzwischen Temperaturen von bis zu 300 °C herrschen.[414] Die zusätzliche Wassereinspeisung durch eine andere Leitung soll Abhilfe verschaffen.[412]
- Tepco bittet die japanische Regierung offiziell um finanzielle Unterstützung.[412] Die Regierung hatte eine solche Unterstützung bereits am 23. April zugesagt.
- Auch die Stadt Fukushima trägt kontaminierte Bodenoberflächen in ihren Schulen ab.[412]
- Die ersten Anwohner der Sperrzone dürfen für zwei Stunden dorthin zurückkehren, um Dinge aus ihren Wohnungen mitzunehmen oder nach Haustieren zu schauen. Sie tragen Schutzkleidung und Dosimeter und erhalten eine 70 mal 70 Zentimeter große Plastiktüte, um ihre Habseligkeiten einzupacken.[415]

11. Mai
- Tepco fällt hinter den Zeitplan der „Roadmap“ vom 17. April zurück, weil die Arbeiten an den Reaktoren zu langsam vorankommen.[413]
- Auch die Verbindungsschächte zu den Wartungstunneln an Block 3 werden jetzt mit Beton verschlossen.[386] Dabei stellt man fest, dass – ähnlich wie bereits am 2. April an Block 2 – hoch kontaminiertes Wasser durch einen Kabelschacht ins Meer fließt.[416][46]
- Kaiser Akihito und seine Frau besuchen Menschen in Notunterkünften in der Präfektur Fukushima, um ihnen Mut zuzusprechen.[46]

12. Mai
- Nach einer Kalibrierung der Wasserstands-Messgeräte an Reaktor 1 stellt Tepco fest, dass die Brennelemente (oder der Bereich, in dem sie sich einmal befanden) nicht halb mit Wasser bedeckt sind, wie bisher angezeigt wurde, sondern gar nicht. Vermutlich sind Druck- und Sicherheitsbehälter undicht, und erhebliche Teile des Kühlwassers laufen aus dem Reaktor. Der Großteil des geschmolzenen Reaktorkerns habe sich unten im Druckbehälter angesammelt. Die geplanten, neuen Kühlmaßnahmen für Reaktor 1 sind damit in Frage gestellt.[46][417][41]

### 13. bis 19. Mai (zehnte Woche)
13. Mai
- Erste Vorbereitungen, um das Reaktorgebäude 1 mit einer neuen Hülle zu umschließen; dadurch sollen ab Juni radioaktive Emissionen eingedämmt werden.[418]
- In verschiedenen Orten der Präfektur Kanagawa (nahe Tokio) wurden Teeblätter entdeckt, die oberhalb der gesetzlichen Grenzwerte mit radioaktivem Caesium kontaminiert sind.[417]

14. Mai

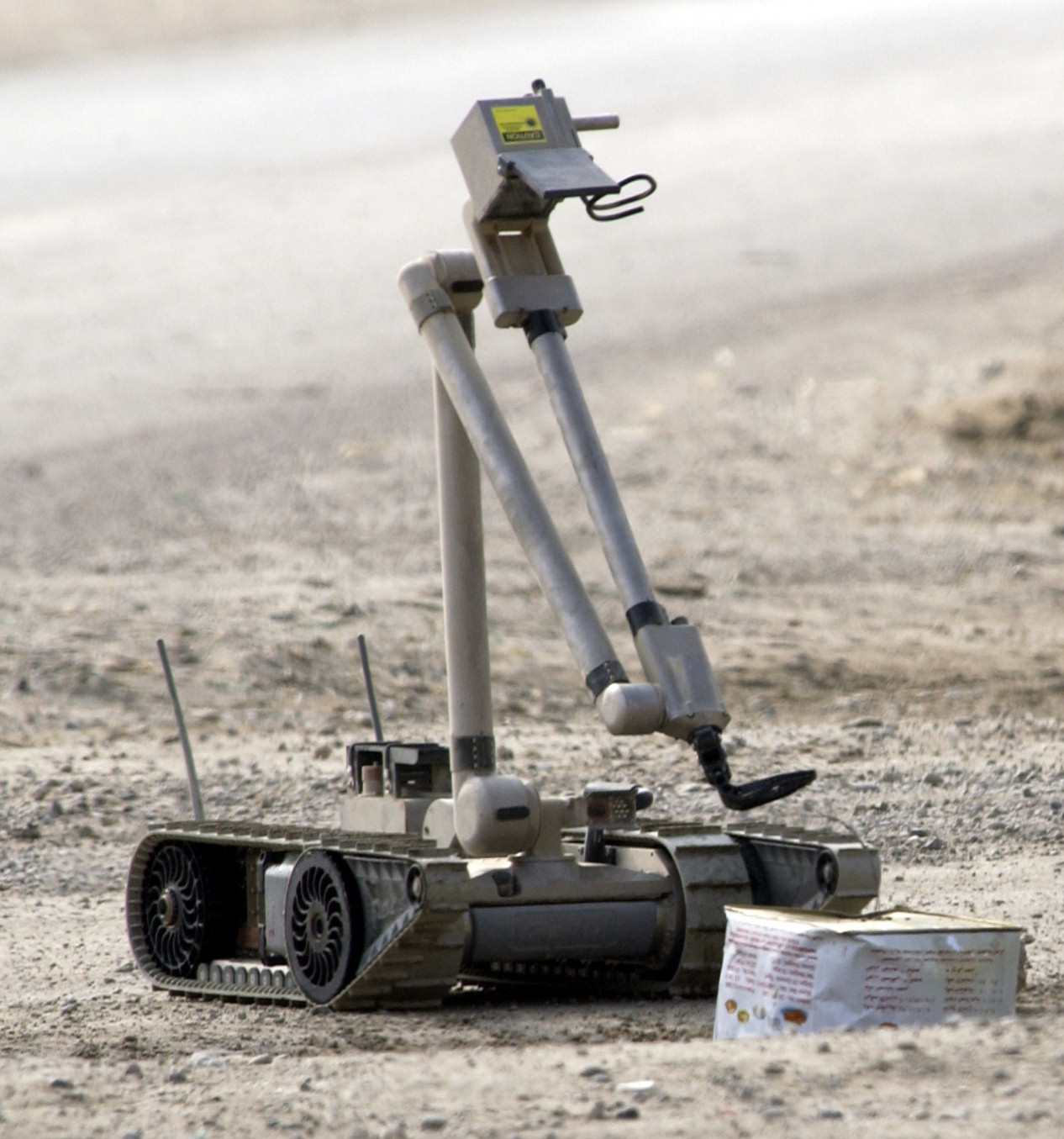
PackBot, hier bei der Entschärfung eines Sprengsatzes im Irak

- Beim Tragen von Material im Abfallentsorgungsgebäude des Kraftwerks wird ein 60-jähriger Arbeiter bewusstlos und verstirbt. Er ist nicht radioaktiv kontaminiert;[419] wahrscheinlich hatte er einen Herzinfarkt.[420]
- Die PackBot-Roboter messen im ersten Stockwerk von Reaktorgebäude 1 Dosisleistungen von bis zu 2000 Millisievert pro Stunde. Eine solche Strahlung würde bei einem Menschen innerhalb einer Viertelstunde akute Strahlenkrankheit auslösen.[421]

15. Mai
- Tepco bestätigt erstmals, dass es zu einer Kernschmelze gekommen ist. Der gesamte Kern von Reaktor 1 sei vom 11. bis zum 12. März geschmolzen.[41]
- Über 5.000 Tonnen radioaktives Abwasser sind aus Reaktor 1 gelaufen und haben das 11 Meter hohe Untergeschoss des Reaktorgebäudes fast zur Hälfte aufgefüllt.[422][423][424]

16. Mai

Kühlwassermengen vom 13. März bis zum 28. Mai

Reaktortemperaturen Block 3

- Tepco bestätigt auch die Kernschmelzen in den Reaktoren 2 und 3; die Reaktoren dort könnten in einem ähnlichen Zustand sein wie in Block 1.[131]
- Trotz des vermutlich lecken Reaktors erhöht der Kraftwerksbetreiber die eingespeiste Wassermenge in Block 1, in der Hoffnung, dass zumindest ein Teil des Wassers irgendwie im Sicherheitsbehälter verbleibt (siehe Grafik).[421]
- Nach einer Verdopplung der in Reaktor 3 eingeleiteten Wassermengen fällt die Temperatur jetzt wieder – man hat die Situation wieder in den Griff bekommen.[425]

17. Mai
- Aus dem Turbinengebäude von Block 3 wird kontaminiertes Wasser provisorisch in das Abwasserverarbeitungsgebäude des Blocks gepumpt, um dem Leck ins Meer den Zufluss zu entziehen.[54]
- Dem Abklingbeckenkühlwasser von Block 4 wird ab sofort Hydrazin als Korrosionsschutzmittel beigemischt.[426][427]
- Auch in der Präfektur Ibaraki wird kontaminierter Tee gefunden. Eigentlich wäre jetzt Erntezeit, aber nun denkt man darüber nach, wie man die Ernte am besten vernichten kann.[54]
- 73 Prozent der Japaner sind unzufrieden mit dem Nuklearkrisen-Management ihrer Regierung.[428]

18. Mai
- Tepco gibt den Versuch auf, den Sicherheitsbehälter von Reaktor 1 mit Wasser aufzufüllen (siehe auch: Mengen an eingespeistem Kühlwasser). Stattdessen denkt man über Anlagen nach, die das Abwasser aus den Untergeschossen der Reaktorblöcke dekontaminieren und wieder in die Reaktoren einspritzen.[429]
- Auch in die Sicherheitsbehälter der Reaktoren 2 und 3 soll Stickstoff eingeleitet werden. Zur Vorbereitung erkunden Arbeiter die Reaktorgebäude 2 und 3. In Block 2 ist die Luftfeuchtigkeit sehr hoch, was unter anderem den Einsatz von Robotern behindert, weil deren Kameralinsen beschlagen. In Block 3 wird an der Stelle, wo Arbeiter den Stickstoff einleiten sollen, eine zu riskante Strahlung von 160 bis 170 Millisievert pro Stunde gemessen.[429][430]
- Die ersten Schadensersatzforderungen in Millionen-Euro-Höhe von Fischern und Landwirten gehen bei Tepco ein oder sind in Vorbereitung.[429]

### 20. bis 26. Mai (elfte Woche)
- 20. Mai: Tepco streicht seinen Aktionären die Dividende für das zweite Halbjahr 2010.[431]
- Tepco-Präsident Masataka Shimizu und drei weitere Direktoren des Unternehmens kündigen ihren Rücktritt an. Neuer Präsident soll Toshio Nishizawa werden.[432]
- Der Kraftwerksbetreiber beschließt offiziell die Aufgabe der zerstörten Reaktorblöcke 1 bis 4 und der geplanten, neuen Reaktorblöcke 7 und 8. Bezüglich Block 5 und 6 legt das Unternehmen sich nach wie vor nicht fest.[433]
- 69 von 72 Schulen in der Stadt Fukushima verbieten wegen der Strahlungsrisiken sportliche Aktivitäten in ihren Außenanlagen oder schränken sie ein. Schwimmunterricht in Freibädern wird nun ganz verboten.[430]
- 21. Mai: Die „Mega Float“ genannte, schwimmende Plattform trifft im Hafen des Kraftwerks ein. Entgegen früheren Angaben kann sie nicht 18.000, sondern „nur“ 10.000 Tonnen an radioaktivem Wasser speichern.[434] Bis zu ihrem Einsatz werden noch einige Wochen vergehen, während die Lagerkapazitäten im Kraftwerk fast erschöpft sind.[435]
- 23. Mai: Unter dem Abklingbecken von Block 4 wird eine Stahlbetonstütze errichtet, um das vom Erdbeben beschädigte Gebäude zu verstärken.[436][24]
- 25. Mai: Greenpeace veröffentlicht erste Laborergebnisse der Meeresuntersuchung. Die 137Cs-Kontamination von Meeresalgen im Umkreis von bis zu 65 Kilometern um das Kraftwerk liegt zwischen nahe Null und dem Dreifachen des gesetzlichen Grenzwertes (im Durchschnitt etwas darunter), die 131I-Kontamination zwischen nahe null und dem 64-Fachen des Grenzwertes (im Durchschnitt beim Elffachen).[437][438]
- Die NRC misst in Straßengräben in der Präfektur Fukushima Ortsdosisleistungen von fast 100 Mikrosievert pro Stunde.[439]
- Die Europäische Union führt sogenannte Stresstests ein. Alle Kernkraftwerke in den 27 Mitgliedsstaaten werden bis April 2012 nach einem festgelegten Verfahren auf Risiken durch Naturkatastrophen und Unfälle wie z. B. Flugzeugabstürze geprüft. Eine Überprüfung im Hinblick auf Terrorangriffe findet vorerst nicht statt.[440]
- 26. Mai: Nachdem das Wasserabpumpen in Block 3 unterbrochen wurde, stellt man fest, dass das provisorische Abwasserlager ein Leck hat. 57 Tonnen hoch kontaminiertes Wasser gingen innerhalb von 20 Stunden verloren.[18]
- Inzwischen wurden in den meisten Präfekturen um Tokio, 100 bis 300 Kilometer südsüdwestlich des Kraftwerks, Caesium-Kontaminationen von Teeblättern im Bereich zwischen 500 (gesetzlicher Grenzwert) und 780 Becquerel pro Kilogramm festgestellt. Die Behörden fordern die Teepflanzer zu freiwilligen Verkaufsstopps auf, aber nicht alle halten sich daran.[54][18]

### 27. bis 31. Mai (zwölfte Woche)

Graffito in Saint-Romain-au-Mont-d’Or, Frankreich (Mai 2011)

- 27. Mai: Auch die Gebäude der Reaktorblöcke 1 bis 4 werden nun mit Kunstharz besprüht, um radioaktiven Staub zu binden. Dabei kommen ein Spezialfahrzeug der Feuerwehr und eine Autobetonpumpe zum Einsatz.[441]
- Die IEAO-Beobachter treffen in Fukushima I ein. 18 Fachleute aus verschiedenen Ländern sind vor Ort, unter der Leitung des britischen Nuklearsicherheitsberaters Mike Weightman.[424]
- Auf Druck der Bevölkerung hin sagt das japanische Kultusministerium zu, in Schulen mit einer Ortsdosisleistung von mehr als 0,001 Millisievert pro Stunde – entsprechend rund 9 Millisievert pro Jahr – die Bodenoberfläche abtragen zu lassen.[442]
- 1170 Lehrer in der Präfektur Fukushima und 1500 Kinder in Kawamata erhalten Dosimeter, um die Strahlungsbelastung zu untersuchen.[443][442]
- 28. Mai: Der Kraftwerksbetreiber veröffentlicht eine umfangreiche Liste mit korrigierten Strahlungsmesswerten aus den ersten zehn Tagen. Wegen der anfänglichen Hektik und unzuverlässiger Kommunikationswege sei es damals zu Fehlern bei der Datenübertragung gekommen.[444]
- Auch in das Abklingbecken von Block 3 wird ab sofort Hydrazin als Korrosionsschutz eingeleitet.[445][427]
- 29. Mai: Nachdem Block 3 bereits am 26. April umgestellt wurde, wird nun auch das Abklingbecken von Block 1 über eine direkte Leitung statt mit einer Betonpumpe gekühlt.[446]
- Tepco kann nach eigenen Angaben nicht mehr einschätzen, wie lange es noch bis zur Stabilisierung der Reaktoren dauern wird. Die „Roadmap“ vom 17. April ist nur noch Makulatur.[447]

Der Taifun schwemmt eine Menge ^{137}Cs aus den dachlosen Blöcken 1, 3 und 4.

- Die Dekontamination von geschätzten 250.000 Tonnen an radioaktivem Abwasser wird umgerechnet rund 500 Millionen Euro kosten.[448]
- 30. Mai: Mit dem Taifun „Songda“ beginnt in Japan die regnerische Jahreszeit. Die Wasserstände in den Untergeschossen der Kraftwerksgebäude steigen jetzt noch schneller, während die Lagerkapazitäten so gut wie erschöpft sind.[449][450]
- 31. Mai: In Block 2 geht ein neues Abklingbecken-Kühlsystem mit geschlossenem Kreislauf und Wärmetauscher in Betrieb. Damit soll die Wassertemperatur von 70 auf 40 °C gesenkt und die relative Luftfeuchtigkeit von 99,9 % reduziert werden.[450]
- Die japanische Regierung erwägt, die Landfläche der gesamten 20-Kilometer-Sperrzone aufzukaufen. Die Kosten dafür werden auf umgerechnet rund 50 Milliarden Euro geschätzt.[450]
- In Reaktor 1 wurden bislang 13.630 m³ Wasser gepumpt, davon 2.842 m³ Meerwasser. Bei Reaktor 2 sind es 20.911 m³ Wasser, davon 9.197 m² Meerwasser,[23] und bei Reaktor 3 20.625 m³, davon 4.495 m³ Meerwasser.[23]

## Juni 2011

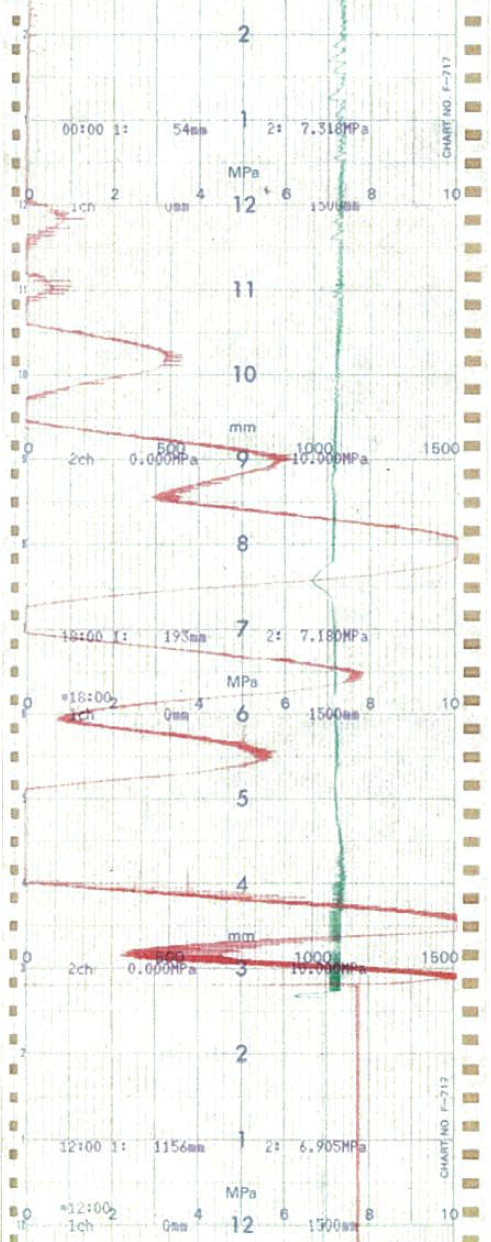
Beispiel für Reaktordatenaufzeichnung: Schwankender Wasserstand durch Notkühlung von Reaktor 3 am 11. März 2011

Die Stabilisierung der Reaktoren gestaltet sich schwieriger als angenommen – zu groß sind die Kernschmelze-Schäden. Tepco arbeitet an neuen Kühlsystemen, und bis zu deren Inbetriebnahme rettet man sich weiter mit Provisorien über die Zeit; immer mit dem Risiko, dass die Lage nochmals eskalieren könnte, so wie zuletzt bei Reaktor 3. Weitere Gebäude werden zur Zwischenlagerung des radioaktiven Abwassers zweckentfremdet, weil die Schächte an den Turbinengebäuden kurz vor dem Überlaufen sind.
Für außenstehende Beobachter wird die Lage jetzt überschaubarer, weil der Kraftwerksbetreiber auf Druck der Aufsichtsbehörde umfangreiches Informationsmaterial zu Erdbeben und Tsunami, zum Zustand der Reaktoren und zu Aufzeichnungen der Mitarbeiter während der Unfälle veröffentlicht hat. Die Kernschmelzen wurden mit Computersimulationen durchgerechnet. Die Behörden gehen jetzt davon aus, dass es in Reaktor 1 bis 3 zu einem „melt-through“ kam, das heißt einem Austreten von Teilen des Reaktorkerns in den Sicherheitsbehälter.
Die Mitarbeiter im Kraftwerk arbeiten nach wie vor unter schwierigen Bedingungen. Neben den radioaktiven Hot Spots auf dem Gelände und in den Reaktorgebäuden wird in der warmen Jahreszeit auch die Schutzkleidung zum Risiko. Mindestens elf Arbeiter mussten bereits wegen Hitzschlag oder Dehydratation behandelt werden. Bei zwei Mitarbeitern wurden hohe 131I-Konzentrationen in der Schilddrüse festgestellt; sie erhielten dadurch Strahlungsdosen von 540 beziehungsweise 590 Millisievert. Erst jetzt sorgt Tepco für eine ständige medizinische Betreuung vor Ort.

### 1. bis 2. Juni
- 1. Juni: In 14 von 31 Schneeproben von sieben Berggipfeln in der Präfektur Fukushima wird Radioaktivität oberhalb des Trinkwassergrenzwertes von 200 Becquerel pro Kilogramm gemessen. Der höchste Einzelmesswert liegt bei 3000 Bq/kg.[450]
- Die IAEO hat ihre Inspektion bereits beendet und veröffentlicht einen vorläufigen Bericht, in der sie das Krisenmanagement von Regierung und Kraftwerksbetreiber ausdrücklich lobt. Mit diplomatischen Formulierungen und unverbindlichen Empfehlungen weist sie auch auf Ursachen der Katastrophe hin: Die Unterschätzung des Tsunamirisikos, fehlende Unabhängigkeit der japanischen Atomaufsicht, die Möglichkeit unzureichender Sicherheitsauslegung der Reaktoren und der Betriebsvorgänge, fehlende Notfallausrüstung und -planung und den Wasserstoffaustritt aus den Reaktoren.[454]
- 2. Juni: Weitere fünf Betontunnel und 39 Schächte um die Reaktorblöcke werden mit Beton und anderen Materialien verschlossen, um den Abwasseraustritt ins Meer einzudämmen. Außerdem werden Risse in den Kaimauern abgedichtet.[450]

### 3. bis 9. Juni (dreizehnte Woche)
- 3. Juni: Ungefähr 100.000 Tonnen an hoch kontaminiertem Wasser haben sich mittlerweile auf dem Gelände angesammelt, mit einer Radioaktivität von insgesamt 720.000 Terabecquerel[455] (zum Vergleich, siehe Gesamtfreisetzung an radioaktiven Stoffen).
- 4. Juni: Ein Roboter misst in einem Bereich des Erdgeschosses von Reaktorgebäude 1 Ortsdosisleistungen von 3000 bis 4000 mSv/h – die bisher höchste außerhalb der Sicherheitsbehälter gemessene Strahlung. In der Nähe tritt Dampf aus einer Öffnung im Boden aus.[456][457]
- 5. Juni: Die 134Cs- und 137Cs-Konzentration im Meerwasser am Kraftwerk fällt dauerhaft unter die gesetzlichen Grenzwerte. 131I ist seit Anfang Juni nicht mehr nachweisbar.[458]
- Der NSC-Vorsitzende Haruki Madarame führt die Kritik der IAEO fort und fordert eine Berücksichtigung länger andauernde Stromausfälle in den Konstruktionsrichtlinien für Kernkraftwerke.[451]
- 6. Juni: Die neue Wasser-Dekontaminierungsanlage geht in den Probebetrieb. Sie soll 1.200 Tonnen Abwasser pro Tag verarbeiten, während täglich mehrere hundert Tonnen neu hinzukommen.[451] Das gefilterte Wasser wird anschließend weiter in neuen Tanks gelagert.[456]
- 7. Juni: Eine von der japanischen Regierung eingesetzte und als „unabhängig“ bezeichnete Kommission unter der Leitung von Yotaro Hatamura beginnt mit der Untersuchung der Nuklearkatastrophe. Ein erster Bericht ist für Ende 2011 geplant.[459]
- 8. Juni: Im südlichen Teil des Kraftwerks fällt dreieinhalb Stunden lang der Strom aus. Die Leitstände von Block 1 und 2 sind dadurch zeitweise außer Betrieb, ebenso die Stickstoffeinleitung in Reaktor 1, das Wasserabpumpen aus Turbinengebäude 2 und zwei Strahlungs-Messstationen.[427]

### 10. bis 16. Juni (vierzehnte Woche)
- 10. Juni: Beim Test der Wasser-Dekontaminierungsanlage treten technische Probleme auf. Sie wird nicht wie geplant am 15. Juni in den Produktivbetrieb gehen können.[145]
- 11. Juni: Nach Block 1 wird nun auch die Luft im Reaktorgebäude von Block 2 dekontaminiert, um weitere Arbeiten zu ermöglichen.[460]
- 12. Juni: Inzwischen arbeiten 2500 Personen auf dem Kraftwerksgelände.[145]
- Der Kraftwerksbetreiber Tepco veröffentlicht erstmals Strontium-Messwerte von Wasserproben, die am 16. und 18. Mai in Drainageschächten und Wassereinlässen genommen worden waren. Die Werte liegen beim 0,26- bis 300-Fachen der gesetzlichen Grenzwerte für Meerwasser[461][462] und rufen ein großes Medienecho hervor.
- 13. Juni: Eine weitere Dekontaminierungsanlage geht an den Wassereinlässen des Kraftwerks in Betrieb,[463] um den Schadstoffaustritt ins Meer zu verringern.
- In Teilen der 66.000-Einwohner-Stadt Date, 60 Kilometer nordwestlich des Kraftwerks, und von noch nicht evakuierten Bereichen Minamisōmas überschreitet die erwartete Strahlenbelastung den „Krisengrenzwert“ von 20 Millisievert pro Jahr. Die Regierung will eine freiwillige Evakuierung der betroffenen Gebiete unterstützen.[463][464]
- 14. Juni: Kurz nach Mitternacht kommt es zu einem heftigen Dampfausbruch aus Block 3.[465]
- Im Hafen von Onahama, einem Stadtteil von Iwaki, wird die neue Schutzhülle für das Reaktorgebäude 1 probeweise aufgebaut. Sie ist 47 mal 42 mal 54 Meter groß (B × T × H) und besteht aus einem zusammengesteckten Stahlgerüst und einer Außenhaut aus PVC-beschichtetem Polyestergewebe. Für den Zusammenbau wird der größte in Japan verfügbare Raupenkran mit 750 Tonnen Tragfähigkeit verwendet. Bis Oktober soll die Hülle zusammen mit einem neuen Lüftungssystem an Block 1 angebracht werden und dann das Austreten von radioaktivem Dampf und Staub sowie das Eindringen von Regenwasser verhindern.[466][467]
- Nach den bevorstehenden Sommerferien wird die Stadt Fukushima 34.000 Schulkinder mit Dosimetern ausstatten.[468]
- 16. Juni: Nach Block 2 wird nun auch am Abklingbecken von Block 3 ein neuer, geschlossener Kühlkreislauf installiert.[469]

### 17. bis 23. Juni (fünfzehnte Woche)

Reaktor-Kühlwassermengen vom 12. März bis zum 2. Juli

- 18. Juni: Das nach Ansicht von Kritikern mit der Atomindustrie verflochtene[470] japanische Wirtschaftsministerium drängt die Präfekturverwaltungen dazu, die Wiederinbetriebnahme der seit dem Erdbeben abgeschalteten Kernkraftwerke zu erlauben.[471]
- 21. Juni: Die Kühlwassermengen für die Reaktoren 1 bis 3 werden reduziert, da die Wasseransammlungen in den Gebäuden überzulaufen drohen.[472]
- 22. Juni: Nachdem die Luftfeuchtigkeit im Reaktorgebäude 2 gesenkt und die Luft hinreichend dekontaminiert wurde, beginnen auch hier die Arbeiten zur Justage von Messgeräten und zur Stickstoffeinleitung. Das radioaktive Abwasser steht sechs Meter hoch im Untergeschoss.[473]

### 24. bis 30. Juni (sechzehnte Woche)
- 24. Juni: Die Präfektur Fukushima wird Dosimeter an 280.000 Kinder ausgeben.[474]
- 27. Juni: Die Reaktoren 1 bis 3 werden jetzt überwiegend mit „Recyclingwasser“ aus der Dekontaminationsanlage gekühlt, damit weniger Abwasser entsteht.[475] Das neue System ist noch unausgereift und fällt gelegentlich aus.
- 28. Juni: Beginn der Stickstoffeinleitung in Reaktor 2.[476] Die entsprechenden Vorrichtungen am Sicherheitsbehälter wurden wegen der hohen Strahlung von Robotern installiert.

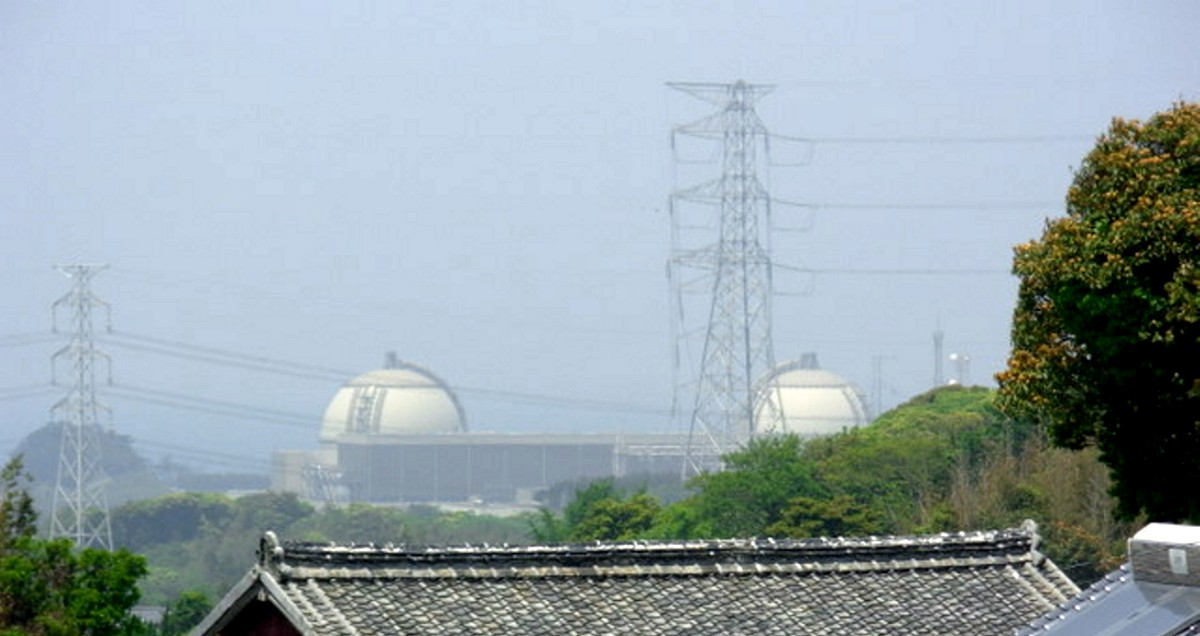
Das Kernkraftwerk Genkai im Südwesten Japans soll als erstes wieder in Betrieb gehen.

- 29. Juni: Wirtschaftsminister Banri Kaieda drängt weiter auf eine Wiederinbetriebnahme der abgeschalteten Kernkraftwerke. Alle notwendigen Sicherheitsvorkehrungen seien getroffen. Die örtlichen Verwaltungen und die Bevölkerung sind skeptisch; nur 21 Prozent der betroffenen Stadtverwaltungen können sich eine kurzfristige Wiederinbetriebnahme vorstellen.[477]
- Der Antrag von 400 Tepco-Aktionären zum Abschalten aller Tepco-Kernkraftwerke findet in der Hauptversammlung keine Mehrheit.[477]
- 30. Juni: Die „Mega Float“ ist einsatzbereit. Der Kraftwerksbetreiber beginnt mit dem Umpumpen von 8.000 Tonnen niedrig kontaminierten Wassers aus Tanks an Block 6 in die schwimmende Plattform.[477]

## Juli 2011
Mit vielen Unterbrechungen wegen technischer Probleme wie falsch eingestellter Ventile und diverser Lecks geht die neue Wasser-Dekontaminationsanlage in Betrieb. Das befürchtete Überlaufen der Schächte an den Turbinengebäuden konnte verhindert werden. Für die Reaktoren und Abklingbecken der Blöcke 1 bis 3 existieren nun mehr oder weniger geschlossene Kühlkreisläufe. Nur am Abklingbecken von Block 4 ist noch eine Betonpumpe als Wasserpumpe in Betrieb.
Für die Arbeiter hat Tepco kühlende Gel-Westen angeschafft, und es gibt einen neuen, rund um die Uhr besetzten und auf Notfälle eingerichteten medizinischen Behandlungsraum bei Block 5/6. Verteilt über das Gelände wurden elf kontaminationsgeschützte, mit Wasserspendern ausgestattete Rasträume eingerichtet; sieben weitere sollen noch hinzukommen.
Weiterer Verlauf
- 3. Juli: Die Reaktoren 1 bis 3 werden nun vollständig mit wiederaufbereitetem Wasser gekühlt.[481] Auf diese Weise wird ein Teil des angesammelten Abwassers entsorgt, da es in den Reaktoren verdunstet.
- Nach Block 1 und 2 wird auch das Reaktorgebäude von Block 3 mit verschiedenen Maßnahmen dekontaminiert, um weitere Arbeiten wie das Einleiten von Stickstoff in den Sicherheitsbehälter zu ermöglichen.[482]
- 6. Juli: Die Wasser-Dekontaminierungsanlage wurde in Betrieb genommen; rund 15.000 Tonnen Wasser wurden bereits verarbeitet. Der Durchfluss liegt jetzt bei 42 Tonnen pro Stunde, etwas unter der ursprünglichen Planung von 50 Tonnen pro Stunde.[483]
- Premierminister Kan weist das Wirtschaftsministerium an, abgeschaltete Kraftwerke nur unter strengen Sicherheitsauflagen wieder ans Netz gehen zu lassen. Das bisherige Verfahren, in dem die zum Wirtschaftsministerium gehörige Atomaufsichtsbehörde (NISA) und die Industrie alleine über die Wiederinbetriebnahme entscheiden, sei nicht mehr haltbar. Es sollen „Stresstests“ nach dem Vorbild der Europäischen Union eingeführt werden.[483] Die Unabhängigkeit der NISA wird seit Jahren von der Internationalen Atomenergie-Organisation angezweifelt.[1]
- 7. Juli: Kyūshū Denryoku, Betreibergesellschaft des Kernkraftwerks Genkai, gibt zu, die öffentliche Diskussion um die geplante Wiederinbetriebnahme manipuliert zu haben. Bei einer am 26. Juni live im Fernsehen übertragenen Sitzung der zuständigen Behörden, kurz vor einem Besuch des Wirtschaftsministers in Genkai, konnten die Zuschauer ihre Meinung per E-Mail und Fax beisteuern. Der Kraftwerksbetreiber ließ rund 140 eigene Mitarbeiter und weitere Mitarbeiter von Fremdfirmen E-Mails senden, die eine Wiederinbetriebnahme unterstützten. Insgesamt gingen 286 E-Mails mit Stimmen für und 163 gegen eine Wiederinbetriebnahme ein.[483][484]
- Der Bürgermeister von Genkai zieht seine Zustimmung zur Wiederinbetriebnahme des Kraftwerks zurück, und Wirtschaftsminister Kaieda bietet seinen Rücktritt an.[485]
- 8. Juli: In Rindfleisch aus Minamisōma werden Caesium-Kontaminationen von 1530 bis 3200 Bq/kg festgestellt.[486] Die Rinder waren mit Heu gefüttert worden, das mit bis zu 97000 Bq/kg radioaktivem Caesium belastet war – dem 73-Fachen des gesetzlichen Grenzwerts.[484]
- 10. Juli: Die Arbeiter im Kraftwerk erhalten jetzt auch psychologische Betreuung.[487][486]
- 14. Juli: Beginn der Stickstoffeinleitung in den Sicherheitsbehälter von Reaktor 3, zur Vorbeugung gegen mögliche Knallgasexplosionen.[484]
- Toshiba hat eine weitere Wasser-Dekontaminierungsanlage für Fukushima I entwickelt. Sie besteht aus 14 Zeolith-Filtereinheiten und soll im August in Betrieb gehen, ergänzend zu der bereits laufenden Anlage.[484] Letztere hat sich als unzuverlässig erwiesen und verarbeitet in der laufenden Woche nur noch durchschnittlich 27 statt der geplanten 50 Tonnen Wasser pro Stunde.[488]

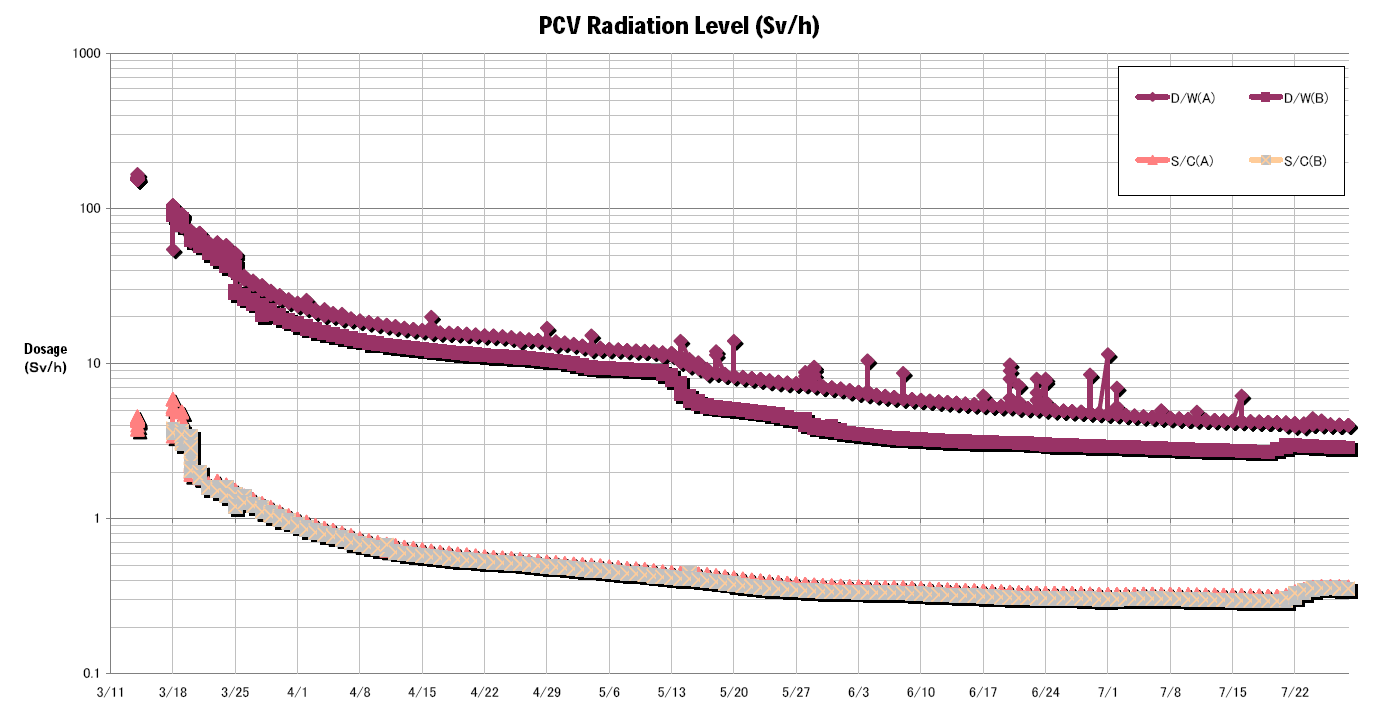
Strahlung im Sicherheitsbehälter von Reaktor 3, März bis Juli 2011

- 22. Juli: Erstmals seit den Unfällen im März steigt die Strahlung in Reaktor 3 wieder an (Grafik).
- Mindestens 1400 Rinder in elf Präfekturen wurden mit über den Grenzwerten kontaminiertem Heu – in einem Einzelfall bis zu 690.000 Bq/kg – gefüttert. Teile des Fleischs wurden bereits an Endkunden verkauft.[489][490]
- 29. Juli: Knapp 50.000 Tonnen kontaminierten Klärschlammes haben sich in den Kläranlagen verschiedener Präfekturen angesammelt; weitere 54.000 Tonnen sollen noch untersucht werden.[491] Ein Viertel des Abfalls ist zu radioaktiv, um ihn auf den üblichen Wegen zu entsorgen.[492]
- Bei der Wasser-Dekontaminierungsanlage kommt es immer wieder zu Betriebsunterbrechungen, und der geplante Durchfluss wird nicht erreicht.[493]
- 31. Juli: Auch in Block 4 geht nun ein neues, geschlossenes Abklingbecken-Kühlsystem in (Probe-)Betrieb.[494]

## August 2011
- 1. August: Die NISA hält die Zutrittskontrollen zum Kraftwerksgelände für unzureichend.[495]

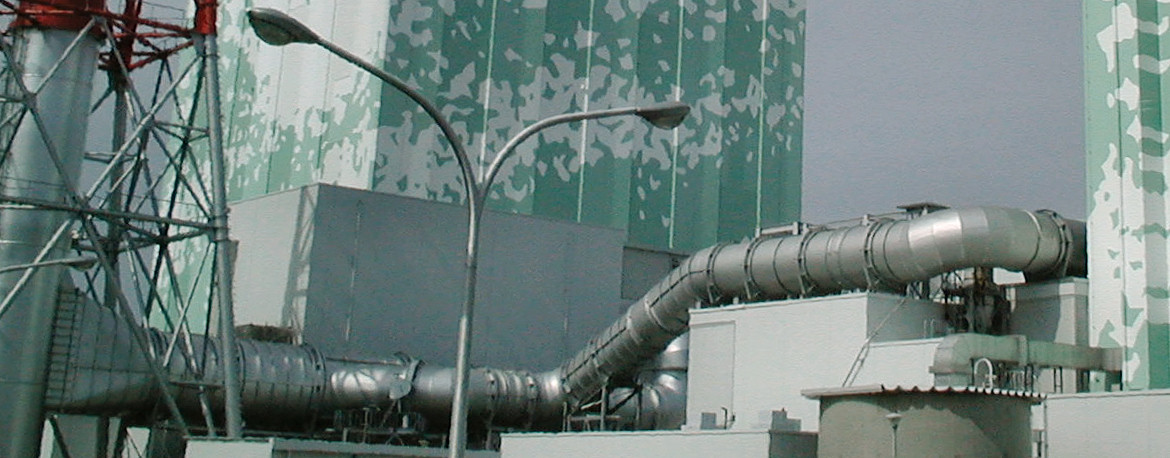
Rohr zwischen Reaktor und Schornstein, hier an Block 5 (1999)

- An der Verbindung des Reaktor-Entlüftungsrohrs von Block 1 und 2 zum Schornstein misst Tepco eine Ortsdosisleistung von mindestens 10.000 Millisievert pro Stunde (mSv/h; dies ist die Grenze des eingesetzten Messgeräts), bislang der höchste außerhalb der Sicherheitsbehälter gemessene Wert. In drei Metern Entfernung sind es noch 40 mSv/h. Ursache der Strahlung sind vermutlich Ablagerungen durch die Druckentlastungen während der ersten Unfallwoche. Das Rohr soll mit Bleimatten abgeschirmt werden.[496][497]
- 2. August: Die Meldung vom 1. August ruft in Deutschland ein großes Presseecho hervor. Die Zeit titelt: „Erneut tödliche Strahlenwerte in Fukushima gemessen“, und n-tv meldet: „Todesfalle Fukushima: Strahlung sprengt Mess-Skala“. Das Handelsblatt schließt daraus, „Japans Atomkrise (sei) keineswegs überwunden,“ und die Süddeutsche spricht von einem „Schock“.[498] In den japanischen Medien findet die Meldung wenig Beachtung.[499]
- Der Grünen-Fraktionsvorsitzende Jürgen Trittin schließt aus dem Strahlungsmesswert, die Lage im Kernkraftwerk Fukushima I sei außer Kontrolle. Er fordert die japanische Regierung zum Handeln auf; sie müsse auch internationale Unterstützung heranziehen.[500]
- Die japanische Regierung empfiehlt dringend, Kompost mit einer Radioaktivität über 400 Bq/kg nicht mehr zum Düngen zu verwenden und bei Vieh- und Fischfutter Grenzwerte von 300 bzw. 100 Bq/kg einzuhalten.[497]
- 3. August: Tepco hat bislang umgerechnet 616 Mio. Euro an Entschädigungen gezahlt, den Großteil davon an die Einwohner des Evakuierungsgebiets.[501]
- Nachdem am 13. Juni in weiteren Teilen Minamisōmas zu hohe Strahlenbelastungen festgestellt wurden, sollen nun 72 Haushalte evakuiert werden.[502]
- 4. August: Das japanische Wirtschaftsministerium kündigt die Entlassung des NISA-Direktors Katsuo Matsunaga und zweier weiterer für die Nuklearsicherheit zuständiger Spitzenbeamter an.[503] Nach dem Skandal um das Kernkraftwerk Genkai stehen nun auch die Atomaufsichtsbehörde sowie die Kernkraftwerksbetreiber Chūbu Denryoku und Shikoku Denryoku im Verdacht, öffentliche Debatten zugunsten der Betreiber manipuliert zu haben.[504]
- 8. August: Eine neue Verdampfungsanlage verringert die Menge an kontaminiertem Salzwasser auf dem Kraftwerksgelände. Ungefähr 21.000 Tonnen davon sind noch vorhanden. Der Dampf wird kondensiert und als Kühlwasser verwendet.[505]
- 10. August: Nach den Blöcken 2, 3 und 4 geht auch in Block 1 ein neues Abklingbeckenkühlsystem in Betrieb. Damit werden nun sämtliche Abklingbecken im Kraftwerk wieder über geschlossene Wasserkreisläufe gekühlt.[506]
- 12. August: Neben den Kläranlagen (siehe 29. Juli) sammelt sich auch in Müllverbrennungsanlagen radioaktiver Abfall an. Die Strahlung liegt teils weit über den zulässigen Grenzwerten für eine Deponierung; die Entsorgung ist ungeklärt.[507]
- 14. August: Laut einer Untersuchung der Japanischen Gesellschaft für Pädiatrie sind bei etwa der Hälfte der Kinder in der Präfektur Fukushima geringe 131I-Belastungen in der Schilddrüse nachweisbar. Die höchste gemessene Dosis bei 1149 untersuchten Kindern war 35 Millisievert; Werte bis 100 gelten nach Angabe der Gesellschaft als unbedenklich.[508]

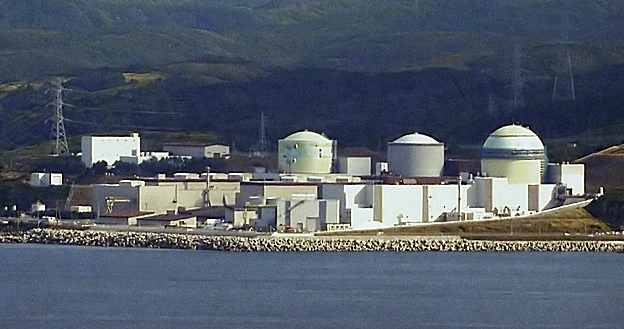
Kernkraftwerk Tomari, Block 3 rechts im Bild

- 17. August: Block 3 des Kernkraftwerks Tomari im Norden Japans geht als erster der während des Tōhoku-Erdbeben abgeschalteten Kernreaktoren wieder in Betrieb.
- 20. August: Das Fleisch eines Wildschweins in Kakuda, Präfektur Miyagi, ist mit 2.200 Bq/kg radioaktivem Caesium kontaminiert, bei einem gesetzlichen Grenzwert von 500 Bq/kg.[509]
- 25. August: Bei der laufenden Unfalluntersuchung stellt sich heraus, dass Tepco bereits 2008 mit einem über zehn Meter hohen Tsunami im Fall eines Erdbebens von historischem Ausmaß rechnete.[510]
- 26. August: Seit dem 10. Mai können Anwohner der Evakuierungszone sukzessive kurz zu ihren Wohnungen zurückkehren, um wichtige Dinge mitzunehmen. Nun wird auch den Bewohnern der hoch belasteten Orte Ōkuma und Futaba – in direkter Nachbarschaft des Kraftwerks – ein kurzer Zutritt zur Sperrzone erlaubt.[511]
- 28. August: In der Präfektur Fukushima soll ein zentrales Zwischenlager für radioaktive Abfälle aus der Katastrophe gebaut werden.[512]
- 31. August: Eine geologische Untersuchung in der Umgebung des Kraftwerks Fukushima I liefert Hinweise auf fünf vermutlich aktive Verwerfungen, von denen ein Erdbebenrisiko ausgeht.[513]
- 33.181 Personen aus 19.683 Haushalten haben bislang ihre Wohnung innerhalb der Sperrzone besucht. 3.844 davon haben ihren Pkw mit herausgebracht.[24]

## September 2011
- 6. September: Tepco plant den Bau einer 800 Meter langen Stahlwand, die das Meer vor radioaktivem „Untergrundwasser“ schützen soll. Sie soll bis Ende 2013 fertiggestellt werden und aus tausenden von 22 Meter langen Stahlrohren bestehen, die in den Meeresboden unmittelbar vor dem Kraftwerk gerammt werden. Das Bauwerk wird für eine Lebensdauer von 30 Jahren ausgelegt.[514][515]
- 11. September: Die Temperaturen in den Reaktoren 1 bis 3 sind auf rund 100 °C gefallen.[516]
- 13. September: Kawauchi plant – als erster der evakuierten Orte – eine Rückführung seiner Einwohner bis März 2012. Zuvor soll das Gemeindegebiet dekontaminiert werden.[517]
- 16. September: Die japanischen Behörden senken den Grenzwert für die äußere Kontamination von Personen im Katastrophengebiet von bisher 100.000 auf nun 13.000 Becquerel.[518]
- 29. September: In Rohren an Reaktor 1 werden hohe Wasserstoffkonzentrationen entdeckt, vermutlich Reste aus der Anfangsphase der Unfälle.[519]
- 30. September: Die bedingte Evakuierungszone in 20 bis 30 km Entfernung vom Kraftwerk sowie die Evakuierungsanordnungen für Minamisōma, Tamura, Kawauchi, Hirono und Teile von Naraha werden aufgehoben.[520][521]

## Oktober 2011
- 7. Oktober: Tepco beginnt mit dem Versprühen von marginal radioaktivem Wasser, das aus den Gebäuden von Block 5 und 6 gepumpt worden war, auf dem Kraftwerksgelände (ca. 100 Tonnen pro Tag). Damit sollen gefällte Bäume feucht gehalten werden, um Bränden vorzubeugen, und die zu 90 Prozent gefüllten Abwasserlager entlastet werden.[522][523]
- 8. Oktober: Der am 29. September entdeckte Wasserstoff wird durch Einpumpen von Stickstoff aus den Rohren an Reaktor 1 entfernt.[524]
- 9. Oktober: Aus den heruntergekühlten Reaktoren tritt kein sichtbarer Dampf mehr aus.[524] Monatelang waren über den Reaktoren 1 bis 3 Dampfwolken zu sehen gewesen.
- Die Temperatur aller Reaktoren liegt nun permanent unter 100 °C. Die Verantwortlichen sind zuversichtlich, bis Ende des Jahres für das gesamte Kraftwerk Fukushima I einen sogenannten „cold shutdown“ zu erreichen.[525] Dazu muss die Temperatur der Reaktoren stabil unter 100 °C liegen.
- 13. Oktober: 128.000 Tonnen an kontaminiertem Wasser wurden bislang verarbeitet.[526]
- 29. Oktober: Die neue Hülle des Reaktorgebäudes 1 ist fertiggestellt. Sie war seit Ende Juni im Bau und ist mit einer Lüftungs- und Filteranlage versehen, die über 90 Prozent der radioaktiven Emissionen zurückhält. Tepco plant die Installation ähnlicher Abdeckungen für die Blöcke 3 und 4 ab Herbst 2012, wenn der Explosionsschutt abgeräumt ist.[527]

## November 2011
- 1. November: Tepco entdeckt Hinweise auf Spuren von 133Xe und 135Xe, Spaltprodukte von 235U, im Sicherheitsbehälter von Block 2. Temperatur-, Druck- und Strahlungsmessungen zeigen jedoch keine Veränderungen an. Es sei möglich, dass in geringem Umfang Kettenreaktionen stattgefunden haben.[528][529]
- 2. November, gegen 3 Uhr: Der Kraftwerksbetreiber leitet sicherheitshalber eine Stunde lang mit Borsäure versetztes Wasser in Reaktor 2 ein.[528]

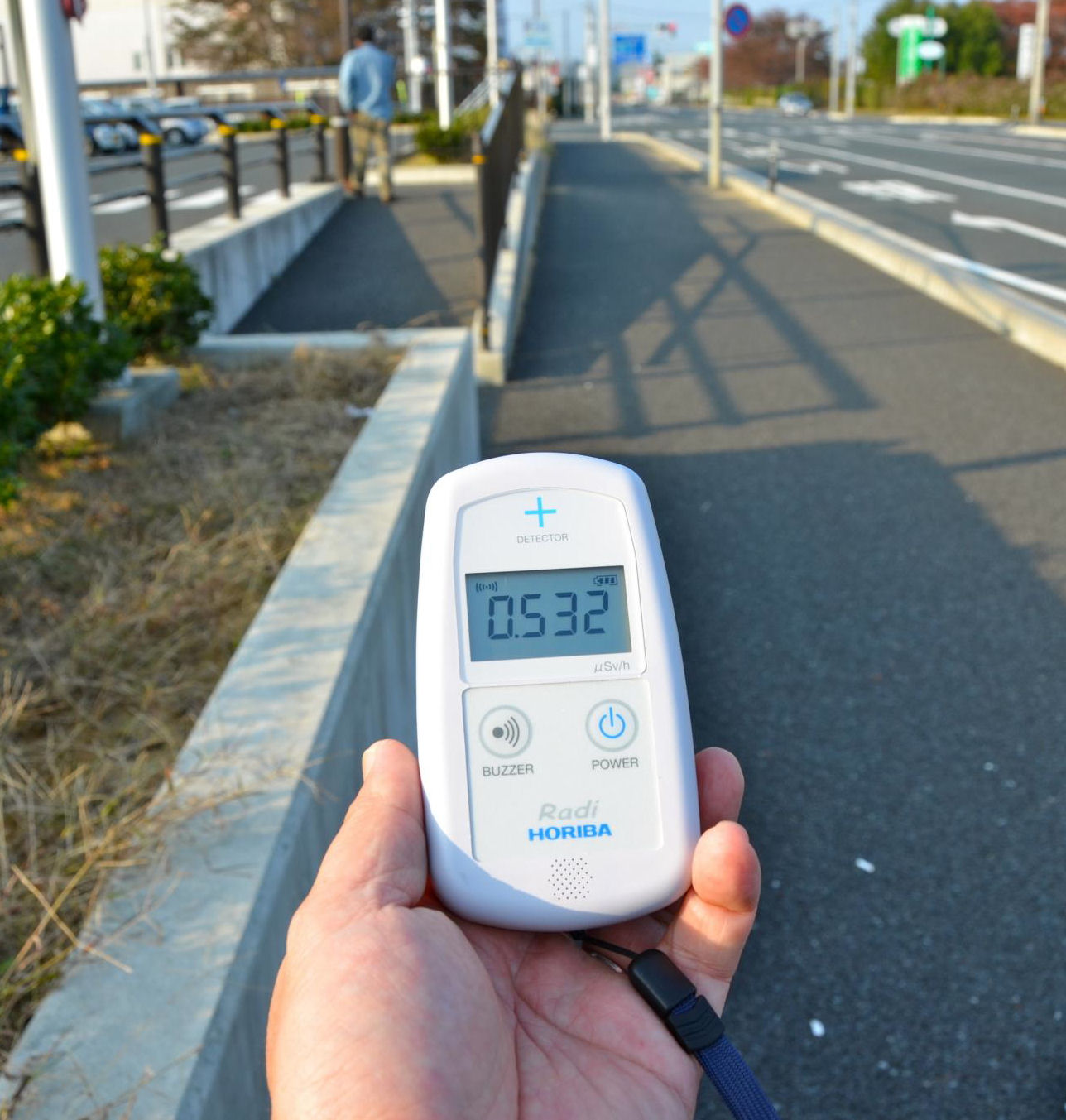
0,5 µSv/h in Minamisōma, 4. November 2011

- 3. November: Tepco schließt die Möglichkeit einer Kettenreaktion in Reaktor 2 anhand weiterer Untersuchungen aus. Die Xenon-Spuren seien durch unkritische und zu erwartende Kernspaltung von radioaktiven Curium-Isotopen entstanden.[530] Dies wird von der NISA bestätigt.[531]
- 6. November: Auch das Wasser im Abklingbecken von Reaktor 2 wird jetzt dekontaminiert.[532]
- 13. November: Erstmals seit den Unfällen erhalten Journalisten Zutritt zum Kraftwerk. Sie werden in einem Bus durch die Anlage gefahren.[533]
- 30. November: Neue Berechnungen Tepcos bestätigen die Veröffentlichung vom 16. Mai zu den Kernschmelzen in Reaktor 2 und 3. Bei Block 1 geht man nun davon aus, dass der Großteil des geschmolzenen Kerns den Druckbehälter verlassen und sich bis zu 65 Zentimeter tief in den Betonboden des Sicherheitsbehälters eingegraben hat. Darunter befinden sich weitere ca. neun Meter Beton.[534]

## Dezember 2011
- 2. Dezember: Neben den Sicherheitsbehältern wird nun auch in die Druckbehälter von Reaktor 1 bis 3 Stickstoff eingeleitet, um Wasserstoffexplosionen vorzubeugen.[535]
- 3. Dezember: Der Großteil von insgesamt ca. 1 Mrd. Euro an Entschädigungen für Landwirte wurde inzwischen ausgezahlt.[536]
- An einem Wärmetauscher der Verdampfungsanlage für kontaminiertes Salzwasser tritt ein größeres Leck auf und bleibt zunächst unbemerkt. Hoch kontaminiertes Wasser mit einer Konzentration von ca. 170 Mio. Becquerel pro Liter (Bq/l) radioaktivem Strontium und 4500 Bq/l Caesium sammelt sich in dem Gebäude an. Teile davon fließen durch eine undichte Fuge am Boden nach außen, in die Drainage und von dort ins Meer.[537]
- 4. Dezember: Gegen Mittag werden die Lecks entdeckt und geschlossen. Das Gebäude wird leergepumpt. Tepco schätzt, dass mindestens 45 Tonnen Wasser aus der Anlage ausgetreten und 145 Liter davon in die Drainage gelaufen sind. Daraus ergibt sich eine Belastung des Meeres von bis zu 0,026 Terabecquerel[537][538] (zum Vergleich, siehe Gesamtfreisetzung ins Meer).
- Die japanischen Streitkräfte beginnen mit der Dekontamination von Verwaltungsgebäuden in Naraha, Tomioka, Namie und Iitate. Sie verwenden dazu Hochdruckreiniger.[536]
- 9. Dezember: Tepco erwartet, dass die 160.000 m³ an verfügbaren bzw. in Planung befindlichen Abwasser-Lagerkapazitäten bis März 2012 erschöpft sein werden. Daher sollen Teile des Wassers bis unter die gesetzlichen Grenzwerte dekontaminiert und ins Meer geleitet werden. Fischereiverbände und der inzwischen zum Wirtschaftsminister beförderte Yukio Edano protestieren.[539][540]
- 16. Dezember: Wie seit Monaten geplant erklärt Japans neuer Ministerpräsident Yoshihiko Noda das Kraftwerk Fukushima I für stabil abgeschaltet (cold shutdown, Kaltabschaltung). Dies ist eine der Voraussetzungen für eine Rückkehr der evakuierten Anwohner.[541] Kritiker und Fachleute bezweifeln, dass man bei unklarem Zustand des Reaktorkerns von einer Kaltabschaltung sprechen kann.[542][543]
- 21. Dezember: Das japanische Umweltministerium gibt bekannt, dass es 25.000 neugeborene Kinder in der Präfektur Fukushima für 13 Jahre überwachen und auf mögliche Gesundheitsschäden infolge der Strahlungsbelastung ihrer Mütter untersuchen wird.[544]
- 26. Dezember: Die am 7. Juni eingesetzte Expertenkommission legt einen ersten Bericht vor. Darin kritisiert sie das Krisenmanagement der Regierung und des Kraftwerksbetreibers. In vielen Fällen seien vorgeschriebene Prozeduren nicht eingehalten worden; es habe an Kommunikation und an Kompetenz zur Handhabung der Unfälle und von deren Folgen gemangelt.[545]
- Der japanische Gesetzgeber hat eine zweite Expertenkommission eingesetzt, die die Unfälle und deren Handhabung durch Tepco und die Regierung nochmals untersuchen soll. Sie muss bis Mitte 2012 einen Bericht vorlegen.[546]

## 2012
- Im Januar 2012 kam es zu einer einstündigen Störung im Kühlwasserkreislauf von 3 Abklingbecken.[547]
- Im Juni 2012 unterbrach eine defekte Pumpe die Kühlwasserzufuhr zu Abklingbecken 4 für 30 Stunden.[547]
- 14. August 2012: In einem zu Block 4 gehörenden Raum wurde radioaktives Wasser gefunden. Es war aus einem Rohr ausgetreten, das kontaminiertes Wasser von Block 3 zu einer Sammeleinrichtung führt. Außerdem geriet eine zu einem Filtersystem gehörende Pumpe in Brand; das Feuer wurde mit einem Feuerlöscher gelöscht.[548]
- 12. Oktober 2012: TEPCOS interne Untersuchungskommission unter Leitung des Firmenpräsidenten Naomi Hirose gesteht zum ersten Mal ein, dass die Firma es unterlassen habe, entschiedenere Maßnahmen zur Vermeidung von Katastrophen wie der von Fukushima zu ergreifen, da befürchtet wurde, dass dies indirekt zu (1) Protesten bzw. gerichtlichen Klagen führen, (2) Anti-Atom Einstellungen in der Bevölkerung Vorschub leisten und (3) negativen Einfluss auf den Kraftwerksbetrieb haben könnte.[549][550][551]

In dem Kommissionreport stellt TEPCO fest, dass man die Folgen des Unglücks hätte mindern können, wenn die Energieversorgungs- und Kühlsysteme der Anlage redundanter ausgelegt worden wären wie es auch die internationalen Standards vorsehen.
Darüber hinaus gesteht der Bericht ein, dass TEPCO es nicht hätte zulassen dürfen, dass die Notfallübungen als obligatorische Formalität absolviert wurden statt als praktische Übungen zum Krisenmanagement.
TEPCO schreibt in dem internen Bericht: „Es gab Befürchtungen dass – sollten neue Maßnahmen gegen ernste Unfälle ergriffen werden – in den Gastgeber-Gemeinden (der Reaktoren) sich Sorgen über Sicherheitsprobleme der gegenwärtigen Kraftwerke breit machen würden.“
Weiter schreibt TEPCO, dass bereits 2002 Maßnahmen gegen schwere Unglücke ergriffen wurden, die den Druckablass im Notfall sowie die Verknüpfung der Energieversorgungssysteme untereinander betrafen, dass aber weitergehende Maßnahmen nie umgesetzt wurden, da diese zu „Verunsicherung der Öffentlichkeit führen und die Anti-Atom Bewegung stärken könnten“.

## 2013
- 18. März 2013: Ein Stromausfall bewirkte die Unterbrechung der Kühlsysteme für die Abklingbecken der Reaktoren 1, 3 und 4 sowie für ein weiteres Abklingbecken. Die Kühlung für das Abklingbecken von Reaktor 1 konnte laut Betreiber am Nachmittag des folgenden Tages wiederhergestellt werden.[553] Die Kühlsysteme für die übrigen Becken konnten laut Tepco bis zur Nacht vom 19. auf den 20. März wieder in Betrieb genommen werden, ohne dass kritische Werte erreicht wurden.[554] Der Kurzschluss soll durch eine Ratte verursacht worden sein.[555]
- 5. April 2013: Es fiel für drei Stunden das Kühlsystem eines Abklingbeckens neben Reaktor 3 aus. Arbeiten an technischen Schutzmechanismen werden dafür verantwortlich gemacht.[556]
- In der Nacht zum 6. April 2013 meldete Tepco, dass bis zu 120 Tonnen radioaktiv belastetes Wasser aus einem unterirdischen Kühlwassertank ausgetreten sind. Dies wurde bei Füllstandsmessungen am 4. und 5. April festgestellt.[557] Auf dem Gelände werden inzwischen insgesamt 270.000 Tonnen hoch radioaktiv belastetes Wasser in Hunderten Tanks gelagert.[558]
- 9. April 2013: Die nationale Atomregulierungsbehörde meldete erneut den Austritt von radioaktiv belastetem Wasser. Schadhaft sei das unterirdisch gelegene Becken Nummer 1, in das belastetes Wasser aus dem ebenfalls defekten Becken Nummer 2 geleitet wurde.[559]
- 9. Juli 2013: Ein Sprecher von Tepco meldete, dass im Grundwasser nahe der Anlage erneut stark erhöhte radioaktive Belastung gemessen worden sei.
- Anfang August 2013 wurde bekannt, dass seit 2011 täglich etwa 300 Tonnen radioaktiv belastetes Grundwasser ins Meer fließen.[560]
- 20. August 2013: Tepco gab bekannt, dass 300 Tonnen mittelradioaktiv belastetes Wasser aus einem Lagertank auf dem Kraftwerksgelände ausgetreten seien. Die Ortsdosisleistung wurde zunächst mit etwa 100 Millisievert pro Stunde angegeben, wenige Tage darauf jedoch deutlich nach oben korrigiert (siehe unten). Der Vorfall wurde auf der INES-Skala als Störfall der Stufe 3 eingestuft.[561][562]
- 26. August 2013: Tepco präsentierte die geplanten Maßnahmen gegen das Eindringen von Grundwasser in die Reaktorgebäude und um den Abfluss von kontaminiertem Wasser in das Meer zu stoppen.[563] Dazu sind drei Maßnahmen vorgesehen: Zum einen die Installation einer wasserundurchlässigen Wand im Wasser direkt vor der Küste. Mit der Errichtung wurde bereits im Mai 2012 begonnen, die Arbeiten sollen bis September 2014 abgeschlossen werden. Als zweite Maßnahme soll der Boden rund um die Reaktorgebäude bis tief ins Erdreich eingefroren werden um den Abfluss von kontaminiertem Wasser zu verhindern. Die voraussichtlichen Kosten des Eispanzers unter dem Kraftwerk werden auf 360 Millionen Euro geschätzt.[564] Schließlich soll das Grundwasser aus Schächten abgepumpt werden, damit es nicht mehr in die Reaktorgebäude eindringen kann.
- 1. September 2013: Es wurde bekannt, dass am Vortag bei der täglichen Prüfung an mindestens drei Lagertanks auf dem Kraftwerksgelände tödliche Strahlenwerte gemessen worden sind. Sie betrugen bis zu 1,8 Sievert pro Stunde (1800 Millisievert pro Stunde). Laut Angaben eines Tepco-Sprechers sei dies erst jetzt aufgefallen, da neue Messgeräte verwendet wurden, die mehr als 100 Millisievert pro Stunde messen können. Tepco räumte ein, dass es möglicherweise mehr als ein Leck gibt.[565]
- 4. September 2013: Es wurde bekannt, dass an den Lagertanks auf dem Kraftwerksgelände die Ortsdosisleistung sprunghaft um 20 % angestiegen ist. Sie beträgt zum Messzeitpunk 2,2 Sievert pro Stunde (2200 Millisievert pro Stunde). Da Tepco dort eigenen Angaben zufolge bisher nicht regelmäßig gemessen hat, ist anzunehmen, dass einige dieser Lecks bereits seit längerer Zeit bestehen.[566] Zur Zeit lagern 335.000 Tonnen stark kontaminiertes Reaktorkühlwasser in etwa 1000 Lagertanks. Aus einigen Tanks tritt immer wieder Wasser aus. Eine Ortsdosisleistung von zwei Sv/h führt beim Menschen nach etwa vier Stunden in der Regel zum Tod durch Strahlenkrankheit. Die Kapazität der Tanks soll binnen zwei Jahren von über 300.000 Tonnen auf ca. 700.000 Tonnen erhöht werden, auch über eine Verklappung des Kühlwassers im Pazifik wird nachgedacht.[567]
- 1. Oktober 2013: Tepco gab bekannt, dass möglicherweise vier Tonnen radioaktiv verseuchtes Wasser ausgetreten seien. Der Zwischenfall ereignete sich beim Transfer verseuchter Wassermengen zwischen verschiedenen Auffangtanks.[568]
- 3. Oktober 2013: Es wurde bekannt, dass am Vorabend ca. 430 Liter kontaminiertes Wasser aus einem Tank in den Pazifik gelaufen seien. Der Tank steht auf einer Schrägfläche. Beim Befüllen sei die Schieflage des Behälters jedoch nicht beachtet worden. Nach Angaben des Betreibers befindet sich in den Tanks Wasser, welches mit bis 580.000 Becquerel pro Liter kontaminiert sei.[569]
- 12. Oktober 2013: Mit Verweis auf die UNO meldeten Medien, dass die Arbeiter, die bei der Katastrophe eingesetzt wurden, vermutlich deutlich stärker verstrahlt worden seien als zunächst angegeben. Ursächlich hierfür sei, dass viele der rund 25.000 Arbeiter erst mit einer Zeitverzögerung untersucht worden seien, sodass insbesondere die Strahlenbelastung der nur kurzlebigen Jod-Isotope nicht mehr erfasst werden konnten. Zudem wurde bekannt, dass sich die Verseuchung des Meeres durch Bauarbeiten deutlich erhöht habe. Ebenfalls Anfang Oktober durchtrennten Arbeiter ein wasserförderndes Rohr, wobei etwa 7 Tonnen belastetes Wasser ausliefen. Dabei wurden 6 Arbeiter kontaminiert.[570]
- 25. Oktober 2013: Ein Erdbeben der Stärke 7,1 erschütterte das Gebiet um das Kernkraftwerk Fukushima. Da mit einer Tsunamiwelle von bis zu einem Meter Höhe gerechnet wurde, wurden die Arbeiter im Kraftwerk kurzzeitig aufgefordert, den Küstenstreifen zu verlassen. Schäden durch das Erdbeben an der Anlage wurden nicht festgestellt.[571]

## 2014
- 3. Januar 2014: Es kommt zu einem unvorhergesehenen Austritt von Wasserdampf im Reaktorblock 3.[572]
- 20. Februar 2014: Tepco gibt bekannt, dass es durch eine Fehlbedienung eines Ventils an einem Kühlwasserspeichertank zum Austritt von belastetem Wasser kam und von welchem sie ausgeht, dass „die komplette Menge im Boden versickert“ ist. Die Strahlenbelastung des ausgetretenen Wassers habe 230 Millionen Becquerel pro Liter erreicht.[573]
- 9. April 2014: Beginn des Absenkens des Grundwasserspiegels um 1 Meter, um dadurch eine weitere Verseuchung des Meeres zu begrenzen.[574]
- 16. Mai 2014: Durch Kameras wird ein Leck am Reaktor 3 entdeckt.[575]
- 15. Juli 2014: Es kommt zu einem Brand in einem Generator der Stromversorgung einer Klimaanlage auf der Baustelle, verletzt wird niemand.[576]
- 27. August 2014: In einer offiziellen Mitteilung von Tepco heißt es, dass die Versuche gescheitert seien, das hoch radioaktiv belastete Wasser, welches in die Verbindungstunnel zwischen den Reaktoren 2 und 3 fließt, zu stoppen. Durch Lecks sickere das Wasser nun in den Boden.[577]
- 2. September 2014: Es wird bekannt, dass mehrere Arbeiter Tepco auf Auszahlung von Gefahrenzulagen verklagen wollen. Diese waren zuvor vereinbart worden, kommen jedoch nur teilweise bei den Arbeitern an. Tepco beschäftigt für die Aufräumarbeiten rund 6000 Arbeiter, die größtenteils von Subunternehmen gestellt werden, während nur wenige Tepco-Mitarbeiter auf dem Kraftwerksgelände zum Einsatz kommen.[578]
- 21. Oktober 2014: Das Unternehmen informiert, dass eine neue Wasseraufbereitungsanlage mit einer Kapazität von 500 Tonnen Wasser pro Tag installiert wurde und diese nun einsatzbereit ist.[579]
- 22. Dezember 2014: Tepco meldet, dass nun alle Brennstäbe aus Reaktorblock 4 entfernt worden sind.[580]

## 2015
- 3. Februar 2015: Nach dem Unfalltod von zwei Arbeitern am 19. und 20. Januar – jeweils einer auf einer Baustelle der beiden Fukushima-Kernkraftwerksanlagen (diese Anlage Daiichi und die zweite Anlage Daini) – wurden die auf diesen beiden Anlagen unterbrochenen Arbeiten nach Verbesserungen der Sicherheit für die Arbeiter wieder aufgenommen.[581]
- 24. Februar 2015: Erhöhte Strahlungswerte des Isotops Caesium-137 von 23.000 Becquerel pro Liter werden auf dem Dach vom Reaktor 2 gemessen. In die Regenwasser Dränage vom Reaktor 2 wurden Zeolithe eingebaut um das radioaktive Caesium aus dem Wasser zu filtern.[582]
- 10. März 2015: Etwa 750 Tonnen mit unter anderem durch das Isotop Strontium 90 hochbelastetes Regenwasser ist im Boden versickert. Eine damit verbundene Verseuchung des Ozeans konnte nicht festgestellt werden.[583]
- 17. April 2015: Zwei ferngesteuerte Roboter liefern erstmals Daten und Bilder vom Reaktorinneren. Sie messen Strahlungswerte zwischen 4 und 10 Sievert pro Stunde und die von ihnen gemessenen Temperaturwerte liegen unter der normalen Raumtemperatur, was auf eine gut funktionierende Kühlung hinweist.[584]
- 30. Juni 2015: Beginn der Dekontaminierung von hochradioaktiven Abwässern auf dem Gelände.[585]
- 2. August 2015: Das größte Trümmerteil wurde aus dem Gebäude des Reaktors 3 entfernt, sodass mit der Entfernung der benutzten Brennstäbe aus dem Abklingbecken begonnen werden kann.[586]

## 2016
- 2. März 2016: Bauliche Maßnahmen am Reaktorgebäude, welche das Versickern des kontaminierten Abwassers verhindern sollten sowie das Abpumpen und Reinigen desselben zeigen erste spürbare Verringerung der radioaktiven Belastung des Grundwassers.[587]
- 13. September 2016: Beginn der Demontage des Gebäudes und des Reaktors Fukushima I-1 mit Entfernung der Verkleidung und der Brennstäbe.[588]

## 2017
- 30. Januar 2017: Beim Einsatz einer Kamera im Sicherheitsbehälter des Reaktors 2 wurde festgestellt, dass das geschmolzene Material aus dem Druckbehälter in den Sicherheitsbehälter durchgebrochen ist, und die Dosisleistung in dem Behälter 530 Sievert pro Stunde beträgt. Diese Strahlung würde einen Menschen innerhalb einer Minute töten.[589]
- 9. Februar 2017: Der Einsatz eines Roboters, der einen bis unter den Druckbehälter von Reaktor 2 führenden Zugang für einen weiteren Erkundungsroboter freiräumen sollte, musste nach 2 Stunden abgebrochen werden, da die Kamera durch die hohe Strahlung ausgefallen war. Anhand des Bildrauschens der Kamera und ihrer Auslegung für 1000 Sievert wurde die Strahlung auf 650 Sievert pro Stunde bei einer möglichen Ungenauigkeit von 30 % geschätzt.[590]
- 27. März 2017: Während einer mehrtägigen Erkundung des Reaktors 1 werden keine größeren Schäden an ihm festgestellt.[591]
- 19. Juli 2017: Bei einer mehrtägigen Erkundung des Reaktorblocks 3 werden am 19. Juli die geschmolzenen Brennstäbe im Sockelbereich des Reaktors gefunden.[592]
- 1. November 2017: Fertigstellung des Kuppeldachs und der Montage des Kühlsystems um Reaktorblock 3, Prüfung der Lüftungsanlage und Beginn der Vorbereitungen zur Demontage des Blocks 3.[593]

## 2018
- 9. Februar 2018: Bergung der Brennstäbe im Reaktor Fukushima I-3.[594]
- 23. April 2018: Maßnahmen zur Reduktion des Eindringen von kontaminierten Stoffen ins Grundwasser zeigen erste deutliche Verminderung der Belastung.[595]
- 10. August 2018: Beginn des Abbaus des Gebäudekomplexes um Reaktor 2, Installation eines Krans auf dem Gebäude des Reaktorblock 3.[596]

## 2019
- 28. März 2019: Zur Lagerung des kontaminierten Wassers werden nun vollverschweißte anstatt vernietete Tanks verwendet.[597]
- 15. April 2019: Beginn der Bergung der Brennstäbe des Reaktorblocks 3.[598]
- 15. Oktober 2019: Der Taifun Hagibis richtete außer kleineren Wassereinbrüchen an einigen Stellen der Reaktorruine keine zusätzlichen Schäden an.[599]

## 2020
- 7. April 2020: Am 1. April 2020 wurde erstmals ein Arbeiter von TEPCO positiv auf COVID-19 getestet und dann von den Maßnahmen zur Beräumung abgezogen. Als Maßnahme wird die Gesundheit der Arbeiter jetzt noch schärfer überwacht, um weitere Fälle schneller erkennen und isolieren zu können.[600]
- 25. April 2020 Bis zum 24. April 2020 wurden insgesamt 10 Mitarbeiter positiv auf COVID-19 getestet und ins Homeoffice versetzt.[601]
- 2. September 2020 Bis zum 2. September 2020 wurden insgesamt 19 Arbeiter positiv auf COVID-19 getestet und von den Sanierungsmaßnahmen abgezogen.[602]

## 2021
- 8. Januar 2021 Bis zum 8. Januar 2021 wurden 62 SARS-CoV-2-Infektionen bei Mitarbeitern festgestellt.[603]
- 13. Februar 2021 Ein Erdbeben mit der Magnitude 7,3 wird um 23:08 Uhr registriert. Bei anschließenden Kontrollen des Geländes werden keine größeren Schäden registriert.[604]
- 16. Juni 2021 Beginn der Dekontamination der Reaktoren und der Gebäude 1–4[605]

## 2022
- 21. Februar 2022 Bis zum Februar 2022 wurden 109 SARS-CoV-2-Infektionen bei Mitarbeitern festgestellt.[606]
- 16. März 2022 Auf dem Gelände des Kernkraftwerks wurden keine großen Schäden durch das Fukushima-Erdbeben 2022 vom 16. März 2022 festgestellt.[607]

## 2023
- 22. August 2023 Beginn der Einleitung von aufbereitetem Kühlwasser in den Pazifischen Ozean.[608]